# Maróczy - Tartakover
Cet article utilise la notation algébrique pour décrire des coups du jeu d'échecs.
La partie Maróczy - Tartakover (Teplitz-Schönau, 1922) est une fameuse partie d'échecs jouée par Géza Maróczy et Xavier Tartakover.

## Critiques
Sélectionnée comme sa meilleure partie par Tartakover en 1928, elle a été couronnée par un troisième prix de beauté lors du tournoi de Teplitz-Schönau tenu en février-mars 1922. Selon David Bronstein, « Tartakover reçut seulement le troisième prix après que le jury eut conclu qu'aucun être humain ne pouvait calculer la profondeur d'une telle combinaison » (Tartakower only received the third brilliancy prize as the jury concluded that no human mind could calculate such a deep combination).
Selon Richard Réti dans Les Maîtres de l'échiquier, « Tartakover démontre la supériorité de sa position en adoptant un type de combinaison sans précédent dans la littérature échiquéenne. Il commence par sacrifier une tour dans le but de démolir la muraille de pions qui protège l'aile-Roi blanche ; après quoi, très délibérément, il complète le développement de son côté Dame en dépit de sa grande infériorité matérielle. »
Selon Rudolf Spielmann dans L'Art des sacrifices, « Celui qui investit une Tour entière dans une “affaire” doit, par la nature même des choses, se sentir satisfait s'il en est remboursé. Il n'arrive que très rarement à quelqu'un de décider le sacrifice d'une Tour entière, sans avoir à sa disposition des menaces puissantes et immédiates. Dans toute la littérature échiquéenne, je ne connais qu'un cas unique dans le genre, la partie Maroczy - Tartacover, Teplitz-Schönau, 1922, un chef-d'œuvre par le Dr Tartacover. »

## Partie commentée
Geza Maróczy - Xavier Tartakover
Tournoi de Teplitz-Schönau, 4e ronde, 27 février 1922
Défense hollandaise, variante Stonewall (A 85)
1. d4 e6 2. c4 f5 3. Cc3 Cf6 4. a3
Les blancs veulent s'emparer de la case e4, il faut donc prévenir Fb4 qui forcerait l'échange du Cavalier en c3.
4. ... Fe7 5. e3 O-O 6. Fd3 d5 7. Cf3 c6
Tout se déroule normalement jusqu'ici.
8. O-O Ce4 9. Dc2 Fd6 10. b3 Cd7 11. Fb2 Tf6?
|   | a | b | c | d | e | f | g | h |   |
| 8 | Tour noire sur case blanche a8 · Fou noir sur case blanche c8 · Dame noire sur case noire d8 · Roi noir sur case blanche g8 · Pion noir sur case noire a7 · Pion noir sur case blanche b7 · Cavalier noir sur case blanche d7 · Pion noir sur case noire g7 · Pion noir sur case blanche h7 · Pion noir sur case blanche c6 · Fou noir sur case noire d6 · Pion noir sur case blanche e6 · Tour noire sur case noire f6 · Pion noir sur case blanche d5 · Pion noir sur case blanche f5 · Pion blanc sur case blanche c4 · Pion blanc sur case noire d4 · Cavalier noir sur case blanche e4 · Pion blanc sur case noire a3 · Pion blanc sur case blanche b3 · Cavalier blanc sur case noire c3 · Fou blanc sur case blanche d3 · Pion blanc sur case noire e3 · Cavalier blanc sur case blanche f3 · Fou blanc sur case noire b2 · Dame blanche sur case blanche c2 · Pion blanc sur case noire f2 · Pion blanc sur case blanche g2 · Pion blanc sur case noire h2 · Tour blanche sur case noire a1 · Tour blanche sur case blanche f1 · Roi blanc sur case noire g1 | Tour noire sur case blanche a8 · Fou noir sur case blanche c8 · Dame noire sur case noire d8 · Roi noir sur case blanche g8 · Pion noir sur case noire a7 · Pion noir sur case blanche b7 · Cavalier noir sur case blanche d7 · Pion noir sur case noire g7 · Pion noir sur case blanche h7 · Pion noir sur case blanche c6 · Fou noir sur case noire d6 · Pion noir sur case blanche e6 · Tour noire sur case noire f6 · Pion noir sur case blanche d5 · Pion noir sur case blanche f5 · Pion blanc sur case blanche c4 · Pion blanc sur case noire d4 · Cavalier noir sur case blanche e4 · Pion blanc sur case noire a3 · Pion blanc sur case blanche b3 · Cavalier blanc sur case noire c3 · Fou blanc sur case blanche d3 · Pion blanc sur case noire e3 · Cavalier blanc sur case blanche f3 · Fou blanc sur case noire b2 · Dame blanche sur case blanche c2 · Pion blanc sur case noire f2 · Pion blanc sur case blanche g2 · Pion blanc sur case noire h2 · Tour blanche sur case noire a1 · Tour blanche sur case blanche f1 · Roi blanc sur case noire g1 | Tour noire sur case blanche a8 · Fou noir sur case blanche c8 · Dame noire sur case noire d8 · Roi noir sur case blanche g8 · Pion noir sur case noire a7 · Pion noir sur case blanche b7 · Cavalier noir sur case blanche d7 · Pion noir sur case noire g7 · Pion noir sur case blanche h7 · Pion noir sur case blanche c6 · Fou noir sur case noire d6 · Pion noir sur case blanche e6 · Tour noire sur case noire f6 · Pion noir sur case blanche d5 · Pion noir sur case blanche f5 · Pion blanc sur case blanche c4 · Pion blanc sur case noire d4 · Cavalier noir sur case blanche e4 · Pion blanc sur case noire a3 · Pion blanc sur case blanche b3 · Cavalier blanc sur case noire c3 · Fou blanc sur case blanche d3 · Pion blanc sur case noire e3 · Cavalier blanc sur case blanche f3 · Fou blanc sur case noire b2 · Dame blanche sur case blanche c2 · Pion blanc sur case noire f2 · Pion blanc sur case blanche g2 · Pion blanc sur case noire h2 · Tour blanche sur case noire a1 · Tour blanche sur case blanche f1 · Roi blanc sur case noire g1 | Tour noire sur case blanche a8 · Fou noir sur case blanche c8 · Dame noire sur case noire d8 · Roi noir sur case blanche g8 · Pion noir sur case noire a7 · Pion noir sur case blanche b7 · Cavalier noir sur case blanche d7 · Pion noir sur case noire g7 · Pion noir sur case blanche h7 · Pion noir sur case blanche c6 · Fou noir sur case noire d6 · Pion noir sur case blanche e6 · Tour noire sur case noire f6 · Pion noir sur case blanche d5 · Pion noir sur case blanche f5 · Pion blanc sur case blanche c4 · Pion blanc sur case noire d4 · Cavalier noir sur case blanche e4 · Pion blanc sur case noire a3 · Pion blanc sur case blanche b3 · Cavalier blanc sur case noire c3 · Fou blanc sur case blanche d3 · Pion blanc sur case noire e3 · Cavalier blanc sur case blanche f3 · Fou blanc sur case noire b2 · Dame blanche sur case blanche c2 · Pion blanc sur case noire f2 · Pion blanc sur case blanche g2 · Pion blanc sur case noire h2 · Tour blanche sur case noire a1 · Tour blanche sur case blanche f1 · Roi blanc sur case noire g1 | Tour noire sur case blanche a8 · Fou noir sur case blanche c8 · Dame noire sur case noire d8 · Roi noir sur case blanche g8 · Pion noir sur case noire a7 · Pion noir sur case blanche b7 · Cavalier noir sur case blanche d7 · Pion noir sur case noire g7 · Pion noir sur case blanche h7 · Pion noir sur case blanche c6 · Fou noir sur case noire d6 · Pion noir sur case blanche e6 · Tour noire sur case noire f6 · Pion noir sur case blanche d5 · Pion noir sur case blanche f5 · Pion blanc sur case blanche c4 · Pion blanc sur case noire d4 · Cavalier noir sur case blanche e4 · Pion blanc sur case noire a3 · Pion blanc sur case blanche b3 · Cavalier blanc sur case noire c3 · Fou blanc sur case blanche d3 · Pion blanc sur case noire e3 · Cavalier blanc sur case blanche f3 · Fou blanc sur case noire b2 · Dame blanche sur case blanche c2 · Pion blanc sur case noire f2 · Pion blanc sur case blanche g2 · Pion blanc sur case noire h2 · Tour blanche sur case noire a1 · Tour blanche sur case blanche f1 · Roi blanc sur case noire g1 | Tour noire sur case blanche a8 · Fou noir sur case blanche c8 · Dame noire sur case noire d8 · Roi noir sur case blanche g8 · Pion noir sur case noire a7 · Pion noir sur case blanche b7 · Cavalier noir sur case blanche d7 · Pion noir sur case noire g7 · Pion noir sur case blanche h7 · Pion noir sur case blanche c6 · Fou noir sur case noire d6 · Pion noir sur case blanche e6 · Tour noire sur case noire f6 · Pion noir sur case blanche d5 · Pion noir sur case blanche f5 · Pion blanc sur case blanche c4 · Pion blanc sur case noire d4 · Cavalier noir sur case blanche e4 · Pion blanc sur case noire a3 · Pion blanc sur case blanche b3 · Cavalier blanc sur case noire c3 · Fou blanc sur case blanche d3 · Pion blanc sur case noire e3 · Cavalier blanc sur case blanche f3 · Fou blanc sur case noire b2 · Dame blanche sur case blanche c2 · Pion blanc sur case noire f2 · Pion blanc sur case blanche g2 · Pion blanc sur case noire h2 · Tour blanche sur case noire a1 · Tour blanche sur case blanche f1 · Roi blanc sur case noire g1 | Tour noire sur case blanche a8 · Fou noir sur case blanche c8 · Dame noire sur case noire d8 · Roi noir sur case blanche g8 · Pion noir sur case noire a7 · Pion noir sur case blanche b7 · Cavalier noir sur case blanche d7 · Pion noir sur case noire g7 · Pion noir sur case blanche h7 · Pion noir sur case blanche c6 · Fou noir sur case noire d6 · Pion noir sur case blanche e6 · Tour noire sur case noire f6 · Pion noir sur case blanche d5 · Pion noir sur case blanche f5 · Pion blanc sur case blanche c4 · Pion blanc sur case noire d4 · Cavalier noir sur case blanche e4 · Pion blanc sur case noire a3 · Pion blanc sur case blanche b3 · Cavalier blanc sur case noire c3 · Fou blanc sur case blanche d3 · Pion blanc sur case noire e3 · Cavalier blanc sur case blanche f3 · Fou blanc sur case noire b2 · Dame blanche sur case blanche c2 · Pion blanc sur case noire f2 · Pion blanc sur case blanche g2 · Pion blanc sur case noire h2 · Tour blanche sur case noire a1 · Tour blanche sur case blanche f1 · Roi blanc sur case noire g1 | Tour noire sur case blanche a8 · Fou noir sur case blanche c8 · Dame noire sur case noire d8 · Roi noir sur case blanche g8 · Pion noir sur case noire a7 · Pion noir sur case blanche b7 · Cavalier noir sur case blanche d7 · Pion noir sur case noire g7 · Pion noir sur case blanche h7 · Pion noir sur case blanche c6 · Fou noir sur case noire d6 · Pion noir sur case blanche e6 · Tour noire sur case noire f6 · Pion noir sur case blanche d5 · Pion noir sur case blanche f5 · Pion blanc sur case blanche c4 · Pion blanc sur case noire d4 · Cavalier noir sur case blanche e4 · Pion blanc sur case noire a3 · Pion blanc sur case blanche b3 · Cavalier blanc sur case noire c3 · Fou blanc sur case blanche d3 · Pion blanc sur case noire e3 · Cavalier blanc sur case blanche f3 · Fou blanc sur case noire b2 · Dame blanche sur case blanche c2 · Pion blanc sur case noire f2 · Pion blanc sur case blanche g2 · Pion blanc sur case noire h2 · Tour blanche sur case noire a1 · Tour blanche sur case blanche f1 · Roi blanc sur case noire g1 | 8 |
| 7 | Tour noire sur case blanche a8 · Fou noir sur case blanche c8 · Dame noire sur case noire d8 · Roi noir sur case blanche g8 · Pion noir sur case noire a7 · Pion noir sur case blanche b7 · Cavalier noir sur case blanche d7 · Pion noir sur case noire g7 · Pion noir sur case blanche h7 · Pion noir sur case blanche c6 · Fou noir sur case noire d6 · Pion noir sur case blanche e6 · Tour noire sur case noire f6 · Pion noir sur case blanche d5 · Pion noir sur case blanche f5 · Pion blanc sur case blanche c4 · Pion blanc sur case noire d4 · Cavalier noir sur case blanche e4 · Pion blanc sur case noire a3 · Pion blanc sur case blanche b3 · Cavalier blanc sur case noire c3 · Fou blanc sur case blanche d3 · Pion blanc sur case noire e3 · Cavalier blanc sur case blanche f3 · Fou blanc sur case noire b2 · Dame blanche sur case blanche c2 · Pion blanc sur case noire f2 · Pion blanc sur case blanche g2 · Pion blanc sur case noire h2 · Tour blanche sur case noire a1 · Tour blanche sur case blanche f1 · Roi blanc sur case noire g1 | Tour noire sur case blanche a8 · Fou noir sur case blanche c8 · Dame noire sur case noire d8 · Roi noir sur case blanche g8 · Pion noir sur case noire a7 · Pion noir sur case blanche b7 · Cavalier noir sur case blanche d7 · Pion noir sur case noire g7 · Pion noir sur case blanche h7 · Pion noir sur case blanche c6 · Fou noir sur case noire d6 · Pion noir sur case blanche e6 · Tour noire sur case noire f6 · Pion noir sur case blanche d5 · Pion noir sur case blanche f5 · Pion blanc sur case blanche c4 · Pion blanc sur case noire d4 · Cavalier noir sur case blanche e4 · Pion blanc sur case noire a3 · Pion blanc sur case blanche b3 · Cavalier blanc sur case noire c3 · Fou blanc sur case blanche d3 · Pion blanc sur case noire e3 · Cavalier blanc sur case blanche f3 · Fou blanc sur case noire b2 · Dame blanche sur case blanche c2 · Pion blanc sur case noire f2 · Pion blanc sur case blanche g2 · Pion blanc sur case noire h2 · Tour blanche sur case noire a1 · Tour blanche sur case blanche f1 · Roi blanc sur case noire g1 | Tour noire sur case blanche a8 · Fou noir sur case blanche c8 · Dame noire sur case noire d8 · Roi noir sur case blanche g8 · Pion noir sur case noire a7 · Pion noir sur case blanche b7 · Cavalier noir sur case blanche d7 · Pion noir sur case noire g7 · Pion noir sur case blanche h7 · Pion noir sur case blanche c6 · Fou noir sur case noire d6 · Pion noir sur case blanche e6 · Tour noire sur case noire f6 · Pion noir sur case blanche d5 · Pion noir sur case blanche f5 · Pion blanc sur case blanche c4 · Pion blanc sur case noire d4 · Cavalier noir sur case blanche e4 · Pion blanc sur case noire a3 · Pion blanc sur case blanche b3 · Cavalier blanc sur case noire c3 · Fou blanc sur case blanche d3 · Pion blanc sur case noire e3 · Cavalier blanc sur case blanche f3 · Fou blanc sur case noire b2 · Dame blanche sur case blanche c2 · Pion blanc sur case noire f2 · Pion blanc sur case blanche g2 · Pion blanc sur case noire h2 · Tour blanche sur case noire a1 · Tour blanche sur case blanche f1 · Roi blanc sur case noire g1 | Tour noire sur case blanche a8 · Fou noir sur case blanche c8 · Dame noire sur case noire d8 · Roi noir sur case blanche g8 · Pion noir sur case noire a7 · Pion noir sur case blanche b7 · Cavalier noir sur case blanche d7 · Pion noir sur case noire g7 · Pion noir sur case blanche h7 · Pion noir sur case blanche c6 · Fou noir sur case noire d6 · Pion noir sur case blanche e6 · Tour noire sur case noire f6 · Pion noir sur case blanche d5 · Pion noir sur case blanche f5 · Pion blanc sur case blanche c4 · Pion blanc sur case noire d4 · Cavalier noir sur case blanche e4 · Pion blanc sur case noire a3 · Pion blanc sur case blanche b3 · Cavalier blanc sur case noire c3 · Fou blanc sur case blanche d3 · Pion blanc sur case noire e3 · Cavalier blanc sur case blanche f3 · Fou blanc sur case noire b2 · Dame blanche sur case blanche c2 · Pion blanc sur case noire f2 · Pion blanc sur case blanche g2 · Pion blanc sur case noire h2 · Tour blanche sur case noire a1 · Tour blanche sur case blanche f1 · Roi blanc sur case noire g1 | Tour noire sur case blanche a8 · Fou noir sur case blanche c8 · Dame noire sur case noire d8 · Roi noir sur case blanche g8 · Pion noir sur case noire a7 · Pion noir sur case blanche b7 · Cavalier noir sur case blanche d7 · Pion noir sur case noire g7 · Pion noir sur case blanche h7 · Pion noir sur case blanche c6 · Fou noir sur case noire d6 · Pion noir sur case blanche e6 · Tour noire sur case noire f6 · Pion noir sur case blanche d5 · Pion noir sur case blanche f5 · Pion blanc sur case blanche c4 · Pion blanc sur case noire d4 · Cavalier noir sur case blanche e4 · Pion blanc sur case noire a3 · Pion blanc sur case blanche b3 · Cavalier blanc sur case noire c3 · Fou blanc sur case blanche d3 · Pion blanc sur case noire e3 · Cavalier blanc sur case blanche f3 · Fou blanc sur case noire b2 · Dame blanche sur case blanche c2 · Pion blanc sur case noire f2 · Pion blanc sur case blanche g2 · Pion blanc sur case noire h2 · Tour blanche sur case noire a1 · Tour blanche sur case blanche f1 · Roi blanc sur case noire g1 | Tour noire sur case blanche a8 · Fou noir sur case blanche c8 · Dame noire sur case noire d8 · Roi noir sur case blanche g8 · Pion noir sur case noire a7 · Pion noir sur case blanche b7 · Cavalier noir sur case blanche d7 · Pion noir sur case noire g7 · Pion noir sur case blanche h7 · Pion noir sur case blanche c6 · Fou noir sur case noire d6 · Pion noir sur case blanche e6 · Tour noire sur case noire f6 · Pion noir sur case blanche d5 · Pion noir sur case blanche f5 · Pion blanc sur case blanche c4 · Pion blanc sur case noire d4 · Cavalier noir sur case blanche e4 · Pion blanc sur case noire a3 · Pion blanc sur case blanche b3 · Cavalier blanc sur case noire c3 · Fou blanc sur case blanche d3 · Pion blanc sur case noire e3 · Cavalier blanc sur case blanche f3 · Fou blanc sur case noire b2 · Dame blanche sur case blanche c2 · Pion blanc sur case noire f2 · Pion blanc sur case blanche g2 · Pion blanc sur case noire h2 · Tour blanche sur case noire a1 · Tour blanche sur case blanche f1 · Roi blanc sur case noire g1 | Tour noire sur case blanche a8 · Fou noir sur case blanche c8 · Dame noire sur case noire d8 · Roi noir sur case blanche g8 · Pion noir sur case noire a7 · Pion noir sur case blanche b7 · Cavalier noir sur case blanche d7 · Pion noir sur case noire g7 · Pion noir sur case blanche h7 · Pion noir sur case blanche c6 · Fou noir sur case noire d6 · Pion noir sur case blanche e6 · Tour noire sur case noire f6 · Pion noir sur case blanche d5 · Pion noir sur case blanche f5 · Pion blanc sur case blanche c4 · Pion blanc sur case noire d4 · Cavalier noir sur case blanche e4 · Pion blanc sur case noire a3 · Pion blanc sur case blanche b3 · Cavalier blanc sur case noire c3 · Fou blanc sur case blanche d3 · Pion blanc sur case noire e3 · Cavalier blanc sur case blanche f3 · Fou blanc sur case noire b2 · Dame blanche sur case blanche c2 · Pion blanc sur case noire f2 · Pion blanc sur case blanche g2 · Pion blanc sur case noire h2 · Tour blanche sur case noire a1 · Tour blanche sur case blanche f1 · Roi blanc sur case noire g1 | Tour noire sur case blanche a8 · Fou noir sur case blanche c8 · Dame noire sur case noire d8 · Roi noir sur case blanche g8 · Pion noir sur case noire a7 · Pion noir sur case blanche b7 · Cavalier noir sur case blanche d7 · Pion noir sur case noire g7 · Pion noir sur case blanche h7 · Pion noir sur case blanche c6 · Fou noir sur case noire d6 · Pion noir sur case blanche e6 · Tour noire sur case noire f6 · Pion noir sur case blanche d5 · Pion noir sur case blanche f5 · Pion blanc sur case blanche c4 · Pion blanc sur case noire d4 · Cavalier noir sur case blanche e4 · Pion blanc sur case noire a3 · Pion blanc sur case blanche b3 · Cavalier blanc sur case noire c3 · Fou blanc sur case blanche d3 · Pion blanc sur case noire e3 · Cavalier blanc sur case blanche f3 · Fou blanc sur case noire b2 · Dame blanche sur case blanche c2 · Pion blanc sur case noire f2 · Pion blanc sur case blanche g2 · Pion blanc sur case noire h2 · Tour blanche sur case noire a1 · Tour blanche sur case blanche f1 · Roi blanc sur case noire g1 | 7 |
| 6 | Tour noire sur case blanche a8 · Fou noir sur case blanche c8 · Dame noire sur case noire d8 · Roi noir sur case blanche g8 · Pion noir sur case noire a7 · Pion noir sur case blanche b7 · Cavalier noir sur case blanche d7 · Pion noir sur case noire g7 · Pion noir sur case blanche h7 · Pion noir sur case blanche c6 · Fou noir sur case noire d6 · Pion noir sur case blanche e6 · Tour noire sur case noire f6 · Pion noir sur case blanche d5 · Pion noir sur case blanche f5 · Pion blanc sur case blanche c4 · Pion blanc sur case noire d4 · Cavalier noir sur case blanche e4 · Pion blanc sur case noire a3 · Pion blanc sur case blanche b3 · Cavalier blanc sur case noire c3 · Fou blanc sur case blanche d3 · Pion blanc sur case noire e3 · Cavalier blanc sur case blanche f3 · Fou blanc sur case noire b2 · Dame blanche sur case blanche c2 · Pion blanc sur case noire f2 · Pion blanc sur case blanche g2 · Pion blanc sur case noire h2 · Tour blanche sur case noire a1 · Tour blanche sur case blanche f1 · Roi blanc sur case noire g1 | Tour noire sur case blanche a8 · Fou noir sur case blanche c8 · Dame noire sur case noire d8 · Roi noir sur case blanche g8 · Pion noir sur case noire a7 · Pion noir sur case blanche b7 · Cavalier noir sur case blanche d7 · Pion noir sur case noire g7 · Pion noir sur case blanche h7 · Pion noir sur case blanche c6 · Fou noir sur case noire d6 · Pion noir sur case blanche e6 · Tour noire sur case noire f6 · Pion noir sur case blanche d5 · Pion noir sur case blanche f5 · Pion blanc sur case blanche c4 · Pion blanc sur case noire d4 · Cavalier noir sur case blanche e4 · Pion blanc sur case noire a3 · Pion blanc sur case blanche b3 · Cavalier blanc sur case noire c3 · Fou blanc sur case blanche d3 · Pion blanc sur case noire e3 · Cavalier blanc sur case blanche f3 · Fou blanc sur case noire b2 · Dame blanche sur case blanche c2 · Pion blanc sur case noire f2 · Pion blanc sur case blanche g2 · Pion blanc sur case noire h2 · Tour blanche sur case noire a1 · Tour blanche sur case blanche f1 · Roi blanc sur case noire g1 | Tour noire sur case blanche a8 · Fou noir sur case blanche c8 · Dame noire sur case noire d8 · Roi noir sur case blanche g8 · Pion noir sur case noire a7 · Pion noir sur case blanche b7 · Cavalier noir sur case blanche d7 · Pion noir sur case noire g7 · Pion noir sur case blanche h7 · Pion noir sur case blanche c6 · Fou noir sur case noire d6 · Pion noir sur case blanche e6 · Tour noire sur case noire f6 · Pion noir sur case blanche d5 · Pion noir sur case blanche f5 · Pion blanc sur case blanche c4 · Pion blanc sur case noire d4 · Cavalier noir sur case blanche e4 · Pion blanc sur case noire a3 · Pion blanc sur case blanche b3 · Cavalier blanc sur case noire c3 · Fou blanc sur case blanche d3 · Pion blanc sur case noire e3 · Cavalier blanc sur case blanche f3 · Fou blanc sur case noire b2 · Dame blanche sur case blanche c2 · Pion blanc sur case noire f2 · Pion blanc sur case blanche g2 · Pion blanc sur case noire h2 · Tour blanche sur case noire a1 · Tour blanche sur case blanche f1 · Roi blanc sur case noire g1 | Tour noire sur case blanche a8 · Fou noir sur case blanche c8 · Dame noire sur case noire d8 · Roi noir sur case blanche g8 · Pion noir sur case noire a7 · Pion noir sur case blanche b7 · Cavalier noir sur case blanche d7 · Pion noir sur case noire g7 · Pion noir sur case blanche h7 · Pion noir sur case blanche c6 · Fou noir sur case noire d6 · Pion noir sur case blanche e6 · Tour noire sur case noire f6 · Pion noir sur case blanche d5 · Pion noir sur case blanche f5 · Pion blanc sur case blanche c4 · Pion blanc sur case noire d4 · Cavalier noir sur case blanche e4 · Pion blanc sur case noire a3 · Pion blanc sur case blanche b3 · Cavalier blanc sur case noire c3 · Fou blanc sur case blanche d3 · Pion blanc sur case noire e3 · Cavalier blanc sur case blanche f3 · Fou blanc sur case noire b2 · Dame blanche sur case blanche c2 · Pion blanc sur case noire f2 · Pion blanc sur case blanche g2 · Pion blanc sur case noire h2 · Tour blanche sur case noire a1 · Tour blanche sur case blanche f1 · Roi blanc sur case noire g1 | Tour noire sur case blanche a8 · Fou noir sur case blanche c8 · Dame noire sur case noire d8 · Roi noir sur case blanche g8 · Pion noir sur case noire a7 · Pion noir sur case blanche b7 · Cavalier noir sur case blanche d7 · Pion noir sur case noire g7 · Pion noir sur case blanche h7 · Pion noir sur case blanche c6 · Fou noir sur case noire d6 · Pion noir sur case blanche e6 · Tour noire sur case noire f6 · Pion noir sur case blanche d5 · Pion noir sur case blanche f5 · Pion blanc sur case blanche c4 · Pion blanc sur case noire d4 · Cavalier noir sur case blanche e4 · Pion blanc sur case noire a3 · Pion blanc sur case blanche b3 · Cavalier blanc sur case noire c3 · Fou blanc sur case blanche d3 · Pion blanc sur case noire e3 · Cavalier blanc sur case blanche f3 · Fou blanc sur case noire b2 · Dame blanche sur case blanche c2 · Pion blanc sur case noire f2 · Pion blanc sur case blanche g2 · Pion blanc sur case noire h2 · Tour blanche sur case noire a1 · Tour blanche sur case blanche f1 · Roi blanc sur case noire g1 | Tour noire sur case blanche a8 · Fou noir sur case blanche c8 · Dame noire sur case noire d8 · Roi noir sur case blanche g8 · Pion noir sur case noire a7 · Pion noir sur case blanche b7 · Cavalier noir sur case blanche d7 · Pion noir sur case noire g7 · Pion noir sur case blanche h7 · Pion noir sur case blanche c6 · Fou noir sur case noire d6 · Pion noir sur case blanche e6 · Tour noire sur case noire f6 · Pion noir sur case blanche d5 · Pion noir sur case blanche f5 · Pion blanc sur case blanche c4 · Pion blanc sur case noire d4 · Cavalier noir sur case blanche e4 · Pion blanc sur case noire a3 · Pion blanc sur case blanche b3 · Cavalier blanc sur case noire c3 · Fou blanc sur case blanche d3 · Pion blanc sur case noire e3 · Cavalier blanc sur case blanche f3 · Fou blanc sur case noire b2 · Dame blanche sur case blanche c2 · Pion blanc sur case noire f2 · Pion blanc sur case blanche g2 · Pion blanc sur case noire h2 · Tour blanche sur case noire a1 · Tour blanche sur case blanche f1 · Roi blanc sur case noire g1 | Tour noire sur case blanche a8 · Fou noir sur case blanche c8 · Dame noire sur case noire d8 · Roi noir sur case blanche g8 · Pion noir sur case noire a7 · Pion noir sur case blanche b7 · Cavalier noir sur case blanche d7 · Pion noir sur case noire g7 · Pion noir sur case blanche h7 · Pion noir sur case blanche c6 · Fou noir sur case noire d6 · Pion noir sur case blanche e6 · Tour noire sur case noire f6 · Pion noir sur case blanche d5 · Pion noir sur case blanche f5 · Pion blanc sur case blanche c4 · Pion blanc sur case noire d4 · Cavalier noir sur case blanche e4 · Pion blanc sur case noire a3 · Pion blanc sur case blanche b3 · Cavalier blanc sur case noire c3 · Fou blanc sur case blanche d3 · Pion blanc sur case noire e3 · Cavalier blanc sur case blanche f3 · Fou blanc sur case noire b2 · Dame blanche sur case blanche c2 · Pion blanc sur case noire f2 · Pion blanc sur case blanche g2 · Pion blanc sur case noire h2 · Tour blanche sur case noire a1 · Tour blanche sur case blanche f1 · Roi blanc sur case noire g1 | Tour noire sur case blanche a8 · Fou noir sur case blanche c8 · Dame noire sur case noire d8 · Roi noir sur case blanche g8 · Pion noir sur case noire a7 · Pion noir sur case blanche b7 · Cavalier noir sur case blanche d7 · Pion noir sur case noire g7 · Pion noir sur case blanche h7 · Pion noir sur case blanche c6 · Fou noir sur case noire d6 · Pion noir sur case blanche e6 · Tour noire sur case noire f6 · Pion noir sur case blanche d5 · Pion noir sur case blanche f5 · Pion blanc sur case blanche c4 · Pion blanc sur case noire d4 · Cavalier noir sur case blanche e4 · Pion blanc sur case noire a3 · Pion blanc sur case blanche b3 · Cavalier blanc sur case noire c3 · Fou blanc sur case blanche d3 · Pion blanc sur case noire e3 · Cavalier blanc sur case blanche f3 · Fou blanc sur case noire b2 · Dame blanche sur case blanche c2 · Pion blanc sur case noire f2 · Pion blanc sur case blanche g2 · Pion blanc sur case noire h2 · Tour blanche sur case noire a1 · Tour blanche sur case blanche f1 · Roi blanc sur case noire g1 | 6 |
| 5 | Tour noire sur case blanche a8 · Fou noir sur case blanche c8 · Dame noire sur case noire d8 · Roi noir sur case blanche g8 · Pion noir sur case noire a7 · Pion noir sur case blanche b7 · Cavalier noir sur case blanche d7 · Pion noir sur case noire g7 · Pion noir sur case blanche h7 · Pion noir sur case blanche c6 · Fou noir sur case noire d6 · Pion noir sur case blanche e6 · Tour noire sur case noire f6 · Pion noir sur case blanche d5 · Pion noir sur case blanche f5 · Pion blanc sur case blanche c4 · Pion blanc sur case noire d4 · Cavalier noir sur case blanche e4 · Pion blanc sur case noire a3 · Pion blanc sur case blanche b3 · Cavalier blanc sur case noire c3 · Fou blanc sur case blanche d3 · Pion blanc sur case noire e3 · Cavalier blanc sur case blanche f3 · Fou blanc sur case noire b2 · Dame blanche sur case blanche c2 · Pion blanc sur case noire f2 · Pion blanc sur case blanche g2 · Pion blanc sur case noire h2 · Tour blanche sur case noire a1 · Tour blanche sur case blanche f1 · Roi blanc sur case noire g1 | Tour noire sur case blanche a8 · Fou noir sur case blanche c8 · Dame noire sur case noire d8 · Roi noir sur case blanche g8 · Pion noir sur case noire a7 · Pion noir sur case blanche b7 · Cavalier noir sur case blanche d7 · Pion noir sur case noire g7 · Pion noir sur case blanche h7 · Pion noir sur case blanche c6 · Fou noir sur case noire d6 · Pion noir sur case blanche e6 · Tour noire sur case noire f6 · Pion noir sur case blanche d5 · Pion noir sur case blanche f5 · Pion blanc sur case blanche c4 · Pion blanc sur case noire d4 · Cavalier noir sur case blanche e4 · Pion blanc sur case noire a3 · Pion blanc sur case blanche b3 · Cavalier blanc sur case noire c3 · Fou blanc sur case blanche d3 · Pion blanc sur case noire e3 · Cavalier blanc sur case blanche f3 · Fou blanc sur case noire b2 · Dame blanche sur case blanche c2 · Pion blanc sur case noire f2 · Pion blanc sur case blanche g2 · Pion blanc sur case noire h2 · Tour blanche sur case noire a1 · Tour blanche sur case blanche f1 · Roi blanc sur case noire g1 | Tour noire sur case blanche a8 · Fou noir sur case blanche c8 · Dame noire sur case noire d8 · Roi noir sur case blanche g8 · Pion noir sur case noire a7 · Pion noir sur case blanche b7 · Cavalier noir sur case blanche d7 · Pion noir sur case noire g7 · Pion noir sur case blanche h7 · Pion noir sur case blanche c6 · Fou noir sur case noire d6 · Pion noir sur case blanche e6 · Tour noire sur case noire f6 · Pion noir sur case blanche d5 · Pion noir sur case blanche f5 · Pion blanc sur case blanche c4 · Pion blanc sur case noire d4 · Cavalier noir sur case blanche e4 · Pion blanc sur case noire a3 · Pion blanc sur case blanche b3 · Cavalier blanc sur case noire c3 · Fou blanc sur case blanche d3 · Pion blanc sur case noire e3 · Cavalier blanc sur case blanche f3 · Fou blanc sur case noire b2 · Dame blanche sur case blanche c2 · Pion blanc sur case noire f2 · Pion blanc sur case blanche g2 · Pion blanc sur case noire h2 · Tour blanche sur case noire a1 · Tour blanche sur case blanche f1 · Roi blanc sur case noire g1 | Tour noire sur case blanche a8 · Fou noir sur case blanche c8 · Dame noire sur case noire d8 · Roi noir sur case blanche g8 · Pion noir sur case noire a7 · Pion noir sur case blanche b7 · Cavalier noir sur case blanche d7 · Pion noir sur case noire g7 · Pion noir sur case blanche h7 · Pion noir sur case blanche c6 · Fou noir sur case noire d6 · Pion noir sur case blanche e6 · Tour noire sur case noire f6 · Pion noir sur case blanche d5 · Pion noir sur case blanche f5 · Pion blanc sur case blanche c4 · Pion blanc sur case noire d4 · Cavalier noir sur case blanche e4 · Pion blanc sur case noire a3 · Pion blanc sur case blanche b3 · Cavalier blanc sur case noire c3 · Fou blanc sur case blanche d3 · Pion blanc sur case noire e3 · Cavalier blanc sur case blanche f3 · Fou blanc sur case noire b2 · Dame blanche sur case blanche c2 · Pion blanc sur case noire f2 · Pion blanc sur case blanche g2 · Pion blanc sur case noire h2 · Tour blanche sur case noire a1 · Tour blanche sur case blanche f1 · Roi blanc sur case noire g1 | Tour noire sur case blanche a8 · Fou noir sur case blanche c8 · Dame noire sur case noire d8 · Roi noir sur case blanche g8 · Pion noir sur case noire a7 · Pion noir sur case blanche b7 · Cavalier noir sur case blanche d7 · Pion noir sur case noire g7 · Pion noir sur case blanche h7 · Pion noir sur case blanche c6 · Fou noir sur case noire d6 · Pion noir sur case blanche e6 · Tour noire sur case noire f6 · Pion noir sur case blanche d5 · Pion noir sur case blanche f5 · Pion blanc sur case blanche c4 · Pion blanc sur case noire d4 · Cavalier noir sur case blanche e4 · Pion blanc sur case noire a3 · Pion blanc sur case blanche b3 · Cavalier blanc sur case noire c3 · Fou blanc sur case blanche d3 · Pion blanc sur case noire e3 · Cavalier blanc sur case blanche f3 · Fou blanc sur case noire b2 · Dame blanche sur case blanche c2 · Pion blanc sur case noire f2 · Pion blanc sur case blanche g2 · Pion blanc sur case noire h2 · Tour blanche sur case noire a1 · Tour blanche sur case blanche f1 · Roi blanc sur case noire g1 | Tour noire sur case blanche a8 · Fou noir sur case blanche c8 · Dame noire sur case noire d8 · Roi noir sur case blanche g8 · Pion noir sur case noire a7 · Pion noir sur case blanche b7 · Cavalier noir sur case blanche d7 · Pion noir sur case noire g7 · Pion noir sur case blanche h7 · Pion noir sur case blanche c6 · Fou noir sur case noire d6 · Pion noir sur case blanche e6 · Tour noire sur case noire f6 · Pion noir sur case blanche d5 · Pion noir sur case blanche f5 · Pion blanc sur case blanche c4 · Pion blanc sur case noire d4 · Cavalier noir sur case blanche e4 · Pion blanc sur case noire a3 · Pion blanc sur case blanche b3 · Cavalier blanc sur case noire c3 · Fou blanc sur case blanche d3 · Pion blanc sur case noire e3 · Cavalier blanc sur case blanche f3 · Fou blanc sur case noire b2 · Dame blanche sur case blanche c2 · Pion blanc sur case noire f2 · Pion blanc sur case blanche g2 · Pion blanc sur case noire h2 · Tour blanche sur case noire a1 · Tour blanche sur case blanche f1 · Roi blanc sur case noire g1 | Tour noire sur case blanche a8 · Fou noir sur case blanche c8 · Dame noire sur case noire d8 · Roi noir sur case blanche g8 · Pion noir sur case noire a7 · Pion noir sur case blanche b7 · Cavalier noir sur case blanche d7 · Pion noir sur case noire g7 · Pion noir sur case blanche h7 · Pion noir sur case blanche c6 · Fou noir sur case noire d6 · Pion noir sur case blanche e6 · Tour noire sur case noire f6 · Pion noir sur case blanche d5 · Pion noir sur case blanche f5 · Pion blanc sur case blanche c4 · Pion blanc sur case noire d4 · Cavalier noir sur case blanche e4 · Pion blanc sur case noire a3 · Pion blanc sur case blanche b3 · Cavalier blanc sur case noire c3 · Fou blanc sur case blanche d3 · Pion blanc sur case noire e3 · Cavalier blanc sur case blanche f3 · Fou blanc sur case noire b2 · Dame blanche sur case blanche c2 · Pion blanc sur case noire f2 · Pion blanc sur case blanche g2 · Pion blanc sur case noire h2 · Tour blanche sur case noire a1 · Tour blanche sur case blanche f1 · Roi blanc sur case noire g1 | Tour noire sur case blanche a8 · Fou noir sur case blanche c8 · Dame noire sur case noire d8 · Roi noir sur case blanche g8 · Pion noir sur case noire a7 · Pion noir sur case blanche b7 · Cavalier noir sur case blanche d7 · Pion noir sur case noire g7 · Pion noir sur case blanche h7 · Pion noir sur case blanche c6 · Fou noir sur case noire d6 · Pion noir sur case blanche e6 · Tour noire sur case noire f6 · Pion noir sur case blanche d5 · Pion noir sur case blanche f5 · Pion blanc sur case blanche c4 · Pion blanc sur case noire d4 · Cavalier noir sur case blanche e4 · Pion blanc sur case noire a3 · Pion blanc sur case blanche b3 · Cavalier blanc sur case noire c3 · Fou blanc sur case blanche d3 · Pion blanc sur case noire e3 · Cavalier blanc sur case blanche f3 · Fou blanc sur case noire b2 · Dame blanche sur case blanche c2 · Pion blanc sur case noire f2 · Pion blanc sur case blanche g2 · Pion blanc sur case noire h2 · Tour blanche sur case noire a1 · Tour blanche sur case blanche f1 · Roi blanc sur case noire g1 | 5 |
| 4 | Tour noire sur case blanche a8 · Fou noir sur case blanche c8 · Dame noire sur case noire d8 · Roi noir sur case blanche g8 · Pion noir sur case noire a7 · Pion noir sur case blanche b7 · Cavalier noir sur case blanche d7 · Pion noir sur case noire g7 · Pion noir sur case blanche h7 · Pion noir sur case blanche c6 · Fou noir sur case noire d6 · Pion noir sur case blanche e6 · Tour noire sur case noire f6 · Pion noir sur case blanche d5 · Pion noir sur case blanche f5 · Pion blanc sur case blanche c4 · Pion blanc sur case noire d4 · Cavalier noir sur case blanche e4 · Pion blanc sur case noire a3 · Pion blanc sur case blanche b3 · Cavalier blanc sur case noire c3 · Fou blanc sur case blanche d3 · Pion blanc sur case noire e3 · Cavalier blanc sur case blanche f3 · Fou blanc sur case noire b2 · Dame blanche sur case blanche c2 · Pion blanc sur case noire f2 · Pion blanc sur case blanche g2 · Pion blanc sur case noire h2 · Tour blanche sur case noire a1 · Tour blanche sur case blanche f1 · Roi blanc sur case noire g1 | Tour noire sur case blanche a8 · Fou noir sur case blanche c8 · Dame noire sur case noire d8 · Roi noir sur case blanche g8 · Pion noir sur case noire a7 · Pion noir sur case blanche b7 · Cavalier noir sur case blanche d7 · Pion noir sur case noire g7 · Pion noir sur case blanche h7 · Pion noir sur case blanche c6 · Fou noir sur case noire d6 · Pion noir sur case blanche e6 · Tour noire sur case noire f6 · Pion noir sur case blanche d5 · Pion noir sur case blanche f5 · Pion blanc sur case blanche c4 · Pion blanc sur case noire d4 · Cavalier noir sur case blanche e4 · Pion blanc sur case noire a3 · Pion blanc sur case blanche b3 · Cavalier blanc sur case noire c3 · Fou blanc sur case blanche d3 · Pion blanc sur case noire e3 · Cavalier blanc sur case blanche f3 · Fou blanc sur case noire b2 · Dame blanche sur case blanche c2 · Pion blanc sur case noire f2 · Pion blanc sur case blanche g2 · Pion blanc sur case noire h2 · Tour blanche sur case noire a1 · Tour blanche sur case blanche f1 · Roi blanc sur case noire g1 | Tour noire sur case blanche a8 · Fou noir sur case blanche c8 · Dame noire sur case noire d8 · Roi noir sur case blanche g8 · Pion noir sur case noire a7 · Pion noir sur case blanche b7 · Cavalier noir sur case blanche d7 · Pion noir sur case noire g7 · Pion noir sur case blanche h7 · Pion noir sur case blanche c6 · Fou noir sur case noire d6 · Pion noir sur case blanche e6 · Tour noire sur case noire f6 · Pion noir sur case blanche d5 · Pion noir sur case blanche f5 · Pion blanc sur case blanche c4 · Pion blanc sur case noire d4 · Cavalier noir sur case blanche e4 · Pion blanc sur case noire a3 · Pion blanc sur case blanche b3 · Cavalier blanc sur case noire c3 · Fou blanc sur case blanche d3 · Pion blanc sur case noire e3 · Cavalier blanc sur case blanche f3 · Fou blanc sur case noire b2 · Dame blanche sur case blanche c2 · Pion blanc sur case noire f2 · Pion blanc sur case blanche g2 · Pion blanc sur case noire h2 · Tour blanche sur case noire a1 · Tour blanche sur case blanche f1 · Roi blanc sur case noire g1 | Tour noire sur case blanche a8 · Fou noir sur case blanche c8 · Dame noire sur case noire d8 · Roi noir sur case blanche g8 · Pion noir sur case noire a7 · Pion noir sur case blanche b7 · Cavalier noir sur case blanche d7 · Pion noir sur case noire g7 · Pion noir sur case blanche h7 · Pion noir sur case blanche c6 · Fou noir sur case noire d6 · Pion noir sur case blanche e6 · Tour noire sur case noire f6 · Pion noir sur case blanche d5 · Pion noir sur case blanche f5 · Pion blanc sur case blanche c4 · Pion blanc sur case noire d4 · Cavalier noir sur case blanche e4 · Pion blanc sur case noire a3 · Pion blanc sur case blanche b3 · Cavalier blanc sur case noire c3 · Fou blanc sur case blanche d3 · Pion blanc sur case noire e3 · Cavalier blanc sur case blanche f3 · Fou blanc sur case noire b2 · Dame blanche sur case blanche c2 · Pion blanc sur case noire f2 · Pion blanc sur case blanche g2 · Pion blanc sur case noire h2 · Tour blanche sur case noire a1 · Tour blanche sur case blanche f1 · Roi blanc sur case noire g1 | Tour noire sur case blanche a8 · Fou noir sur case blanche c8 · Dame noire sur case noire d8 · Roi noir sur case blanche g8 · Pion noir sur case noire a7 · Pion noir sur case blanche b7 · Cavalier noir sur case blanche d7 · Pion noir sur case noire g7 · Pion noir sur case blanche h7 · Pion noir sur case blanche c6 · Fou noir sur case noire d6 · Pion noir sur case blanche e6 · Tour noire sur case noire f6 · Pion noir sur case blanche d5 · Pion noir sur case blanche f5 · Pion blanc sur case blanche c4 · Pion blanc sur case noire d4 · Cavalier noir sur case blanche e4 · Pion blanc sur case noire a3 · Pion blanc sur case blanche b3 · Cavalier blanc sur case noire c3 · Fou blanc sur case blanche d3 · Pion blanc sur case noire e3 · Cavalier blanc sur case blanche f3 · Fou blanc sur case noire b2 · Dame blanche sur case blanche c2 · Pion blanc sur case noire f2 · Pion blanc sur case blanche g2 · Pion blanc sur case noire h2 · Tour blanche sur case noire a1 · Tour blanche sur case blanche f1 · Roi blanc sur case noire g1 | Tour noire sur case blanche a8 · Fou noir sur case blanche c8 · Dame noire sur case noire d8 · Roi noir sur case blanche g8 · Pion noir sur case noire a7 · Pion noir sur case blanche b7 · Cavalier noir sur case blanche d7 · Pion noir sur case noire g7 · Pion noir sur case blanche h7 · Pion noir sur case blanche c6 · Fou noir sur case noire d6 · Pion noir sur case blanche e6 · Tour noire sur case noire f6 · Pion noir sur case blanche d5 · Pion noir sur case blanche f5 · Pion blanc sur case blanche c4 · Pion blanc sur case noire d4 · Cavalier noir sur case blanche e4 · Pion blanc sur case noire a3 · Pion blanc sur case blanche b3 · Cavalier blanc sur case noire c3 · Fou blanc sur case blanche d3 · Pion blanc sur case noire e3 · Cavalier blanc sur case blanche f3 · Fou blanc sur case noire b2 · Dame blanche sur case blanche c2 · Pion blanc sur case noire f2 · Pion blanc sur case blanche g2 · Pion blanc sur case noire h2 · Tour blanche sur case noire a1 · Tour blanche sur case blanche f1 · Roi blanc sur case noire g1 | Tour noire sur case blanche a8 · Fou noir sur case blanche c8 · Dame noire sur case noire d8 · Roi noir sur case blanche g8 · Pion noir sur case noire a7 · Pion noir sur case blanche b7 · Cavalier noir sur case blanche d7 · Pion noir sur case noire g7 · Pion noir sur case blanche h7 · Pion noir sur case blanche c6 · Fou noir sur case noire d6 · Pion noir sur case blanche e6 · Tour noire sur case noire f6 · Pion noir sur case blanche d5 · Pion noir sur case blanche f5 · Pion blanc sur case blanche c4 · Pion blanc sur case noire d4 · Cavalier noir sur case blanche e4 · Pion blanc sur case noire a3 · Pion blanc sur case blanche b3 · Cavalier blanc sur case noire c3 · Fou blanc sur case blanche d3 · Pion blanc sur case noire e3 · Cavalier blanc sur case blanche f3 · Fou blanc sur case noire b2 · Dame blanche sur case blanche c2 · Pion blanc sur case noire f2 · Pion blanc sur case blanche g2 · Pion blanc sur case noire h2 · Tour blanche sur case noire a1 · Tour blanche sur case blanche f1 · Roi blanc sur case noire g1 | Tour noire sur case blanche a8 · Fou noir sur case blanche c8 · Dame noire sur case noire d8 · Roi noir sur case blanche g8 · Pion noir sur case noire a7 · Pion noir sur case blanche b7 · Cavalier noir sur case blanche d7 · Pion noir sur case noire g7 · Pion noir sur case blanche h7 · Pion noir sur case blanche c6 · Fou noir sur case noire d6 · Pion noir sur case blanche e6 · Tour noire sur case noire f6 · Pion noir sur case blanche d5 · Pion noir sur case blanche f5 · Pion blanc sur case blanche c4 · Pion blanc sur case noire d4 · Cavalier noir sur case blanche e4 · Pion blanc sur case noire a3 · Pion blanc sur case blanche b3 · Cavalier blanc sur case noire c3 · Fou blanc sur case blanche d3 · Pion blanc sur case noire e3 · Cavalier blanc sur case blanche f3 · Fou blanc sur case noire b2 · Dame blanche sur case blanche c2 · Pion blanc sur case noire f2 · Pion blanc sur case blanche g2 · Pion blanc sur case noire h2 · Tour blanche sur case noire a1 · Tour blanche sur case blanche f1 · Roi blanc sur case noire g1 | 4 |
| 3 | Tour noire sur case blanche a8 · Fou noir sur case blanche c8 · Dame noire sur case noire d8 · Roi noir sur case blanche g8 · Pion noir sur case noire a7 · Pion noir sur case blanche b7 · Cavalier noir sur case blanche d7 · Pion noir sur case noire g7 · Pion noir sur case blanche h7 · Pion noir sur case blanche c6 · Fou noir sur case noire d6 · Pion noir sur case blanche e6 · Tour noire sur case noire f6 · Pion noir sur case blanche d5 · Pion noir sur case blanche f5 · Pion blanc sur case blanche c4 · Pion blanc sur case noire d4 · Cavalier noir sur case blanche e4 · Pion blanc sur case noire a3 · Pion blanc sur case blanche b3 · Cavalier blanc sur case noire c3 · Fou blanc sur case blanche d3 · Pion blanc sur case noire e3 · Cavalier blanc sur case blanche f3 · Fou blanc sur case noire b2 · Dame blanche sur case blanche c2 · Pion blanc sur case noire f2 · Pion blanc sur case blanche g2 · Pion blanc sur case noire h2 · Tour blanche sur case noire a1 · Tour blanche sur case blanche f1 · Roi blanc sur case noire g1 | Tour noire sur case blanche a8 · Fou noir sur case blanche c8 · Dame noire sur case noire d8 · Roi noir sur case blanche g8 · Pion noir sur case noire a7 · Pion noir sur case blanche b7 · Cavalier noir sur case blanche d7 · Pion noir sur case noire g7 · Pion noir sur case blanche h7 · Pion noir sur case blanche c6 · Fou noir sur case noire d6 · Pion noir sur case blanche e6 · Tour noire sur case noire f6 · Pion noir sur case blanche d5 · Pion noir sur case blanche f5 · Pion blanc sur case blanche c4 · Pion blanc sur case noire d4 · Cavalier noir sur case blanche e4 · Pion blanc sur case noire a3 · Pion blanc sur case blanche b3 · Cavalier blanc sur case noire c3 · Fou blanc sur case blanche d3 · Pion blanc sur case noire e3 · Cavalier blanc sur case blanche f3 · Fou blanc sur case noire b2 · Dame blanche sur case blanche c2 · Pion blanc sur case noire f2 · Pion blanc sur case blanche g2 · Pion blanc sur case noire h2 · Tour blanche sur case noire a1 · Tour blanche sur case blanche f1 · Roi blanc sur case noire g1 | Tour noire sur case blanche a8 · Fou noir sur case blanche c8 · Dame noire sur case noire d8 · Roi noir sur case blanche g8 · Pion noir sur case noire a7 · Pion noir sur case blanche b7 · Cavalier noir sur case blanche d7 · Pion noir sur case noire g7 · Pion noir sur case blanche h7 · Pion noir sur case blanche c6 · Fou noir sur case noire d6 · Pion noir sur case blanche e6 · Tour noire sur case noire f6 · Pion noir sur case blanche d5 · Pion noir sur case blanche f5 · Pion blanc sur case blanche c4 · Pion blanc sur case noire d4 · Cavalier noir sur case blanche e4 · Pion blanc sur case noire a3 · Pion blanc sur case blanche b3 · Cavalier blanc sur case noire c3 · Fou blanc sur case blanche d3 · Pion blanc sur case noire e3 · Cavalier blanc sur case blanche f3 · Fou blanc sur case noire b2 · Dame blanche sur case blanche c2 · Pion blanc sur case noire f2 · Pion blanc sur case blanche g2 · Pion blanc sur case noire h2 · Tour blanche sur case noire a1 · Tour blanche sur case blanche f1 · Roi blanc sur case noire g1 | Tour noire sur case blanche a8 · Fou noir sur case blanche c8 · Dame noire sur case noire d8 · Roi noir sur case blanche g8 · Pion noir sur case noire a7 · Pion noir sur case blanche b7 · Cavalier noir sur case blanche d7 · Pion noir sur case noire g7 · Pion noir sur case blanche h7 · Pion noir sur case blanche c6 · Fou noir sur case noire d6 · Pion noir sur case blanche e6 · Tour noire sur case noire f6 · Pion noir sur case blanche d5 · Pion noir sur case blanche f5 · Pion blanc sur case blanche c4 · Pion blanc sur case noire d4 · Cavalier noir sur case blanche e4 · Pion blanc sur case noire a3 · Pion blanc sur case blanche b3 · Cavalier blanc sur case noire c3 · Fou blanc sur case blanche d3 · Pion blanc sur case noire e3 · Cavalier blanc sur case blanche f3 · Fou blanc sur case noire b2 · Dame blanche sur case blanche c2 · Pion blanc sur case noire f2 · Pion blanc sur case blanche g2 · Pion blanc sur case noire h2 · Tour blanche sur case noire a1 · Tour blanche sur case blanche f1 · Roi blanc sur case noire g1 | Tour noire sur case blanche a8 · Fou noir sur case blanche c8 · Dame noire sur case noire d8 · Roi noir sur case blanche g8 · Pion noir sur case noire a7 · Pion noir sur case blanche b7 · Cavalier noir sur case blanche d7 · Pion noir sur case noire g7 · Pion noir sur case blanche h7 · Pion noir sur case blanche c6 · Fou noir sur case noire d6 · Pion noir sur case blanche e6 · Tour noire sur case noire f6 · Pion noir sur case blanche d5 · Pion noir sur case blanche f5 · Pion blanc sur case blanche c4 · Pion blanc sur case noire d4 · Cavalier noir sur case blanche e4 · Pion blanc sur case noire a3 · Pion blanc sur case blanche b3 · Cavalier blanc sur case noire c3 · Fou blanc sur case blanche d3 · Pion blanc sur case noire e3 · Cavalier blanc sur case blanche f3 · Fou blanc sur case noire b2 · Dame blanche sur case blanche c2 · Pion blanc sur case noire f2 · Pion blanc sur case blanche g2 · Pion blanc sur case noire h2 · Tour blanche sur case noire a1 · Tour blanche sur case blanche f1 · Roi blanc sur case noire g1 | Tour noire sur case blanche a8 · Fou noir sur case blanche c8 · Dame noire sur case noire d8 · Roi noir sur case blanche g8 · Pion noir sur case noire a7 · Pion noir sur case blanche b7 · Cavalier noir sur case blanche d7 · Pion noir sur case noire g7 · Pion noir sur case blanche h7 · Pion noir sur case blanche c6 · Fou noir sur case noire d6 · Pion noir sur case blanche e6 · Tour noire sur case noire f6 · Pion noir sur case blanche d5 · Pion noir sur case blanche f5 · Pion blanc sur case blanche c4 · Pion blanc sur case noire d4 · Cavalier noir sur case blanche e4 · Pion blanc sur case noire a3 · Pion blanc sur case blanche b3 · Cavalier blanc sur case noire c3 · Fou blanc sur case blanche d3 · Pion blanc sur case noire e3 · Cavalier blanc sur case blanche f3 · Fou blanc sur case noire b2 · Dame blanche sur case blanche c2 · Pion blanc sur case noire f2 · Pion blanc sur case blanche g2 · Pion blanc sur case noire h2 · Tour blanche sur case noire a1 · Tour blanche sur case blanche f1 · Roi blanc sur case noire g1 | Tour noire sur case blanche a8 · Fou noir sur case blanche c8 · Dame noire sur case noire d8 · Roi noir sur case blanche g8 · Pion noir sur case noire a7 · Pion noir sur case blanche b7 · Cavalier noir sur case blanche d7 · Pion noir sur case noire g7 · Pion noir sur case blanche h7 · Pion noir sur case blanche c6 · Fou noir sur case noire d6 · Pion noir sur case blanche e6 · Tour noire sur case noire f6 · Pion noir sur case blanche d5 · Pion noir sur case blanche f5 · Pion blanc sur case blanche c4 · Pion blanc sur case noire d4 · Cavalier noir sur case blanche e4 · Pion blanc sur case noire a3 · Pion blanc sur case blanche b3 · Cavalier blanc sur case noire c3 · Fou blanc sur case blanche d3 · Pion blanc sur case noire e3 · Cavalier blanc sur case blanche f3 · Fou blanc sur case noire b2 · Dame blanche sur case blanche c2 · Pion blanc sur case noire f2 · Pion blanc sur case blanche g2 · Pion blanc sur case noire h2 · Tour blanche sur case noire a1 · Tour blanche sur case blanche f1 · Roi blanc sur case noire g1 | Tour noire sur case blanche a8 · Fou noir sur case blanche c8 · Dame noire sur case noire d8 · Roi noir sur case blanche g8 · Pion noir sur case noire a7 · Pion noir sur case blanche b7 · Cavalier noir sur case blanche d7 · Pion noir sur case noire g7 · Pion noir sur case blanche h7 · Pion noir sur case blanche c6 · Fou noir sur case noire d6 · Pion noir sur case blanche e6 · Tour noire sur case noire f6 · Pion noir sur case blanche d5 · Pion noir sur case blanche f5 · Pion blanc sur case blanche c4 · Pion blanc sur case noire d4 · Cavalier noir sur case blanche e4 · Pion blanc sur case noire a3 · Pion blanc sur case blanche b3 · Cavalier blanc sur case noire c3 · Fou blanc sur case blanche d3 · Pion blanc sur case noire e3 · Cavalier blanc sur case blanche f3 · Fou blanc sur case noire b2 · Dame blanche sur case blanche c2 · Pion blanc sur case noire f2 · Pion blanc sur case blanche g2 · Pion blanc sur case noire h2 · Tour blanche sur case noire a1 · Tour blanche sur case blanche f1 · Roi blanc sur case noire g1 | 3 |
| 2 | Tour noire sur case blanche a8 · Fou noir sur case blanche c8 · Dame noire sur case noire d8 · Roi noir sur case blanche g8 · Pion noir sur case noire a7 · Pion noir sur case blanche b7 · Cavalier noir sur case blanche d7 · Pion noir sur case noire g7 · Pion noir sur case blanche h7 · Pion noir sur case blanche c6 · Fou noir sur case noire d6 · Pion noir sur case blanche e6 · Tour noire sur case noire f6 · Pion noir sur case blanche d5 · Pion noir sur case blanche f5 · Pion blanc sur case blanche c4 · Pion blanc sur case noire d4 · Cavalier noir sur case blanche e4 · Pion blanc sur case noire a3 · Pion blanc sur case blanche b3 · Cavalier blanc sur case noire c3 · Fou blanc sur case blanche d3 · Pion blanc sur case noire e3 · Cavalier blanc sur case blanche f3 · Fou blanc sur case noire b2 · Dame blanche sur case blanche c2 · Pion blanc sur case noire f2 · Pion blanc sur case blanche g2 · Pion blanc sur case noire h2 · Tour blanche sur case noire a1 · Tour blanche sur case blanche f1 · Roi blanc sur case noire g1 | Tour noire sur case blanche a8 · Fou noir sur case blanche c8 · Dame noire sur case noire d8 · Roi noir sur case blanche g8 · Pion noir sur case noire a7 · Pion noir sur case blanche b7 · Cavalier noir sur case blanche d7 · Pion noir sur case noire g7 · Pion noir sur case blanche h7 · Pion noir sur case blanche c6 · Fou noir sur case noire d6 · Pion noir sur case blanche e6 · Tour noire sur case noire f6 · Pion noir sur case blanche d5 · Pion noir sur case blanche f5 · Pion blanc sur case blanche c4 · Pion blanc sur case noire d4 · Cavalier noir sur case blanche e4 · Pion blanc sur case noire a3 · Pion blanc sur case blanche b3 · Cavalier blanc sur case noire c3 · Fou blanc sur case blanche d3 · Pion blanc sur case noire e3 · Cavalier blanc sur case blanche f3 · Fou blanc sur case noire b2 · Dame blanche sur case blanche c2 · Pion blanc sur case noire f2 · Pion blanc sur case blanche g2 · Pion blanc sur case noire h2 · Tour blanche sur case noire a1 · Tour blanche sur case blanche f1 · Roi blanc sur case noire g1 | Tour noire sur case blanche a8 · Fou noir sur case blanche c8 · Dame noire sur case noire d8 · Roi noir sur case blanche g8 · Pion noir sur case noire a7 · Pion noir sur case blanche b7 · Cavalier noir sur case blanche d7 · Pion noir sur case noire g7 · Pion noir sur case blanche h7 · Pion noir sur case blanche c6 · Fou noir sur case noire d6 · Pion noir sur case blanche e6 · Tour noire sur case noire f6 · Pion noir sur case blanche d5 · Pion noir sur case blanche f5 · Pion blanc sur case blanche c4 · Pion blanc sur case noire d4 · Cavalier noir sur case blanche e4 · Pion blanc sur case noire a3 · Pion blanc sur case blanche b3 · Cavalier blanc sur case noire c3 · Fou blanc sur case blanche d3 · Pion blanc sur case noire e3 · Cavalier blanc sur case blanche f3 · Fou blanc sur case noire b2 · Dame blanche sur case blanche c2 · Pion blanc sur case noire f2 · Pion blanc sur case blanche g2 · Pion blanc sur case noire h2 · Tour blanche sur case noire a1 · Tour blanche sur case blanche f1 · Roi blanc sur case noire g1 | Tour noire sur case blanche a8 · Fou noir sur case blanche c8 · Dame noire sur case noire d8 · Roi noir sur case blanche g8 · Pion noir sur case noire a7 · Pion noir sur case blanche b7 · Cavalier noir sur case blanche d7 · Pion noir sur case noire g7 · Pion noir sur case blanche h7 · Pion noir sur case blanche c6 · Fou noir sur case noire d6 · Pion noir sur case blanche e6 · Tour noire sur case noire f6 · Pion noir sur case blanche d5 · Pion noir sur case blanche f5 · Pion blanc sur case blanche c4 · Pion blanc sur case noire d4 · Cavalier noir sur case blanche e4 · Pion blanc sur case noire a3 · Pion blanc sur case blanche b3 · Cavalier blanc sur case noire c3 · Fou blanc sur case blanche d3 · Pion blanc sur case noire e3 · Cavalier blanc sur case blanche f3 · Fou blanc sur case noire b2 · Dame blanche sur case blanche c2 · Pion blanc sur case noire f2 · Pion blanc sur case blanche g2 · Pion blanc sur case noire h2 · Tour blanche sur case noire a1 · Tour blanche sur case blanche f1 · Roi blanc sur case noire g1 | Tour noire sur case blanche a8 · Fou noir sur case blanche c8 · Dame noire sur case noire d8 · Roi noir sur case blanche g8 · Pion noir sur case noire a7 · Pion noir sur case blanche b7 · Cavalier noir sur case blanche d7 · Pion noir sur case noire g7 · Pion noir sur case blanche h7 · Pion noir sur case blanche c6 · Fou noir sur case noire d6 · Pion noir sur case blanche e6 · Tour noire sur case noire f6 · Pion noir sur case blanche d5 · Pion noir sur case blanche f5 · Pion blanc sur case blanche c4 · Pion blanc sur case noire d4 · Cavalier noir sur case blanche e4 · Pion blanc sur case noire a3 · Pion blanc sur case blanche b3 · Cavalier blanc sur case noire c3 · Fou blanc sur case blanche d3 · Pion blanc sur case noire e3 · Cavalier blanc sur case blanche f3 · Fou blanc sur case noire b2 · Dame blanche sur case blanche c2 · Pion blanc sur case noire f2 · Pion blanc sur case blanche g2 · Pion blanc sur case noire h2 · Tour blanche sur case noire a1 · Tour blanche sur case blanche f1 · Roi blanc sur case noire g1 | Tour noire sur case blanche a8 · Fou noir sur case blanche c8 · Dame noire sur case noire d8 · Roi noir sur case blanche g8 · Pion noir sur case noire a7 · Pion noir sur case blanche b7 · Cavalier noir sur case blanche d7 · Pion noir sur case noire g7 · Pion noir sur case blanche h7 · Pion noir sur case blanche c6 · Fou noir sur case noire d6 · Pion noir sur case blanche e6 · Tour noire sur case noire f6 · Pion noir sur case blanche d5 · Pion noir sur case blanche f5 · Pion blanc sur case blanche c4 · Pion blanc sur case noire d4 · Cavalier noir sur case blanche e4 · Pion blanc sur case noire a3 · Pion blanc sur case blanche b3 · Cavalier blanc sur case noire c3 · Fou blanc sur case blanche d3 · Pion blanc sur case noire e3 · Cavalier blanc sur case blanche f3 · Fou blanc sur case noire b2 · Dame blanche sur case blanche c2 · Pion blanc sur case noire f2 · Pion blanc sur case blanche g2 · Pion blanc sur case noire h2 · Tour blanche sur case noire a1 · Tour blanche sur case blanche f1 · Roi blanc sur case noire g1 | Tour noire sur case blanche a8 · Fou noir sur case blanche c8 · Dame noire sur case noire d8 · Roi noir sur case blanche g8 · Pion noir sur case noire a7 · Pion noir sur case blanche b7 · Cavalier noir sur case blanche d7 · Pion noir sur case noire g7 · Pion noir sur case blanche h7 · Pion noir sur case blanche c6 · Fou noir sur case noire d6 · Pion noir sur case blanche e6 · Tour noire sur case noire f6 · Pion noir sur case blanche d5 · Pion noir sur case blanche f5 · Pion blanc sur case blanche c4 · Pion blanc sur case noire d4 · Cavalier noir sur case blanche e4 · Pion blanc sur case noire a3 · Pion blanc sur case blanche b3 · Cavalier blanc sur case noire c3 · Fou blanc sur case blanche d3 · Pion blanc sur case noire e3 · Cavalier blanc sur case blanche f3 · Fou blanc sur case noire b2 · Dame blanche sur case blanche c2 · Pion blanc sur case noire f2 · Pion blanc sur case blanche g2 · Pion blanc sur case noire h2 · Tour blanche sur case noire a1 · Tour blanche sur case blanche f1 · Roi blanc sur case noire g1 | Tour noire sur case blanche a8 · Fou noir sur case blanche c8 · Dame noire sur case noire d8 · Roi noir sur case blanche g8 · Pion noir sur case noire a7 · Pion noir sur case blanche b7 · Cavalier noir sur case blanche d7 · Pion noir sur case noire g7 · Pion noir sur case blanche h7 · Pion noir sur case blanche c6 · Fou noir sur case noire d6 · Pion noir sur case blanche e6 · Tour noire sur case noire f6 · Pion noir sur case blanche d5 · Pion noir sur case blanche f5 · Pion blanc sur case blanche c4 · Pion blanc sur case noire d4 · Cavalier noir sur case blanche e4 · Pion blanc sur case noire a3 · Pion blanc sur case blanche b3 · Cavalier blanc sur case noire c3 · Fou blanc sur case blanche d3 · Pion blanc sur case noire e3 · Cavalier blanc sur case blanche f3 · Fou blanc sur case noire b2 · Dame blanche sur case blanche c2 · Pion blanc sur case noire f2 · Pion blanc sur case blanche g2 · Pion blanc sur case noire h2 · Tour blanche sur case noire a1 · Tour blanche sur case blanche f1 · Roi blanc sur case noire g1 | 2 |
| 1 | Tour noire sur case blanche a8 · Fou noir sur case blanche c8 · Dame noire sur case noire d8 · Roi noir sur case blanche g8 · Pion noir sur case noire a7 · Pion noir sur case blanche b7 · Cavalier noir sur case blanche d7 · Pion noir sur case noire g7 · Pion noir sur case blanche h7 · Pion noir sur case blanche c6 · Fou noir sur case noire d6 · Pion noir sur case blanche e6 · Tour noire sur case noire f6 · Pion noir sur case blanche d5 · Pion noir sur case blanche f5 · Pion blanc sur case blanche c4 · Pion blanc sur case noire d4 · Cavalier noir sur case blanche e4 · Pion blanc sur case noire a3 · Pion blanc sur case blanche b3 · Cavalier blanc sur case noire c3 · Fou blanc sur case blanche d3 · Pion blanc sur case noire e3 · Cavalier blanc sur case blanche f3 · Fou blanc sur case noire b2 · Dame blanche sur case blanche c2 · Pion blanc sur case noire f2 · Pion blanc sur case blanche g2 · Pion blanc sur case noire h2 · Tour blanche sur case noire a1 · Tour blanche sur case blanche f1 · Roi blanc sur case noire g1 | Tour noire sur case blanche a8 · Fou noir sur case blanche c8 · Dame noire sur case noire d8 · Roi noir sur case blanche g8 · Pion noir sur case noire a7 · Pion noir sur case blanche b7 · Cavalier noir sur case blanche d7 · Pion noir sur case noire g7 · Pion noir sur case blanche h7 · Pion noir sur case blanche c6 · Fou noir sur case noire d6 · Pion noir sur case blanche e6 · Tour noire sur case noire f6 · Pion noir sur case blanche d5 · Pion noir sur case blanche f5 · Pion blanc sur case blanche c4 · Pion blanc sur case noire d4 · Cavalier noir sur case blanche e4 · Pion blanc sur case noire a3 · Pion blanc sur case blanche b3 · Cavalier blanc sur case noire c3 · Fou blanc sur case blanche d3 · Pion blanc sur case noire e3 · Cavalier blanc sur case blanche f3 · Fou blanc sur case noire b2 · Dame blanche sur case blanche c2 · Pion blanc sur case noire f2 · Pion blanc sur case blanche g2 · Pion blanc sur case noire h2 · Tour blanche sur case noire a1 · Tour blanche sur case blanche f1 · Roi blanc sur case noire g1 | Tour noire sur case blanche a8 · Fou noir sur case blanche c8 · Dame noire sur case noire d8 · Roi noir sur case blanche g8 · Pion noir sur case noire a7 · Pion noir sur case blanche b7 · Cavalier noir sur case blanche d7 · Pion noir sur case noire g7 · Pion noir sur case blanche h7 · Pion noir sur case blanche c6 · Fou noir sur case noire d6 · Pion noir sur case blanche e6 · Tour noire sur case noire f6 · Pion noir sur case blanche d5 · Pion noir sur case blanche f5 · Pion blanc sur case blanche c4 · Pion blanc sur case noire d4 · Cavalier noir sur case blanche e4 · Pion blanc sur case noire a3 · Pion blanc sur case blanche b3 · Cavalier blanc sur case noire c3 · Fou blanc sur case blanche d3 · Pion blanc sur case noire e3 · Cavalier blanc sur case blanche f3 · Fou blanc sur case noire b2 · Dame blanche sur case blanche c2 · Pion blanc sur case noire f2 · Pion blanc sur case blanche g2 · Pion blanc sur case noire h2 · Tour blanche sur case noire a1 · Tour blanche sur case blanche f1 · Roi blanc sur case noire g1 | Tour noire sur case blanche a8 · Fou noir sur case blanche c8 · Dame noire sur case noire d8 · Roi noir sur case blanche g8 · Pion noir sur case noire a7 · Pion noir sur case blanche b7 · Cavalier noir sur case blanche d7 · Pion noir sur case noire g7 · Pion noir sur case blanche h7 · Pion noir sur case blanche c6 · Fou noir sur case noire d6 · Pion noir sur case blanche e6 · Tour noire sur case noire f6 · Pion noir sur case blanche d5 · Pion noir sur case blanche f5 · Pion blanc sur case blanche c4 · Pion blanc sur case noire d4 · Cavalier noir sur case blanche e4 · Pion blanc sur case noire a3 · Pion blanc sur case blanche b3 · Cavalier blanc sur case noire c3 · Fou blanc sur case blanche d3 · Pion blanc sur case noire e3 · Cavalier blanc sur case blanche f3 · Fou blanc sur case noire b2 · Dame blanche sur case blanche c2 · Pion blanc sur case noire f2 · Pion blanc sur case blanche g2 · Pion blanc sur case noire h2 · Tour blanche sur case noire a1 · Tour blanche sur case blanche f1 · Roi blanc sur case noire g1 | Tour noire sur case blanche a8 · Fou noir sur case blanche c8 · Dame noire sur case noire d8 · Roi noir sur case blanche g8 · Pion noir sur case noire a7 · Pion noir sur case blanche b7 · Cavalier noir sur case blanche d7 · Pion noir sur case noire g7 · Pion noir sur case blanche h7 · Pion noir sur case blanche c6 · Fou noir sur case noire d6 · Pion noir sur case blanche e6 · Tour noire sur case noire f6 · Pion noir sur case blanche d5 · Pion noir sur case blanche f5 · Pion blanc sur case blanche c4 · Pion blanc sur case noire d4 · Cavalier noir sur case blanche e4 · Pion blanc sur case noire a3 · Pion blanc sur case blanche b3 · Cavalier blanc sur case noire c3 · Fou blanc sur case blanche d3 · Pion blanc sur case noire e3 · Cavalier blanc sur case blanche f3 · Fou blanc sur case noire b2 · Dame blanche sur case blanche c2 · Pion blanc sur case noire f2 · Pion blanc sur case blanche g2 · Pion blanc sur case noire h2 · Tour blanche sur case noire a1 · Tour blanche sur case blanche f1 · Roi blanc sur case noire g1 | Tour noire sur case blanche a8 · Fou noir sur case blanche c8 · Dame noire sur case noire d8 · Roi noir sur case blanche g8 · Pion noir sur case noire a7 · Pion noir sur case blanche b7 · Cavalier noir sur case blanche d7 · Pion noir sur case noire g7 · Pion noir sur case blanche h7 · Pion noir sur case blanche c6 · Fou noir sur case noire d6 · Pion noir sur case blanche e6 · Tour noire sur case noire f6 · Pion noir sur case blanche d5 · Pion noir sur case blanche f5 · Pion blanc sur case blanche c4 · Pion blanc sur case noire d4 · Cavalier noir sur case blanche e4 · Pion blanc sur case noire a3 · Pion blanc sur case blanche b3 · Cavalier blanc sur case noire c3 · Fou blanc sur case blanche d3 · Pion blanc sur case noire e3 · Cavalier blanc sur case blanche f3 · Fou blanc sur case noire b2 · Dame blanche sur case blanche c2 · Pion blanc sur case noire f2 · Pion blanc sur case blanche g2 · Pion blanc sur case noire h2 · Tour blanche sur case noire a1 · Tour blanche sur case blanche f1 · Roi blanc sur case noire g1 | Tour noire sur case blanche a8 · Fou noir sur case blanche c8 · Dame noire sur case noire d8 · Roi noir sur case blanche g8 · Pion noir sur case noire a7 · Pion noir sur case blanche b7 · Cavalier noir sur case blanche d7 · Pion noir sur case noire g7 · Pion noir sur case blanche h7 · Pion noir sur case blanche c6 · Fou noir sur case noire d6 · Pion noir sur case blanche e6 · Tour noire sur case noire f6 · Pion noir sur case blanche d5 · Pion noir sur case blanche f5 · Pion blanc sur case blanche c4 · Pion blanc sur case noire d4 · Cavalier noir sur case blanche e4 · Pion blanc sur case noire a3 · Pion blanc sur case blanche b3 · Cavalier blanc sur case noire c3 · Fou blanc sur case blanche d3 · Pion blanc sur case noire e3 · Cavalier blanc sur case blanche f3 · Fou blanc sur case noire b2 · Dame blanche sur case blanche c2 · Pion blanc sur case noire f2 · Pion blanc sur case blanche g2 · Pion blanc sur case noire h2 · Tour blanche sur case noire a1 · Tour blanche sur case blanche f1 · Roi blanc sur case noire g1 | Tour noire sur case blanche a8 · Fou noir sur case blanche c8 · Dame noire sur case noire d8 · Roi noir sur case blanche g8 · Pion noir sur case noire a7 · Pion noir sur case blanche b7 · Cavalier noir sur case blanche d7 · Pion noir sur case noire g7 · Pion noir sur case blanche h7 · Pion noir sur case blanche c6 · Fou noir sur case noire d6 · Pion noir sur case blanche e6 · Tour noire sur case noire f6 · Pion noir sur case blanche d5 · Pion noir sur case blanche f5 · Pion blanc sur case blanche c4 · Pion blanc sur case noire d4 · Cavalier noir sur case blanche e4 · Pion blanc sur case noire a3 · Pion blanc sur case blanche b3 · Cavalier blanc sur case noire c3 · Fou blanc sur case blanche d3 · Pion blanc sur case noire e3 · Cavalier blanc sur case blanche f3 · Fou blanc sur case noire b2 · Dame blanche sur case blanche c2 · Pion blanc sur case noire f2 · Pion blanc sur case blanche g2 · Pion blanc sur case noire h2 · Tour blanche sur case noire a1 · Tour blanche sur case blanche f1 · Roi blanc sur case noire g1 | 1 |
|   | a | b | c | d | e | f | g | h |   |

C'est le début d'une attaque qui peut réussir si les blancs ne réagissent pas avec énergie. Pourtant, au lieu de jouer Ce5! pour punir cette sortie prématurée de la tour (la case e5 est un poste central d'où le cavalier influence fortement le jeu noir), ils préfèrent continuer par
12. Tfe1? Th6 13. g3 Df6 14. Ff1
Les blancs sont déjà acculés à la défensive.
 14. ... g5 15. Tad1?
Il fallait jouer Fg2 pour arrêter l'attaque noire qui menace, mais les blancs sont incapables de prévoir le 17e coup des noirs.
15. ... g4 16. Cxe4 fxe4 17. Cd2
Selon Tartakover, 16. Cxe4 est « nécessaire, car 16. Cd2 serait également suivi du sacrifice 16. ... Cxf2. »
Si 17 Ch4, Txh4 18. gxh4 Dxh4 et l'attaque continue.
|   | a | b | c | d | e | f | g | h |   |
| 8 | Tour noire sur case blanche a8 · Fou noir sur case blanche c8 · Roi noir sur case blanche g8 · Pion noir sur case noire a7 · Pion noir sur case blanche b7 · Cavalier noir sur case blanche d7 · Pion noir sur case blanche h7 · Pion noir sur case blanche c6 · Fou noir sur case noire d6 · Pion noir sur case blanche e6 · Dame noire sur case noire f6 · Tour noire sur case noire h6 · Pion noir sur case blanche d5 · Pion blanc sur case blanche c4 · Pion blanc sur case noire d4 · Pion noir sur case blanche e4 · Pion noir sur case blanche g4 · Pion blanc sur case noire a3 · Pion blanc sur case blanche b3 · Pion blanc sur case noire e3 · Pion blanc sur case noire g3 · Fou blanc sur case noire b2 · Dame blanche sur case blanche c2 · Cavalier blanc sur case noire d2 · Pion blanc sur case noire f2 · Pion blanc sur case noire h2 · Tour blanche sur case blanche d1 · Tour blanche sur case noire e1 · Fou blanc sur case blanche f1 · Roi blanc sur case noire g1 | Tour noire sur case blanche a8 · Fou noir sur case blanche c8 · Roi noir sur case blanche g8 · Pion noir sur case noire a7 · Pion noir sur case blanche b7 · Cavalier noir sur case blanche d7 · Pion noir sur case blanche h7 · Pion noir sur case blanche c6 · Fou noir sur case noire d6 · Pion noir sur case blanche e6 · Dame noire sur case noire f6 · Tour noire sur case noire h6 · Pion noir sur case blanche d5 · Pion blanc sur case blanche c4 · Pion blanc sur case noire d4 · Pion noir sur case blanche e4 · Pion noir sur case blanche g4 · Pion blanc sur case noire a3 · Pion blanc sur case blanche b3 · Pion blanc sur case noire e3 · Pion blanc sur case noire g3 · Fou blanc sur case noire b2 · Dame blanche sur case blanche c2 · Cavalier blanc sur case noire d2 · Pion blanc sur case noire f2 · Pion blanc sur case noire h2 · Tour blanche sur case blanche d1 · Tour blanche sur case noire e1 · Fou blanc sur case blanche f1 · Roi blanc sur case noire g1 | Tour noire sur case blanche a8 · Fou noir sur case blanche c8 · Roi noir sur case blanche g8 · Pion noir sur case noire a7 · Pion noir sur case blanche b7 · Cavalier noir sur case blanche d7 · Pion noir sur case blanche h7 · Pion noir sur case blanche c6 · Fou noir sur case noire d6 · Pion noir sur case blanche e6 · Dame noire sur case noire f6 · Tour noire sur case noire h6 · Pion noir sur case blanche d5 · Pion blanc sur case blanche c4 · Pion blanc sur case noire d4 · Pion noir sur case blanche e4 · Pion noir sur case blanche g4 · Pion blanc sur case noire a3 · Pion blanc sur case blanche b3 · Pion blanc sur case noire e3 · Pion blanc sur case noire g3 · Fou blanc sur case noire b2 · Dame blanche sur case blanche c2 · Cavalier blanc sur case noire d2 · Pion blanc sur case noire f2 · Pion blanc sur case noire h2 · Tour blanche sur case blanche d1 · Tour blanche sur case noire e1 · Fou blanc sur case blanche f1 · Roi blanc sur case noire g1 | Tour noire sur case blanche a8 · Fou noir sur case blanche c8 · Roi noir sur case blanche g8 · Pion noir sur case noire a7 · Pion noir sur case blanche b7 · Cavalier noir sur case blanche d7 · Pion noir sur case blanche h7 · Pion noir sur case blanche c6 · Fou noir sur case noire d6 · Pion noir sur case blanche e6 · Dame noire sur case noire f6 · Tour noire sur case noire h6 · Pion noir sur case blanche d5 · Pion blanc sur case blanche c4 · Pion blanc sur case noire d4 · Pion noir sur case blanche e4 · Pion noir sur case blanche g4 · Pion blanc sur case noire a3 · Pion blanc sur case blanche b3 · Pion blanc sur case noire e3 · Pion blanc sur case noire g3 · Fou blanc sur case noire b2 · Dame blanche sur case blanche c2 · Cavalier blanc sur case noire d2 · Pion blanc sur case noire f2 · Pion blanc sur case noire h2 · Tour blanche sur case blanche d1 · Tour blanche sur case noire e1 · Fou blanc sur case blanche f1 · Roi blanc sur case noire g1 | Tour noire sur case blanche a8 · Fou noir sur case blanche c8 · Roi noir sur case blanche g8 · Pion noir sur case noire a7 · Pion noir sur case blanche b7 · Cavalier noir sur case blanche d7 · Pion noir sur case blanche h7 · Pion noir sur case blanche c6 · Fou noir sur case noire d6 · Pion noir sur case blanche e6 · Dame noire sur case noire f6 · Tour noire sur case noire h6 · Pion noir sur case blanche d5 · Pion blanc sur case blanche c4 · Pion blanc sur case noire d4 · Pion noir sur case blanche e4 · Pion noir sur case blanche g4 · Pion blanc sur case noire a3 · Pion blanc sur case blanche b3 · Pion blanc sur case noire e3 · Pion blanc sur case noire g3 · Fou blanc sur case noire b2 · Dame blanche sur case blanche c2 · Cavalier blanc sur case noire d2 · Pion blanc sur case noire f2 · Pion blanc sur case noire h2 · Tour blanche sur case blanche d1 · Tour blanche sur case noire e1 · Fou blanc sur case blanche f1 · Roi blanc sur case noire g1 | Tour noire sur case blanche a8 · Fou noir sur case blanche c8 · Roi noir sur case blanche g8 · Pion noir sur case noire a7 · Pion noir sur case blanche b7 · Cavalier noir sur case blanche d7 · Pion noir sur case blanche h7 · Pion noir sur case blanche c6 · Fou noir sur case noire d6 · Pion noir sur case blanche e6 · Dame noire sur case noire f6 · Tour noire sur case noire h6 · Pion noir sur case blanche d5 · Pion blanc sur case blanche c4 · Pion blanc sur case noire d4 · Pion noir sur case blanche e4 · Pion noir sur case blanche g4 · Pion blanc sur case noire a3 · Pion blanc sur case blanche b3 · Pion blanc sur case noire e3 · Pion blanc sur case noire g3 · Fou blanc sur case noire b2 · Dame blanche sur case blanche c2 · Cavalier blanc sur case noire d2 · Pion blanc sur case noire f2 · Pion blanc sur case noire h2 · Tour blanche sur case blanche d1 · Tour blanche sur case noire e1 · Fou blanc sur case blanche f1 · Roi blanc sur case noire g1 | Tour noire sur case blanche a8 · Fou noir sur case blanche c8 · Roi noir sur case blanche g8 · Pion noir sur case noire a7 · Pion noir sur case blanche b7 · Cavalier noir sur case blanche d7 · Pion noir sur case blanche h7 · Pion noir sur case blanche c6 · Fou noir sur case noire d6 · Pion noir sur case blanche e6 · Dame noire sur case noire f6 · Tour noire sur case noire h6 · Pion noir sur case blanche d5 · Pion blanc sur case blanche c4 · Pion blanc sur case noire d4 · Pion noir sur case blanche e4 · Pion noir sur case blanche g4 · Pion blanc sur case noire a3 · Pion blanc sur case blanche b3 · Pion blanc sur case noire e3 · Pion blanc sur case noire g3 · Fou blanc sur case noire b2 · Dame blanche sur case blanche c2 · Cavalier blanc sur case noire d2 · Pion blanc sur case noire f2 · Pion blanc sur case noire h2 · Tour blanche sur case blanche d1 · Tour blanche sur case noire e1 · Fou blanc sur case blanche f1 · Roi blanc sur case noire g1 | Tour noire sur case blanche a8 · Fou noir sur case blanche c8 · Roi noir sur case blanche g8 · Pion noir sur case noire a7 · Pion noir sur case blanche b7 · Cavalier noir sur case blanche d7 · Pion noir sur case blanche h7 · Pion noir sur case blanche c6 · Fou noir sur case noire d6 · Pion noir sur case blanche e6 · Dame noire sur case noire f6 · Tour noire sur case noire h6 · Pion noir sur case blanche d5 · Pion blanc sur case blanche c4 · Pion blanc sur case noire d4 · Pion noir sur case blanche e4 · Pion noir sur case blanche g4 · Pion blanc sur case noire a3 · Pion blanc sur case blanche b3 · Pion blanc sur case noire e3 · Pion blanc sur case noire g3 · Fou blanc sur case noire b2 · Dame blanche sur case blanche c2 · Cavalier blanc sur case noire d2 · Pion blanc sur case noire f2 · Pion blanc sur case noire h2 · Tour blanche sur case blanche d1 · Tour blanche sur case noire e1 · Fou blanc sur case blanche f1 · Roi blanc sur case noire g1 | 8 |
| 7 | Tour noire sur case blanche a8 · Fou noir sur case blanche c8 · Roi noir sur case blanche g8 · Pion noir sur case noire a7 · Pion noir sur case blanche b7 · Cavalier noir sur case blanche d7 · Pion noir sur case blanche h7 · Pion noir sur case blanche c6 · Fou noir sur case noire d6 · Pion noir sur case blanche e6 · Dame noire sur case noire f6 · Tour noire sur case noire h6 · Pion noir sur case blanche d5 · Pion blanc sur case blanche c4 · Pion blanc sur case noire d4 · Pion noir sur case blanche e4 · Pion noir sur case blanche g4 · Pion blanc sur case noire a3 · Pion blanc sur case blanche b3 · Pion blanc sur case noire e3 · Pion blanc sur case noire g3 · Fou blanc sur case noire b2 · Dame blanche sur case blanche c2 · Cavalier blanc sur case noire d2 · Pion blanc sur case noire f2 · Pion blanc sur case noire h2 · Tour blanche sur case blanche d1 · Tour blanche sur case noire e1 · Fou blanc sur case blanche f1 · Roi blanc sur case noire g1 | Tour noire sur case blanche a8 · Fou noir sur case blanche c8 · Roi noir sur case blanche g8 · Pion noir sur case noire a7 · Pion noir sur case blanche b7 · Cavalier noir sur case blanche d7 · Pion noir sur case blanche h7 · Pion noir sur case blanche c6 · Fou noir sur case noire d6 · Pion noir sur case blanche e6 · Dame noire sur case noire f6 · Tour noire sur case noire h6 · Pion noir sur case blanche d5 · Pion blanc sur case blanche c4 · Pion blanc sur case noire d4 · Pion noir sur case blanche e4 · Pion noir sur case blanche g4 · Pion blanc sur case noire a3 · Pion blanc sur case blanche b3 · Pion blanc sur case noire e3 · Pion blanc sur case noire g3 · Fou blanc sur case noire b2 · Dame blanche sur case blanche c2 · Cavalier blanc sur case noire d2 · Pion blanc sur case noire f2 · Pion blanc sur case noire h2 · Tour blanche sur case blanche d1 · Tour blanche sur case noire e1 · Fou blanc sur case blanche f1 · Roi blanc sur case noire g1 | Tour noire sur case blanche a8 · Fou noir sur case blanche c8 · Roi noir sur case blanche g8 · Pion noir sur case noire a7 · Pion noir sur case blanche b7 · Cavalier noir sur case blanche d7 · Pion noir sur case blanche h7 · Pion noir sur case blanche c6 · Fou noir sur case noire d6 · Pion noir sur case blanche e6 · Dame noire sur case noire f6 · Tour noire sur case noire h6 · Pion noir sur case blanche d5 · Pion blanc sur case blanche c4 · Pion blanc sur case noire d4 · Pion noir sur case blanche e4 · Pion noir sur case blanche g4 · Pion blanc sur case noire a3 · Pion blanc sur case blanche b3 · Pion blanc sur case noire e3 · Pion blanc sur case noire g3 · Fou blanc sur case noire b2 · Dame blanche sur case blanche c2 · Cavalier blanc sur case noire d2 · Pion blanc sur case noire f2 · Pion blanc sur case noire h2 · Tour blanche sur case blanche d1 · Tour blanche sur case noire e1 · Fou blanc sur case blanche f1 · Roi blanc sur case noire g1 | Tour noire sur case blanche a8 · Fou noir sur case blanche c8 · Roi noir sur case blanche g8 · Pion noir sur case noire a7 · Pion noir sur case blanche b7 · Cavalier noir sur case blanche d7 · Pion noir sur case blanche h7 · Pion noir sur case blanche c6 · Fou noir sur case noire d6 · Pion noir sur case blanche e6 · Dame noire sur case noire f6 · Tour noire sur case noire h6 · Pion noir sur case blanche d5 · Pion blanc sur case blanche c4 · Pion blanc sur case noire d4 · Pion noir sur case blanche e4 · Pion noir sur case blanche g4 · Pion blanc sur case noire a3 · Pion blanc sur case blanche b3 · Pion blanc sur case noire e3 · Pion blanc sur case noire g3 · Fou blanc sur case noire b2 · Dame blanche sur case blanche c2 · Cavalier blanc sur case noire d2 · Pion blanc sur case noire f2 · Pion blanc sur case noire h2 · Tour blanche sur case blanche d1 · Tour blanche sur case noire e1 · Fou blanc sur case blanche f1 · Roi blanc sur case noire g1 | Tour noire sur case blanche a8 · Fou noir sur case blanche c8 · Roi noir sur case blanche g8 · Pion noir sur case noire a7 · Pion noir sur case blanche b7 · Cavalier noir sur case blanche d7 · Pion noir sur case blanche h7 · Pion noir sur case blanche c6 · Fou noir sur case noire d6 · Pion noir sur case blanche e6 · Dame noire sur case noire f6 · Tour noire sur case noire h6 · Pion noir sur case blanche d5 · Pion blanc sur case blanche c4 · Pion blanc sur case noire d4 · Pion noir sur case blanche e4 · Pion noir sur case blanche g4 · Pion blanc sur case noire a3 · Pion blanc sur case blanche b3 · Pion blanc sur case noire e3 · Pion blanc sur case noire g3 · Fou blanc sur case noire b2 · Dame blanche sur case blanche c2 · Cavalier blanc sur case noire d2 · Pion blanc sur case noire f2 · Pion blanc sur case noire h2 · Tour blanche sur case blanche d1 · Tour blanche sur case noire e1 · Fou blanc sur case blanche f1 · Roi blanc sur case noire g1 | Tour noire sur case blanche a8 · Fou noir sur case blanche c8 · Roi noir sur case blanche g8 · Pion noir sur case noire a7 · Pion noir sur case blanche b7 · Cavalier noir sur case blanche d7 · Pion noir sur case blanche h7 · Pion noir sur case blanche c6 · Fou noir sur case noire d6 · Pion noir sur case blanche e6 · Dame noire sur case noire f6 · Tour noire sur case noire h6 · Pion noir sur case blanche d5 · Pion blanc sur case blanche c4 · Pion blanc sur case noire d4 · Pion noir sur case blanche e4 · Pion noir sur case blanche g4 · Pion blanc sur case noire a3 · Pion blanc sur case blanche b3 · Pion blanc sur case noire e3 · Pion blanc sur case noire g3 · Fou blanc sur case noire b2 · Dame blanche sur case blanche c2 · Cavalier blanc sur case noire d2 · Pion blanc sur case noire f2 · Pion blanc sur case noire h2 · Tour blanche sur case blanche d1 · Tour blanche sur case noire e1 · Fou blanc sur case blanche f1 · Roi blanc sur case noire g1 | Tour noire sur case blanche a8 · Fou noir sur case blanche c8 · Roi noir sur case blanche g8 · Pion noir sur case noire a7 · Pion noir sur case blanche b7 · Cavalier noir sur case blanche d7 · Pion noir sur case blanche h7 · Pion noir sur case blanche c6 · Fou noir sur case noire d6 · Pion noir sur case blanche e6 · Dame noire sur case noire f6 · Tour noire sur case noire h6 · Pion noir sur case blanche d5 · Pion blanc sur case blanche c4 · Pion blanc sur case noire d4 · Pion noir sur case blanche e4 · Pion noir sur case blanche g4 · Pion blanc sur case noire a3 · Pion blanc sur case blanche b3 · Pion blanc sur case noire e3 · Pion blanc sur case noire g3 · Fou blanc sur case noire b2 · Dame blanche sur case blanche c2 · Cavalier blanc sur case noire d2 · Pion blanc sur case noire f2 · Pion blanc sur case noire h2 · Tour blanche sur case blanche d1 · Tour blanche sur case noire e1 · Fou blanc sur case blanche f1 · Roi blanc sur case noire g1 | Tour noire sur case blanche a8 · Fou noir sur case blanche c8 · Roi noir sur case blanche g8 · Pion noir sur case noire a7 · Pion noir sur case blanche b7 · Cavalier noir sur case blanche d7 · Pion noir sur case blanche h7 · Pion noir sur case blanche c6 · Fou noir sur case noire d6 · Pion noir sur case blanche e6 · Dame noire sur case noire f6 · Tour noire sur case noire h6 · Pion noir sur case blanche d5 · Pion blanc sur case blanche c4 · Pion blanc sur case noire d4 · Pion noir sur case blanche e4 · Pion noir sur case blanche g4 · Pion blanc sur case noire a3 · Pion blanc sur case blanche b3 · Pion blanc sur case noire e3 · Pion blanc sur case noire g3 · Fou blanc sur case noire b2 · Dame blanche sur case blanche c2 · Cavalier blanc sur case noire d2 · Pion blanc sur case noire f2 · Pion blanc sur case noire h2 · Tour blanche sur case blanche d1 · Tour blanche sur case noire e1 · Fou blanc sur case blanche f1 · Roi blanc sur case noire g1 | 7 |
| 6 | Tour noire sur case blanche a8 · Fou noir sur case blanche c8 · Roi noir sur case blanche g8 · Pion noir sur case noire a7 · Pion noir sur case blanche b7 · Cavalier noir sur case blanche d7 · Pion noir sur case blanche h7 · Pion noir sur case blanche c6 · Fou noir sur case noire d6 · Pion noir sur case blanche e6 · Dame noire sur case noire f6 · Tour noire sur case noire h6 · Pion noir sur case blanche d5 · Pion blanc sur case blanche c4 · Pion blanc sur case noire d4 · Pion noir sur case blanche e4 · Pion noir sur case blanche g4 · Pion blanc sur case noire a3 · Pion blanc sur case blanche b3 · Pion blanc sur case noire e3 · Pion blanc sur case noire g3 · Fou blanc sur case noire b2 · Dame blanche sur case blanche c2 · Cavalier blanc sur case noire d2 · Pion blanc sur case noire f2 · Pion blanc sur case noire h2 · Tour blanche sur case blanche d1 · Tour blanche sur case noire e1 · Fou blanc sur case blanche f1 · Roi blanc sur case noire g1 | Tour noire sur case blanche a8 · Fou noir sur case blanche c8 · Roi noir sur case blanche g8 · Pion noir sur case noire a7 · Pion noir sur case blanche b7 · Cavalier noir sur case blanche d7 · Pion noir sur case blanche h7 · Pion noir sur case blanche c6 · Fou noir sur case noire d6 · Pion noir sur case blanche e6 · Dame noire sur case noire f6 · Tour noire sur case noire h6 · Pion noir sur case blanche d5 · Pion blanc sur case blanche c4 · Pion blanc sur case noire d4 · Pion noir sur case blanche e4 · Pion noir sur case blanche g4 · Pion blanc sur case noire a3 · Pion blanc sur case blanche b3 · Pion blanc sur case noire e3 · Pion blanc sur case noire g3 · Fou blanc sur case noire b2 · Dame blanche sur case blanche c2 · Cavalier blanc sur case noire d2 · Pion blanc sur case noire f2 · Pion blanc sur case noire h2 · Tour blanche sur case blanche d1 · Tour blanche sur case noire e1 · Fou blanc sur case blanche f1 · Roi blanc sur case noire g1 | Tour noire sur case blanche a8 · Fou noir sur case blanche c8 · Roi noir sur case blanche g8 · Pion noir sur case noire a7 · Pion noir sur case blanche b7 · Cavalier noir sur case blanche d7 · Pion noir sur case blanche h7 · Pion noir sur case blanche c6 · Fou noir sur case noire d6 · Pion noir sur case blanche e6 · Dame noire sur case noire f6 · Tour noire sur case noire h6 · Pion noir sur case blanche d5 · Pion blanc sur case blanche c4 · Pion blanc sur case noire d4 · Pion noir sur case blanche e4 · Pion noir sur case blanche g4 · Pion blanc sur case noire a3 · Pion blanc sur case blanche b3 · Pion blanc sur case noire e3 · Pion blanc sur case noire g3 · Fou blanc sur case noire b2 · Dame blanche sur case blanche c2 · Cavalier blanc sur case noire d2 · Pion blanc sur case noire f2 · Pion blanc sur case noire h2 · Tour blanche sur case blanche d1 · Tour blanche sur case noire e1 · Fou blanc sur case blanche f1 · Roi blanc sur case noire g1 | Tour noire sur case blanche a8 · Fou noir sur case blanche c8 · Roi noir sur case blanche g8 · Pion noir sur case noire a7 · Pion noir sur case blanche b7 · Cavalier noir sur case blanche d7 · Pion noir sur case blanche h7 · Pion noir sur case blanche c6 · Fou noir sur case noire d6 · Pion noir sur case blanche e6 · Dame noire sur case noire f6 · Tour noire sur case noire h6 · Pion noir sur case blanche d5 · Pion blanc sur case blanche c4 · Pion blanc sur case noire d4 · Pion noir sur case blanche e4 · Pion noir sur case blanche g4 · Pion blanc sur case noire a3 · Pion blanc sur case blanche b3 · Pion blanc sur case noire e3 · Pion blanc sur case noire g3 · Fou blanc sur case noire b2 · Dame blanche sur case blanche c2 · Cavalier blanc sur case noire d2 · Pion blanc sur case noire f2 · Pion blanc sur case noire h2 · Tour blanche sur case blanche d1 · Tour blanche sur case noire e1 · Fou blanc sur case blanche f1 · Roi blanc sur case noire g1 | Tour noire sur case blanche a8 · Fou noir sur case blanche c8 · Roi noir sur case blanche g8 · Pion noir sur case noire a7 · Pion noir sur case blanche b7 · Cavalier noir sur case blanche d7 · Pion noir sur case blanche h7 · Pion noir sur case blanche c6 · Fou noir sur case noire d6 · Pion noir sur case blanche e6 · Dame noire sur case noire f6 · Tour noire sur case noire h6 · Pion noir sur case blanche d5 · Pion blanc sur case blanche c4 · Pion blanc sur case noire d4 · Pion noir sur case blanche e4 · Pion noir sur case blanche g4 · Pion blanc sur case noire a3 · Pion blanc sur case blanche b3 · Pion blanc sur case noire e3 · Pion blanc sur case noire g3 · Fou blanc sur case noire b2 · Dame blanche sur case blanche c2 · Cavalier blanc sur case noire d2 · Pion blanc sur case noire f2 · Pion blanc sur case noire h2 · Tour blanche sur case blanche d1 · Tour blanche sur case noire e1 · Fou blanc sur case blanche f1 · Roi blanc sur case noire g1 | Tour noire sur case blanche a8 · Fou noir sur case blanche c8 · Roi noir sur case blanche g8 · Pion noir sur case noire a7 · Pion noir sur case blanche b7 · Cavalier noir sur case blanche d7 · Pion noir sur case blanche h7 · Pion noir sur case blanche c6 · Fou noir sur case noire d6 · Pion noir sur case blanche e6 · Dame noire sur case noire f6 · Tour noire sur case noire h6 · Pion noir sur case blanche d5 · Pion blanc sur case blanche c4 · Pion blanc sur case noire d4 · Pion noir sur case blanche e4 · Pion noir sur case blanche g4 · Pion blanc sur case noire a3 · Pion blanc sur case blanche b3 · Pion blanc sur case noire e3 · Pion blanc sur case noire g3 · Fou blanc sur case noire b2 · Dame blanche sur case blanche c2 · Cavalier blanc sur case noire d2 · Pion blanc sur case noire f2 · Pion blanc sur case noire h2 · Tour blanche sur case blanche d1 · Tour blanche sur case noire e1 · Fou blanc sur case blanche f1 · Roi blanc sur case noire g1 | Tour noire sur case blanche a8 · Fou noir sur case blanche c8 · Roi noir sur case blanche g8 · Pion noir sur case noire a7 · Pion noir sur case blanche b7 · Cavalier noir sur case blanche d7 · Pion noir sur case blanche h7 · Pion noir sur case blanche c6 · Fou noir sur case noire d6 · Pion noir sur case blanche e6 · Dame noire sur case noire f6 · Tour noire sur case noire h6 · Pion noir sur case blanche d5 · Pion blanc sur case blanche c4 · Pion blanc sur case noire d4 · Pion noir sur case blanche e4 · Pion noir sur case blanche g4 · Pion blanc sur case noire a3 · Pion blanc sur case blanche b3 · Pion blanc sur case noire e3 · Pion blanc sur case noire g3 · Fou blanc sur case noire b2 · Dame blanche sur case blanche c2 · Cavalier blanc sur case noire d2 · Pion blanc sur case noire f2 · Pion blanc sur case noire h2 · Tour blanche sur case blanche d1 · Tour blanche sur case noire e1 · Fou blanc sur case blanche f1 · Roi blanc sur case noire g1 | Tour noire sur case blanche a8 · Fou noir sur case blanche c8 · Roi noir sur case blanche g8 · Pion noir sur case noire a7 · Pion noir sur case blanche b7 · Cavalier noir sur case blanche d7 · Pion noir sur case blanche h7 · Pion noir sur case blanche c6 · Fou noir sur case noire d6 · Pion noir sur case blanche e6 · Dame noire sur case noire f6 · Tour noire sur case noire h6 · Pion noir sur case blanche d5 · Pion blanc sur case blanche c4 · Pion blanc sur case noire d4 · Pion noir sur case blanche e4 · Pion noir sur case blanche g4 · Pion blanc sur case noire a3 · Pion blanc sur case blanche b3 · Pion blanc sur case noire e3 · Pion blanc sur case noire g3 · Fou blanc sur case noire b2 · Dame blanche sur case blanche c2 · Cavalier blanc sur case noire d2 · Pion blanc sur case noire f2 · Pion blanc sur case noire h2 · Tour blanche sur case blanche d1 · Tour blanche sur case noire e1 · Fou blanc sur case blanche f1 · Roi blanc sur case noire g1 | 6 |
| 5 | Tour noire sur case blanche a8 · Fou noir sur case blanche c8 · Roi noir sur case blanche g8 · Pion noir sur case noire a7 · Pion noir sur case blanche b7 · Cavalier noir sur case blanche d7 · Pion noir sur case blanche h7 · Pion noir sur case blanche c6 · Fou noir sur case noire d6 · Pion noir sur case blanche e6 · Dame noire sur case noire f6 · Tour noire sur case noire h6 · Pion noir sur case blanche d5 · Pion blanc sur case blanche c4 · Pion blanc sur case noire d4 · Pion noir sur case blanche e4 · Pion noir sur case blanche g4 · Pion blanc sur case noire a3 · Pion blanc sur case blanche b3 · Pion blanc sur case noire e3 · Pion blanc sur case noire g3 · Fou blanc sur case noire b2 · Dame blanche sur case blanche c2 · Cavalier blanc sur case noire d2 · Pion blanc sur case noire f2 · Pion blanc sur case noire h2 · Tour blanche sur case blanche d1 · Tour blanche sur case noire e1 · Fou blanc sur case blanche f1 · Roi blanc sur case noire g1 | Tour noire sur case blanche a8 · Fou noir sur case blanche c8 · Roi noir sur case blanche g8 · Pion noir sur case noire a7 · Pion noir sur case blanche b7 · Cavalier noir sur case blanche d7 · Pion noir sur case blanche h7 · Pion noir sur case blanche c6 · Fou noir sur case noire d6 · Pion noir sur case blanche e6 · Dame noire sur case noire f6 · Tour noire sur case noire h6 · Pion noir sur case blanche d5 · Pion blanc sur case blanche c4 · Pion blanc sur case noire d4 · Pion noir sur case blanche e4 · Pion noir sur case blanche g4 · Pion blanc sur case noire a3 · Pion blanc sur case blanche b3 · Pion blanc sur case noire e3 · Pion blanc sur case noire g3 · Fou blanc sur case noire b2 · Dame blanche sur case blanche c2 · Cavalier blanc sur case noire d2 · Pion blanc sur case noire f2 · Pion blanc sur case noire h2 · Tour blanche sur case blanche d1 · Tour blanche sur case noire e1 · Fou blanc sur case blanche f1 · Roi blanc sur case noire g1 | Tour noire sur case blanche a8 · Fou noir sur case blanche c8 · Roi noir sur case blanche g8 · Pion noir sur case noire a7 · Pion noir sur case blanche b7 · Cavalier noir sur case blanche d7 · Pion noir sur case blanche h7 · Pion noir sur case blanche c6 · Fou noir sur case noire d6 · Pion noir sur case blanche e6 · Dame noire sur case noire f6 · Tour noire sur case noire h6 · Pion noir sur case blanche d5 · Pion blanc sur case blanche c4 · Pion blanc sur case noire d4 · Pion noir sur case blanche e4 · Pion noir sur case blanche g4 · Pion blanc sur case noire a3 · Pion blanc sur case blanche b3 · Pion blanc sur case noire e3 · Pion blanc sur case noire g3 · Fou blanc sur case noire b2 · Dame blanche sur case blanche c2 · Cavalier blanc sur case noire d2 · Pion blanc sur case noire f2 · Pion blanc sur case noire h2 · Tour blanche sur case blanche d1 · Tour blanche sur case noire e1 · Fou blanc sur case blanche f1 · Roi blanc sur case noire g1 | Tour noire sur case blanche a8 · Fou noir sur case blanche c8 · Roi noir sur case blanche g8 · Pion noir sur case noire a7 · Pion noir sur case blanche b7 · Cavalier noir sur case blanche d7 · Pion noir sur case blanche h7 · Pion noir sur case blanche c6 · Fou noir sur case noire d6 · Pion noir sur case blanche e6 · Dame noire sur case noire f6 · Tour noire sur case noire h6 · Pion noir sur case blanche d5 · Pion blanc sur case blanche c4 · Pion blanc sur case noire d4 · Pion noir sur case blanche e4 · Pion noir sur case blanche g4 · Pion blanc sur case noire a3 · Pion blanc sur case blanche b3 · Pion blanc sur case noire e3 · Pion blanc sur case noire g3 · Fou blanc sur case noire b2 · Dame blanche sur case blanche c2 · Cavalier blanc sur case noire d2 · Pion blanc sur case noire f2 · Pion blanc sur case noire h2 · Tour blanche sur case blanche d1 · Tour blanche sur case noire e1 · Fou blanc sur case blanche f1 · Roi blanc sur case noire g1 | Tour noire sur case blanche a8 · Fou noir sur case blanche c8 · Roi noir sur case blanche g8 · Pion noir sur case noire a7 · Pion noir sur case blanche b7 · Cavalier noir sur case blanche d7 · Pion noir sur case blanche h7 · Pion noir sur case blanche c6 · Fou noir sur case noire d6 · Pion noir sur case blanche e6 · Dame noire sur case noire f6 · Tour noire sur case noire h6 · Pion noir sur case blanche d5 · Pion blanc sur case blanche c4 · Pion blanc sur case noire d4 · Pion noir sur case blanche e4 · Pion noir sur case blanche g4 · Pion blanc sur case noire a3 · Pion blanc sur case blanche b3 · Pion blanc sur case noire e3 · Pion blanc sur case noire g3 · Fou blanc sur case noire b2 · Dame blanche sur case blanche c2 · Cavalier blanc sur case noire d2 · Pion blanc sur case noire f2 · Pion blanc sur case noire h2 · Tour blanche sur case blanche d1 · Tour blanche sur case noire e1 · Fou blanc sur case blanche f1 · Roi blanc sur case noire g1 | Tour noire sur case blanche a8 · Fou noir sur case blanche c8 · Roi noir sur case blanche g8 · Pion noir sur case noire a7 · Pion noir sur case blanche b7 · Cavalier noir sur case blanche d7 · Pion noir sur case blanche h7 · Pion noir sur case blanche c6 · Fou noir sur case noire d6 · Pion noir sur case blanche e6 · Dame noire sur case noire f6 · Tour noire sur case noire h6 · Pion noir sur case blanche d5 · Pion blanc sur case blanche c4 · Pion blanc sur case noire d4 · Pion noir sur case blanche e4 · Pion noir sur case blanche g4 · Pion blanc sur case noire a3 · Pion blanc sur case blanche b3 · Pion blanc sur case noire e3 · Pion blanc sur case noire g3 · Fou blanc sur case noire b2 · Dame blanche sur case blanche c2 · Cavalier blanc sur case noire d2 · Pion blanc sur case noire f2 · Pion blanc sur case noire h2 · Tour blanche sur case blanche d1 · Tour blanche sur case noire e1 · Fou blanc sur case blanche f1 · Roi blanc sur case noire g1 | Tour noire sur case blanche a8 · Fou noir sur case blanche c8 · Roi noir sur case blanche g8 · Pion noir sur case noire a7 · Pion noir sur case blanche b7 · Cavalier noir sur case blanche d7 · Pion noir sur case blanche h7 · Pion noir sur case blanche c6 · Fou noir sur case noire d6 · Pion noir sur case blanche e6 · Dame noire sur case noire f6 · Tour noire sur case noire h6 · Pion noir sur case blanche d5 · Pion blanc sur case blanche c4 · Pion blanc sur case noire d4 · Pion noir sur case blanche e4 · Pion noir sur case blanche g4 · Pion blanc sur case noire a3 · Pion blanc sur case blanche b3 · Pion blanc sur case noire e3 · Pion blanc sur case noire g3 · Fou blanc sur case noire b2 · Dame blanche sur case blanche c2 · Cavalier blanc sur case noire d2 · Pion blanc sur case noire f2 · Pion blanc sur case noire h2 · Tour blanche sur case blanche d1 · Tour blanche sur case noire e1 · Fou blanc sur case blanche f1 · Roi blanc sur case noire g1 | Tour noire sur case blanche a8 · Fou noir sur case blanche c8 · Roi noir sur case blanche g8 · Pion noir sur case noire a7 · Pion noir sur case blanche b7 · Cavalier noir sur case blanche d7 · Pion noir sur case blanche h7 · Pion noir sur case blanche c6 · Fou noir sur case noire d6 · Pion noir sur case blanche e6 · Dame noire sur case noire f6 · Tour noire sur case noire h6 · Pion noir sur case blanche d5 · Pion blanc sur case blanche c4 · Pion blanc sur case noire d4 · Pion noir sur case blanche e4 · Pion noir sur case blanche g4 · Pion blanc sur case noire a3 · Pion blanc sur case blanche b3 · Pion blanc sur case noire e3 · Pion blanc sur case noire g3 · Fou blanc sur case noire b2 · Dame blanche sur case blanche c2 · Cavalier blanc sur case noire d2 · Pion blanc sur case noire f2 · Pion blanc sur case noire h2 · Tour blanche sur case blanche d1 · Tour blanche sur case noire e1 · Fou blanc sur case blanche f1 · Roi blanc sur case noire g1 | 5 |
| 4 | Tour noire sur case blanche a8 · Fou noir sur case blanche c8 · Roi noir sur case blanche g8 · Pion noir sur case noire a7 · Pion noir sur case blanche b7 · Cavalier noir sur case blanche d7 · Pion noir sur case blanche h7 · Pion noir sur case blanche c6 · Fou noir sur case noire d6 · Pion noir sur case blanche e6 · Dame noire sur case noire f6 · Tour noire sur case noire h6 · Pion noir sur case blanche d5 · Pion blanc sur case blanche c4 · Pion blanc sur case noire d4 · Pion noir sur case blanche e4 · Pion noir sur case blanche g4 · Pion blanc sur case noire a3 · Pion blanc sur case blanche b3 · Pion blanc sur case noire e3 · Pion blanc sur case noire g3 · Fou blanc sur case noire b2 · Dame blanche sur case blanche c2 · Cavalier blanc sur case noire d2 · Pion blanc sur case noire f2 · Pion blanc sur case noire h2 · Tour blanche sur case blanche d1 · Tour blanche sur case noire e1 · Fou blanc sur case blanche f1 · Roi blanc sur case noire g1 | Tour noire sur case blanche a8 · Fou noir sur case blanche c8 · Roi noir sur case blanche g8 · Pion noir sur case noire a7 · Pion noir sur case blanche b7 · Cavalier noir sur case blanche d7 · Pion noir sur case blanche h7 · Pion noir sur case blanche c6 · Fou noir sur case noire d6 · Pion noir sur case blanche e6 · Dame noire sur case noire f6 · Tour noire sur case noire h6 · Pion noir sur case blanche d5 · Pion blanc sur case blanche c4 · Pion blanc sur case noire d4 · Pion noir sur case blanche e4 · Pion noir sur case blanche g4 · Pion blanc sur case noire a3 · Pion blanc sur case blanche b3 · Pion blanc sur case noire e3 · Pion blanc sur case noire g3 · Fou blanc sur case noire b2 · Dame blanche sur case blanche c2 · Cavalier blanc sur case noire d2 · Pion blanc sur case noire f2 · Pion blanc sur case noire h2 · Tour blanche sur case blanche d1 · Tour blanche sur case noire e1 · Fou blanc sur case blanche f1 · Roi blanc sur case noire g1 | Tour noire sur case blanche a8 · Fou noir sur case blanche c8 · Roi noir sur case blanche g8 · Pion noir sur case noire a7 · Pion noir sur case blanche b7 · Cavalier noir sur case blanche d7 · Pion noir sur case blanche h7 · Pion noir sur case blanche c6 · Fou noir sur case noire d6 · Pion noir sur case blanche e6 · Dame noire sur case noire f6 · Tour noire sur case noire h6 · Pion noir sur case blanche d5 · Pion blanc sur case blanche c4 · Pion blanc sur case noire d4 · Pion noir sur case blanche e4 · Pion noir sur case blanche g4 · Pion blanc sur case noire a3 · Pion blanc sur case blanche b3 · Pion blanc sur case noire e3 · Pion blanc sur case noire g3 · Fou blanc sur case noire b2 · Dame blanche sur case blanche c2 · Cavalier blanc sur case noire d2 · Pion blanc sur case noire f2 · Pion blanc sur case noire h2 · Tour blanche sur case blanche d1 · Tour blanche sur case noire e1 · Fou blanc sur case blanche f1 · Roi blanc sur case noire g1 | Tour noire sur case blanche a8 · Fou noir sur case blanche c8 · Roi noir sur case blanche g8 · Pion noir sur case noire a7 · Pion noir sur case blanche b7 · Cavalier noir sur case blanche d7 · Pion noir sur case blanche h7 · Pion noir sur case blanche c6 · Fou noir sur case noire d6 · Pion noir sur case blanche e6 · Dame noire sur case noire f6 · Tour noire sur case noire h6 · Pion noir sur case blanche d5 · Pion blanc sur case blanche c4 · Pion blanc sur case noire d4 · Pion noir sur case blanche e4 · Pion noir sur case blanche g4 · Pion blanc sur case noire a3 · Pion blanc sur case blanche b3 · Pion blanc sur case noire e3 · Pion blanc sur case noire g3 · Fou blanc sur case noire b2 · Dame blanche sur case blanche c2 · Cavalier blanc sur case noire d2 · Pion blanc sur case noire f2 · Pion blanc sur case noire h2 · Tour blanche sur case blanche d1 · Tour blanche sur case noire e1 · Fou blanc sur case blanche f1 · Roi blanc sur case noire g1 | Tour noire sur case blanche a8 · Fou noir sur case blanche c8 · Roi noir sur case blanche g8 · Pion noir sur case noire a7 · Pion noir sur case blanche b7 · Cavalier noir sur case blanche d7 · Pion noir sur case blanche h7 · Pion noir sur case blanche c6 · Fou noir sur case noire d6 · Pion noir sur case blanche e6 · Dame noire sur case noire f6 · Tour noire sur case noire h6 · Pion noir sur case blanche d5 · Pion blanc sur case blanche c4 · Pion blanc sur case noire d4 · Pion noir sur case blanche e4 · Pion noir sur case blanche g4 · Pion blanc sur case noire a3 · Pion blanc sur case blanche b3 · Pion blanc sur case noire e3 · Pion blanc sur case noire g3 · Fou blanc sur case noire b2 · Dame blanche sur case blanche c2 · Cavalier blanc sur case noire d2 · Pion blanc sur case noire f2 · Pion blanc sur case noire h2 · Tour blanche sur case blanche d1 · Tour blanche sur case noire e1 · Fou blanc sur case blanche f1 · Roi blanc sur case noire g1 | Tour noire sur case blanche a8 · Fou noir sur case blanche c8 · Roi noir sur case blanche g8 · Pion noir sur case noire a7 · Pion noir sur case blanche b7 · Cavalier noir sur case blanche d7 · Pion noir sur case blanche h7 · Pion noir sur case blanche c6 · Fou noir sur case noire d6 · Pion noir sur case blanche e6 · Dame noire sur case noire f6 · Tour noire sur case noire h6 · Pion noir sur case blanche d5 · Pion blanc sur case blanche c4 · Pion blanc sur case noire d4 · Pion noir sur case blanche e4 · Pion noir sur case blanche g4 · Pion blanc sur case noire a3 · Pion blanc sur case blanche b3 · Pion blanc sur case noire e3 · Pion blanc sur case noire g3 · Fou blanc sur case noire b2 · Dame blanche sur case blanche c2 · Cavalier blanc sur case noire d2 · Pion blanc sur case noire f2 · Pion blanc sur case noire h2 · Tour blanche sur case blanche d1 · Tour blanche sur case noire e1 · Fou blanc sur case blanche f1 · Roi blanc sur case noire g1 | Tour noire sur case blanche a8 · Fou noir sur case blanche c8 · Roi noir sur case blanche g8 · Pion noir sur case noire a7 · Pion noir sur case blanche b7 · Cavalier noir sur case blanche d7 · Pion noir sur case blanche h7 · Pion noir sur case blanche c6 · Fou noir sur case noire d6 · Pion noir sur case blanche e6 · Dame noire sur case noire f6 · Tour noire sur case noire h6 · Pion noir sur case blanche d5 · Pion blanc sur case blanche c4 · Pion blanc sur case noire d4 · Pion noir sur case blanche e4 · Pion noir sur case blanche g4 · Pion blanc sur case noire a3 · Pion blanc sur case blanche b3 · Pion blanc sur case noire e3 · Pion blanc sur case noire g3 · Fou blanc sur case noire b2 · Dame blanche sur case blanche c2 · Cavalier blanc sur case noire d2 · Pion blanc sur case noire f2 · Pion blanc sur case noire h2 · Tour blanche sur case blanche d1 · Tour blanche sur case noire e1 · Fou blanc sur case blanche f1 · Roi blanc sur case noire g1 | Tour noire sur case blanche a8 · Fou noir sur case blanche c8 · Roi noir sur case blanche g8 · Pion noir sur case noire a7 · Pion noir sur case blanche b7 · Cavalier noir sur case blanche d7 · Pion noir sur case blanche h7 · Pion noir sur case blanche c6 · Fou noir sur case noire d6 · Pion noir sur case blanche e6 · Dame noire sur case noire f6 · Tour noire sur case noire h6 · Pion noir sur case blanche d5 · Pion blanc sur case blanche c4 · Pion blanc sur case noire d4 · Pion noir sur case blanche e4 · Pion noir sur case blanche g4 · Pion blanc sur case noire a3 · Pion blanc sur case blanche b3 · Pion blanc sur case noire e3 · Pion blanc sur case noire g3 · Fou blanc sur case noire b2 · Dame blanche sur case blanche c2 · Cavalier blanc sur case noire d2 · Pion blanc sur case noire f2 · Pion blanc sur case noire h2 · Tour blanche sur case blanche d1 · Tour blanche sur case noire e1 · Fou blanc sur case blanche f1 · Roi blanc sur case noire g1 | 4 |
| 3 | Tour noire sur case blanche a8 · Fou noir sur case blanche c8 · Roi noir sur case blanche g8 · Pion noir sur case noire a7 · Pion noir sur case blanche b7 · Cavalier noir sur case blanche d7 · Pion noir sur case blanche h7 · Pion noir sur case blanche c6 · Fou noir sur case noire d6 · Pion noir sur case blanche e6 · Dame noire sur case noire f6 · Tour noire sur case noire h6 · Pion noir sur case blanche d5 · Pion blanc sur case blanche c4 · Pion blanc sur case noire d4 · Pion noir sur case blanche e4 · Pion noir sur case blanche g4 · Pion blanc sur case noire a3 · Pion blanc sur case blanche b3 · Pion blanc sur case noire e3 · Pion blanc sur case noire g3 · Fou blanc sur case noire b2 · Dame blanche sur case blanche c2 · Cavalier blanc sur case noire d2 · Pion blanc sur case noire f2 · Pion blanc sur case noire h2 · Tour blanche sur case blanche d1 · Tour blanche sur case noire e1 · Fou blanc sur case blanche f1 · Roi blanc sur case noire g1 | Tour noire sur case blanche a8 · Fou noir sur case blanche c8 · Roi noir sur case blanche g8 · Pion noir sur case noire a7 · Pion noir sur case blanche b7 · Cavalier noir sur case blanche d7 · Pion noir sur case blanche h7 · Pion noir sur case blanche c6 · Fou noir sur case noire d6 · Pion noir sur case blanche e6 · Dame noire sur case noire f6 · Tour noire sur case noire h6 · Pion noir sur case blanche d5 · Pion blanc sur case blanche c4 · Pion blanc sur case noire d4 · Pion noir sur case blanche e4 · Pion noir sur case blanche g4 · Pion blanc sur case noire a3 · Pion blanc sur case blanche b3 · Pion blanc sur case noire e3 · Pion blanc sur case noire g3 · Fou blanc sur case noire b2 · Dame blanche sur case blanche c2 · Cavalier blanc sur case noire d2 · Pion blanc sur case noire f2 · Pion blanc sur case noire h2 · Tour blanche sur case blanche d1 · Tour blanche sur case noire e1 · Fou blanc sur case blanche f1 · Roi blanc sur case noire g1 | Tour noire sur case blanche a8 · Fou noir sur case blanche c8 · Roi noir sur case blanche g8 · Pion noir sur case noire a7 · Pion noir sur case blanche b7 · Cavalier noir sur case blanche d7 · Pion noir sur case blanche h7 · Pion noir sur case blanche c6 · Fou noir sur case noire d6 · Pion noir sur case blanche e6 · Dame noire sur case noire f6 · Tour noire sur case noire h6 · Pion noir sur case blanche d5 · Pion blanc sur case blanche c4 · Pion blanc sur case noire d4 · Pion noir sur case blanche e4 · Pion noir sur case blanche g4 · Pion blanc sur case noire a3 · Pion blanc sur case blanche b3 · Pion blanc sur case noire e3 · Pion blanc sur case noire g3 · Fou blanc sur case noire b2 · Dame blanche sur case blanche c2 · Cavalier blanc sur case noire d2 · Pion blanc sur case noire f2 · Pion blanc sur case noire h2 · Tour blanche sur case blanche d1 · Tour blanche sur case noire e1 · Fou blanc sur case blanche f1 · Roi blanc sur case noire g1 | Tour noire sur case blanche a8 · Fou noir sur case blanche c8 · Roi noir sur case blanche g8 · Pion noir sur case noire a7 · Pion noir sur case blanche b7 · Cavalier noir sur case blanche d7 · Pion noir sur case blanche h7 · Pion noir sur case blanche c6 · Fou noir sur case noire d6 · Pion noir sur case blanche e6 · Dame noire sur case noire f6 · Tour noire sur case noire h6 · Pion noir sur case blanche d5 · Pion blanc sur case blanche c4 · Pion blanc sur case noire d4 · Pion noir sur case blanche e4 · Pion noir sur case blanche g4 · Pion blanc sur case noire a3 · Pion blanc sur case blanche b3 · Pion blanc sur case noire e3 · Pion blanc sur case noire g3 · Fou blanc sur case noire b2 · Dame blanche sur case blanche c2 · Cavalier blanc sur case noire d2 · Pion blanc sur case noire f2 · Pion blanc sur case noire h2 · Tour blanche sur case blanche d1 · Tour blanche sur case noire e1 · Fou blanc sur case blanche f1 · Roi blanc sur case noire g1 | Tour noire sur case blanche a8 · Fou noir sur case blanche c8 · Roi noir sur case blanche g8 · Pion noir sur case noire a7 · Pion noir sur case blanche b7 · Cavalier noir sur case blanche d7 · Pion noir sur case blanche h7 · Pion noir sur case blanche c6 · Fou noir sur case noire d6 · Pion noir sur case blanche e6 · Dame noire sur case noire f6 · Tour noire sur case noire h6 · Pion noir sur case blanche d5 · Pion blanc sur case blanche c4 · Pion blanc sur case noire d4 · Pion noir sur case blanche e4 · Pion noir sur case blanche g4 · Pion blanc sur case noire a3 · Pion blanc sur case blanche b3 · Pion blanc sur case noire e3 · Pion blanc sur case noire g3 · Fou blanc sur case noire b2 · Dame blanche sur case blanche c2 · Cavalier blanc sur case noire d2 · Pion blanc sur case noire f2 · Pion blanc sur case noire h2 · Tour blanche sur case blanche d1 · Tour blanche sur case noire e1 · Fou blanc sur case blanche f1 · Roi blanc sur case noire g1 | Tour noire sur case blanche a8 · Fou noir sur case blanche c8 · Roi noir sur case blanche g8 · Pion noir sur case noire a7 · Pion noir sur case blanche b7 · Cavalier noir sur case blanche d7 · Pion noir sur case blanche h7 · Pion noir sur case blanche c6 · Fou noir sur case noire d6 · Pion noir sur case blanche e6 · Dame noire sur case noire f6 · Tour noire sur case noire h6 · Pion noir sur case blanche d5 · Pion blanc sur case blanche c4 · Pion blanc sur case noire d4 · Pion noir sur case blanche e4 · Pion noir sur case blanche g4 · Pion blanc sur case noire a3 · Pion blanc sur case blanche b3 · Pion blanc sur case noire e3 · Pion blanc sur case noire g3 · Fou blanc sur case noire b2 · Dame blanche sur case blanche c2 · Cavalier blanc sur case noire d2 · Pion blanc sur case noire f2 · Pion blanc sur case noire h2 · Tour blanche sur case blanche d1 · Tour blanche sur case noire e1 · Fou blanc sur case blanche f1 · Roi blanc sur case noire g1 | Tour noire sur case blanche a8 · Fou noir sur case blanche c8 · Roi noir sur case blanche g8 · Pion noir sur case noire a7 · Pion noir sur case blanche b7 · Cavalier noir sur case blanche d7 · Pion noir sur case blanche h7 · Pion noir sur case blanche c6 · Fou noir sur case noire d6 · Pion noir sur case blanche e6 · Dame noire sur case noire f6 · Tour noire sur case noire h6 · Pion noir sur case blanche d5 · Pion blanc sur case blanche c4 · Pion blanc sur case noire d4 · Pion noir sur case blanche e4 · Pion noir sur case blanche g4 · Pion blanc sur case noire a3 · Pion blanc sur case blanche b3 · Pion blanc sur case noire e3 · Pion blanc sur case noire g3 · Fou blanc sur case noire b2 · Dame blanche sur case blanche c2 · Cavalier blanc sur case noire d2 · Pion blanc sur case noire f2 · Pion blanc sur case noire h2 · Tour blanche sur case blanche d1 · Tour blanche sur case noire e1 · Fou blanc sur case blanche f1 · Roi blanc sur case noire g1 | Tour noire sur case blanche a8 · Fou noir sur case blanche c8 · Roi noir sur case blanche g8 · Pion noir sur case noire a7 · Pion noir sur case blanche b7 · Cavalier noir sur case blanche d7 · Pion noir sur case blanche h7 · Pion noir sur case blanche c6 · Fou noir sur case noire d6 · Pion noir sur case blanche e6 · Dame noire sur case noire f6 · Tour noire sur case noire h6 · Pion noir sur case blanche d5 · Pion blanc sur case blanche c4 · Pion blanc sur case noire d4 · Pion noir sur case blanche e4 · Pion noir sur case blanche g4 · Pion blanc sur case noire a3 · Pion blanc sur case blanche b3 · Pion blanc sur case noire e3 · Pion blanc sur case noire g3 · Fou blanc sur case noire b2 · Dame blanche sur case blanche c2 · Cavalier blanc sur case noire d2 · Pion blanc sur case noire f2 · Pion blanc sur case noire h2 · Tour blanche sur case blanche d1 · Tour blanche sur case noire e1 · Fou blanc sur case blanche f1 · Roi blanc sur case noire g1 | 3 |
| 2 | Tour noire sur case blanche a8 · Fou noir sur case blanche c8 · Roi noir sur case blanche g8 · Pion noir sur case noire a7 · Pion noir sur case blanche b7 · Cavalier noir sur case blanche d7 · Pion noir sur case blanche h7 · Pion noir sur case blanche c6 · Fou noir sur case noire d6 · Pion noir sur case blanche e6 · Dame noire sur case noire f6 · Tour noire sur case noire h6 · Pion noir sur case blanche d5 · Pion blanc sur case blanche c4 · Pion blanc sur case noire d4 · Pion noir sur case blanche e4 · Pion noir sur case blanche g4 · Pion blanc sur case noire a3 · Pion blanc sur case blanche b3 · Pion blanc sur case noire e3 · Pion blanc sur case noire g3 · Fou blanc sur case noire b2 · Dame blanche sur case blanche c2 · Cavalier blanc sur case noire d2 · Pion blanc sur case noire f2 · Pion blanc sur case noire h2 · Tour blanche sur case blanche d1 · Tour blanche sur case noire e1 · Fou blanc sur case blanche f1 · Roi blanc sur case noire g1 | Tour noire sur case blanche a8 · Fou noir sur case blanche c8 · Roi noir sur case blanche g8 · Pion noir sur case noire a7 · Pion noir sur case blanche b7 · Cavalier noir sur case blanche d7 · Pion noir sur case blanche h7 · Pion noir sur case blanche c6 · Fou noir sur case noire d6 · Pion noir sur case blanche e6 · Dame noire sur case noire f6 · Tour noire sur case noire h6 · Pion noir sur case blanche d5 · Pion blanc sur case blanche c4 · Pion blanc sur case noire d4 · Pion noir sur case blanche e4 · Pion noir sur case blanche g4 · Pion blanc sur case noire a3 · Pion blanc sur case blanche b3 · Pion blanc sur case noire e3 · Pion blanc sur case noire g3 · Fou blanc sur case noire b2 · Dame blanche sur case blanche c2 · Cavalier blanc sur case noire d2 · Pion blanc sur case noire f2 · Pion blanc sur case noire h2 · Tour blanche sur case blanche d1 · Tour blanche sur case noire e1 · Fou blanc sur case blanche f1 · Roi blanc sur case noire g1 | Tour noire sur case blanche a8 · Fou noir sur case blanche c8 · Roi noir sur case blanche g8 · Pion noir sur case noire a7 · Pion noir sur case blanche b7 · Cavalier noir sur case blanche d7 · Pion noir sur case blanche h7 · Pion noir sur case blanche c6 · Fou noir sur case noire d6 · Pion noir sur case blanche e6 · Dame noire sur case noire f6 · Tour noire sur case noire h6 · Pion noir sur case blanche d5 · Pion blanc sur case blanche c4 · Pion blanc sur case noire d4 · Pion noir sur case blanche e4 · Pion noir sur case blanche g4 · Pion blanc sur case noire a3 · Pion blanc sur case blanche b3 · Pion blanc sur case noire e3 · Pion blanc sur case noire g3 · Fou blanc sur case noire b2 · Dame blanche sur case blanche c2 · Cavalier blanc sur case noire d2 · Pion blanc sur case noire f2 · Pion blanc sur case noire h2 · Tour blanche sur case blanche d1 · Tour blanche sur case noire e1 · Fou blanc sur case blanche f1 · Roi blanc sur case noire g1 | Tour noire sur case blanche a8 · Fou noir sur case blanche c8 · Roi noir sur case blanche g8 · Pion noir sur case noire a7 · Pion noir sur case blanche b7 · Cavalier noir sur case blanche d7 · Pion noir sur case blanche h7 · Pion noir sur case blanche c6 · Fou noir sur case noire d6 · Pion noir sur case blanche e6 · Dame noire sur case noire f6 · Tour noire sur case noire h6 · Pion noir sur case blanche d5 · Pion blanc sur case blanche c4 · Pion blanc sur case noire d4 · Pion noir sur case blanche e4 · Pion noir sur case blanche g4 · Pion blanc sur case noire a3 · Pion blanc sur case blanche b3 · Pion blanc sur case noire e3 · Pion blanc sur case noire g3 · Fou blanc sur case noire b2 · Dame blanche sur case blanche c2 · Cavalier blanc sur case noire d2 · Pion blanc sur case noire f2 · Pion blanc sur case noire h2 · Tour blanche sur case blanche d1 · Tour blanche sur case noire e1 · Fou blanc sur case blanche f1 · Roi blanc sur case noire g1 | Tour noire sur case blanche a8 · Fou noir sur case blanche c8 · Roi noir sur case blanche g8 · Pion noir sur case noire a7 · Pion noir sur case blanche b7 · Cavalier noir sur case blanche d7 · Pion noir sur case blanche h7 · Pion noir sur case blanche c6 · Fou noir sur case noire d6 · Pion noir sur case blanche e6 · Dame noire sur case noire f6 · Tour noire sur case noire h6 · Pion noir sur case blanche d5 · Pion blanc sur case blanche c4 · Pion blanc sur case noire d4 · Pion noir sur case blanche e4 · Pion noir sur case blanche g4 · Pion blanc sur case noire a3 · Pion blanc sur case blanche b3 · Pion blanc sur case noire e3 · Pion blanc sur case noire g3 · Fou blanc sur case noire b2 · Dame blanche sur case blanche c2 · Cavalier blanc sur case noire d2 · Pion blanc sur case noire f2 · Pion blanc sur case noire h2 · Tour blanche sur case blanche d1 · Tour blanche sur case noire e1 · Fou blanc sur case blanche f1 · Roi blanc sur case noire g1 | Tour noire sur case blanche a8 · Fou noir sur case blanche c8 · Roi noir sur case blanche g8 · Pion noir sur case noire a7 · Pion noir sur case blanche b7 · Cavalier noir sur case blanche d7 · Pion noir sur case blanche h7 · Pion noir sur case blanche c6 · Fou noir sur case noire d6 · Pion noir sur case blanche e6 · Dame noire sur case noire f6 · Tour noire sur case noire h6 · Pion noir sur case blanche d5 · Pion blanc sur case blanche c4 · Pion blanc sur case noire d4 · Pion noir sur case blanche e4 · Pion noir sur case blanche g4 · Pion blanc sur case noire a3 · Pion blanc sur case blanche b3 · Pion blanc sur case noire e3 · Pion blanc sur case noire g3 · Fou blanc sur case noire b2 · Dame blanche sur case blanche c2 · Cavalier blanc sur case noire d2 · Pion blanc sur case noire f2 · Pion blanc sur case noire h2 · Tour blanche sur case blanche d1 · Tour blanche sur case noire e1 · Fou blanc sur case blanche f1 · Roi blanc sur case noire g1 | Tour noire sur case blanche a8 · Fou noir sur case blanche c8 · Roi noir sur case blanche g8 · Pion noir sur case noire a7 · Pion noir sur case blanche b7 · Cavalier noir sur case blanche d7 · Pion noir sur case blanche h7 · Pion noir sur case blanche c6 · Fou noir sur case noire d6 · Pion noir sur case blanche e6 · Dame noire sur case noire f6 · Tour noire sur case noire h6 · Pion noir sur case blanche d5 · Pion blanc sur case blanche c4 · Pion blanc sur case noire d4 · Pion noir sur case blanche e4 · Pion noir sur case blanche g4 · Pion blanc sur case noire a3 · Pion blanc sur case blanche b3 · Pion blanc sur case noire e3 · Pion blanc sur case noire g3 · Fou blanc sur case noire b2 · Dame blanche sur case blanche c2 · Cavalier blanc sur case noire d2 · Pion blanc sur case noire f2 · Pion blanc sur case noire h2 · Tour blanche sur case blanche d1 · Tour blanche sur case noire e1 · Fou blanc sur case blanche f1 · Roi blanc sur case noire g1 | Tour noire sur case blanche a8 · Fou noir sur case blanche c8 · Roi noir sur case blanche g8 · Pion noir sur case noire a7 · Pion noir sur case blanche b7 · Cavalier noir sur case blanche d7 · Pion noir sur case blanche h7 · Pion noir sur case blanche c6 · Fou noir sur case noire d6 · Pion noir sur case blanche e6 · Dame noire sur case noire f6 · Tour noire sur case noire h6 · Pion noir sur case blanche d5 · Pion blanc sur case blanche c4 · Pion blanc sur case noire d4 · Pion noir sur case blanche e4 · Pion noir sur case blanche g4 · Pion blanc sur case noire a3 · Pion blanc sur case blanche b3 · Pion blanc sur case noire e3 · Pion blanc sur case noire g3 · Fou blanc sur case noire b2 · Dame blanche sur case blanche c2 · Cavalier blanc sur case noire d2 · Pion blanc sur case noire f2 · Pion blanc sur case noire h2 · Tour blanche sur case blanche d1 · Tour blanche sur case noire e1 · Fou blanc sur case blanche f1 · Roi blanc sur case noire g1 | 2 |
| 1 | Tour noire sur case blanche a8 · Fou noir sur case blanche c8 · Roi noir sur case blanche g8 · Pion noir sur case noire a7 · Pion noir sur case blanche b7 · Cavalier noir sur case blanche d7 · Pion noir sur case blanche h7 · Pion noir sur case blanche c6 · Fou noir sur case noire d6 · Pion noir sur case blanche e6 · Dame noire sur case noire f6 · Tour noire sur case noire h6 · Pion noir sur case blanche d5 · Pion blanc sur case blanche c4 · Pion blanc sur case noire d4 · Pion noir sur case blanche e4 · Pion noir sur case blanche g4 · Pion blanc sur case noire a3 · Pion blanc sur case blanche b3 · Pion blanc sur case noire e3 · Pion blanc sur case noire g3 · Fou blanc sur case noire b2 · Dame blanche sur case blanche c2 · Cavalier blanc sur case noire d2 · Pion blanc sur case noire f2 · Pion blanc sur case noire h2 · Tour blanche sur case blanche d1 · Tour blanche sur case noire e1 · Fou blanc sur case blanche f1 · Roi blanc sur case noire g1 | Tour noire sur case blanche a8 · Fou noir sur case blanche c8 · Roi noir sur case blanche g8 · Pion noir sur case noire a7 · Pion noir sur case blanche b7 · Cavalier noir sur case blanche d7 · Pion noir sur case blanche h7 · Pion noir sur case blanche c6 · Fou noir sur case noire d6 · Pion noir sur case blanche e6 · Dame noire sur case noire f6 · Tour noire sur case noire h6 · Pion noir sur case blanche d5 · Pion blanc sur case blanche c4 · Pion blanc sur case noire d4 · Pion noir sur case blanche e4 · Pion noir sur case blanche g4 · Pion blanc sur case noire a3 · Pion blanc sur case blanche b3 · Pion blanc sur case noire e3 · Pion blanc sur case noire g3 · Fou blanc sur case noire b2 · Dame blanche sur case blanche c2 · Cavalier blanc sur case noire d2 · Pion blanc sur case noire f2 · Pion blanc sur case noire h2 · Tour blanche sur case blanche d1 · Tour blanche sur case noire e1 · Fou blanc sur case blanche f1 · Roi blanc sur case noire g1 | Tour noire sur case blanche a8 · Fou noir sur case blanche c8 · Roi noir sur case blanche g8 · Pion noir sur case noire a7 · Pion noir sur case blanche b7 · Cavalier noir sur case blanche d7 · Pion noir sur case blanche h7 · Pion noir sur case blanche c6 · Fou noir sur case noire d6 · Pion noir sur case blanche e6 · Dame noire sur case noire f6 · Tour noire sur case noire h6 · Pion noir sur case blanche d5 · Pion blanc sur case blanche c4 · Pion blanc sur case noire d4 · Pion noir sur case blanche e4 · Pion noir sur case blanche g4 · Pion blanc sur case noire a3 · Pion blanc sur case blanche b3 · Pion blanc sur case noire e3 · Pion blanc sur case noire g3 · Fou blanc sur case noire b2 · Dame blanche sur case blanche c2 · Cavalier blanc sur case noire d2 · Pion blanc sur case noire f2 · Pion blanc sur case noire h2 · Tour blanche sur case blanche d1 · Tour blanche sur case noire e1 · Fou blanc sur case blanche f1 · Roi blanc sur case noire g1 | Tour noire sur case blanche a8 · Fou noir sur case blanche c8 · Roi noir sur case blanche g8 · Pion noir sur case noire a7 · Pion noir sur case blanche b7 · Cavalier noir sur case blanche d7 · Pion noir sur case blanche h7 · Pion noir sur case blanche c6 · Fou noir sur case noire d6 · Pion noir sur case blanche e6 · Dame noire sur case noire f6 · Tour noire sur case noire h6 · Pion noir sur case blanche d5 · Pion blanc sur case blanche c4 · Pion blanc sur case noire d4 · Pion noir sur case blanche e4 · Pion noir sur case blanche g4 · Pion blanc sur case noire a3 · Pion blanc sur case blanche b3 · Pion blanc sur case noire e3 · Pion blanc sur case noire g3 · Fou blanc sur case noire b2 · Dame blanche sur case blanche c2 · Cavalier blanc sur case noire d2 · Pion blanc sur case noire f2 · Pion blanc sur case noire h2 · Tour blanche sur case blanche d1 · Tour blanche sur case noire e1 · Fou blanc sur case blanche f1 · Roi blanc sur case noire g1 | Tour noire sur case blanche a8 · Fou noir sur case blanche c8 · Roi noir sur case blanche g8 · Pion noir sur case noire a7 · Pion noir sur case blanche b7 · Cavalier noir sur case blanche d7 · Pion noir sur case blanche h7 · Pion noir sur case blanche c6 · Fou noir sur case noire d6 · Pion noir sur case blanche e6 · Dame noire sur case noire f6 · Tour noire sur case noire h6 · Pion noir sur case blanche d5 · Pion blanc sur case blanche c4 · Pion blanc sur case noire d4 · Pion noir sur case blanche e4 · Pion noir sur case blanche g4 · Pion blanc sur case noire a3 · Pion blanc sur case blanche b3 · Pion blanc sur case noire e3 · Pion blanc sur case noire g3 · Fou blanc sur case noire b2 · Dame blanche sur case blanche c2 · Cavalier blanc sur case noire d2 · Pion blanc sur case noire f2 · Pion blanc sur case noire h2 · Tour blanche sur case blanche d1 · Tour blanche sur case noire e1 · Fou blanc sur case blanche f1 · Roi blanc sur case noire g1 | Tour noire sur case blanche a8 · Fou noir sur case blanche c8 · Roi noir sur case blanche g8 · Pion noir sur case noire a7 · Pion noir sur case blanche b7 · Cavalier noir sur case blanche d7 · Pion noir sur case blanche h7 · Pion noir sur case blanche c6 · Fou noir sur case noire d6 · Pion noir sur case blanche e6 · Dame noire sur case noire f6 · Tour noire sur case noire h6 · Pion noir sur case blanche d5 · Pion blanc sur case blanche c4 · Pion blanc sur case noire d4 · Pion noir sur case blanche e4 · Pion noir sur case blanche g4 · Pion blanc sur case noire a3 · Pion blanc sur case blanche b3 · Pion blanc sur case noire e3 · Pion blanc sur case noire g3 · Fou blanc sur case noire b2 · Dame blanche sur case blanche c2 · Cavalier blanc sur case noire d2 · Pion blanc sur case noire f2 · Pion blanc sur case noire h2 · Tour blanche sur case blanche d1 · Tour blanche sur case noire e1 · Fou blanc sur case blanche f1 · Roi blanc sur case noire g1 | Tour noire sur case blanche a8 · Fou noir sur case blanche c8 · Roi noir sur case blanche g8 · Pion noir sur case noire a7 · Pion noir sur case blanche b7 · Cavalier noir sur case blanche d7 · Pion noir sur case blanche h7 · Pion noir sur case blanche c6 · Fou noir sur case noire d6 · Pion noir sur case blanche e6 · Dame noire sur case noire f6 · Tour noire sur case noire h6 · Pion noir sur case blanche d5 · Pion blanc sur case blanche c4 · Pion blanc sur case noire d4 · Pion noir sur case blanche e4 · Pion noir sur case blanche g4 · Pion blanc sur case noire a3 · Pion blanc sur case blanche b3 · Pion blanc sur case noire e3 · Pion blanc sur case noire g3 · Fou blanc sur case noire b2 · Dame blanche sur case blanche c2 · Cavalier blanc sur case noire d2 · Pion blanc sur case noire f2 · Pion blanc sur case noire h2 · Tour blanche sur case blanche d1 · Tour blanche sur case noire e1 · Fou blanc sur case blanche f1 · Roi blanc sur case noire g1 | Tour noire sur case blanche a8 · Fou noir sur case blanche c8 · Roi noir sur case blanche g8 · Pion noir sur case noire a7 · Pion noir sur case blanche b7 · Cavalier noir sur case blanche d7 · Pion noir sur case blanche h7 · Pion noir sur case blanche c6 · Fou noir sur case noire d6 · Pion noir sur case blanche e6 · Dame noire sur case noire f6 · Tour noire sur case noire h6 · Pion noir sur case blanche d5 · Pion blanc sur case blanche c4 · Pion blanc sur case noire d4 · Pion noir sur case blanche e4 · Pion noir sur case blanche g4 · Pion blanc sur case noire a3 · Pion blanc sur case blanche b3 · Pion blanc sur case noire e3 · Pion blanc sur case noire g3 · Fou blanc sur case noire b2 · Dame blanche sur case blanche c2 · Cavalier blanc sur case noire d2 · Pion blanc sur case noire f2 · Pion blanc sur case noire h2 · Tour blanche sur case blanche d1 · Tour blanche sur case noire e1 · Fou blanc sur case blanche f1 · Roi blanc sur case noire g1 | 1 |
|   | a | b | c | d | e | f | g | h |   |

 17. ... Txh2!!
Ce sacrifice est banal dans ce genre de position, mais Tartakover doit calculer soigneusement toutes les variantes qui en découlent, car son aile-dame n'est pas développée et son adversaire peut répliquer de maintes façons.
 18. Rxh2 Dxf2+ 19. Rh1!
|   | a | b | c | d | e | f | g | h |   |
| 8 | Tour noire sur case blanche a8 · Fou noir sur case blanche c8 · Roi noir sur case blanche g8 · Pion noir sur case noire a7 · Pion noir sur case blanche b7 · Cavalier noir sur case blanche d7 · Pion noir sur case blanche h7 · Pion noir sur case blanche c6 · Fou noir sur case noire d6 · Pion noir sur case blanche e6 · Pion noir sur case blanche d5 · Pion blanc sur case blanche c4 · Pion blanc sur case noire d4 · Pion noir sur case blanche e4 · Pion noir sur case blanche g4 · Pion blanc sur case noire a3 · Pion blanc sur case blanche b3 · Pion blanc sur case noire e3 · Pion blanc sur case noire g3 · Fou blanc sur case noire b2 · Dame blanche sur case blanche c2 · Cavalier blanc sur case noire d2 · Dame noire sur case noire f2 · Tour blanche sur case blanche d1 · Tour blanche sur case noire e1 · Fou blanc sur case blanche f1 · Roi blanc sur case blanche h1 | Tour noire sur case blanche a8 · Fou noir sur case blanche c8 · Roi noir sur case blanche g8 · Pion noir sur case noire a7 · Pion noir sur case blanche b7 · Cavalier noir sur case blanche d7 · Pion noir sur case blanche h7 · Pion noir sur case blanche c6 · Fou noir sur case noire d6 · Pion noir sur case blanche e6 · Pion noir sur case blanche d5 · Pion blanc sur case blanche c4 · Pion blanc sur case noire d4 · Pion noir sur case blanche e4 · Pion noir sur case blanche g4 · Pion blanc sur case noire a3 · Pion blanc sur case blanche b3 · Pion blanc sur case noire e3 · Pion blanc sur case noire g3 · Fou blanc sur case noire b2 · Dame blanche sur case blanche c2 · Cavalier blanc sur case noire d2 · Dame noire sur case noire f2 · Tour blanche sur case blanche d1 · Tour blanche sur case noire e1 · Fou blanc sur case blanche f1 · Roi blanc sur case blanche h1 | Tour noire sur case blanche a8 · Fou noir sur case blanche c8 · Roi noir sur case blanche g8 · Pion noir sur case noire a7 · Pion noir sur case blanche b7 · Cavalier noir sur case blanche d7 · Pion noir sur case blanche h7 · Pion noir sur case blanche c6 · Fou noir sur case noire d6 · Pion noir sur case blanche e6 · Pion noir sur case blanche d5 · Pion blanc sur case blanche c4 · Pion blanc sur case noire d4 · Pion noir sur case blanche e4 · Pion noir sur case blanche g4 · Pion blanc sur case noire a3 · Pion blanc sur case blanche b3 · Pion blanc sur case noire e3 · Pion blanc sur case noire g3 · Fou blanc sur case noire b2 · Dame blanche sur case blanche c2 · Cavalier blanc sur case noire d2 · Dame noire sur case noire f2 · Tour blanche sur case blanche d1 · Tour blanche sur case noire e1 · Fou blanc sur case blanche f1 · Roi blanc sur case blanche h1 | Tour noire sur case blanche a8 · Fou noir sur case blanche c8 · Roi noir sur case blanche g8 · Pion noir sur case noire a7 · Pion noir sur case blanche b7 · Cavalier noir sur case blanche d7 · Pion noir sur case blanche h7 · Pion noir sur case blanche c6 · Fou noir sur case noire d6 · Pion noir sur case blanche e6 · Pion noir sur case blanche d5 · Pion blanc sur case blanche c4 · Pion blanc sur case noire d4 · Pion noir sur case blanche e4 · Pion noir sur case blanche g4 · Pion blanc sur case noire a3 · Pion blanc sur case blanche b3 · Pion blanc sur case noire e3 · Pion blanc sur case noire g3 · Fou blanc sur case noire b2 · Dame blanche sur case blanche c2 · Cavalier blanc sur case noire d2 · Dame noire sur case noire f2 · Tour blanche sur case blanche d1 · Tour blanche sur case noire e1 · Fou blanc sur case blanche f1 · Roi blanc sur case blanche h1 | Tour noire sur case blanche a8 · Fou noir sur case blanche c8 · Roi noir sur case blanche g8 · Pion noir sur case noire a7 · Pion noir sur case blanche b7 · Cavalier noir sur case blanche d7 · Pion noir sur case blanche h7 · Pion noir sur case blanche c6 · Fou noir sur case noire d6 · Pion noir sur case blanche e6 · Pion noir sur case blanche d5 · Pion blanc sur case blanche c4 · Pion blanc sur case noire d4 · Pion noir sur case blanche e4 · Pion noir sur case blanche g4 · Pion blanc sur case noire a3 · Pion blanc sur case blanche b3 · Pion blanc sur case noire e3 · Pion blanc sur case noire g3 · Fou blanc sur case noire b2 · Dame blanche sur case blanche c2 · Cavalier blanc sur case noire d2 · Dame noire sur case noire f2 · Tour blanche sur case blanche d1 · Tour blanche sur case noire e1 · Fou blanc sur case blanche f1 · Roi blanc sur case blanche h1 | Tour noire sur case blanche a8 · Fou noir sur case blanche c8 · Roi noir sur case blanche g8 · Pion noir sur case noire a7 · Pion noir sur case blanche b7 · Cavalier noir sur case blanche d7 · Pion noir sur case blanche h7 · Pion noir sur case blanche c6 · Fou noir sur case noire d6 · Pion noir sur case blanche e6 · Pion noir sur case blanche d5 · Pion blanc sur case blanche c4 · Pion blanc sur case noire d4 · Pion noir sur case blanche e4 · Pion noir sur case blanche g4 · Pion blanc sur case noire a3 · Pion blanc sur case blanche b3 · Pion blanc sur case noire e3 · Pion blanc sur case noire g3 · Fou blanc sur case noire b2 · Dame blanche sur case blanche c2 · Cavalier blanc sur case noire d2 · Dame noire sur case noire f2 · Tour blanche sur case blanche d1 · Tour blanche sur case noire e1 · Fou blanc sur case blanche f1 · Roi blanc sur case blanche h1 | Tour noire sur case blanche a8 · Fou noir sur case blanche c8 · Roi noir sur case blanche g8 · Pion noir sur case noire a7 · Pion noir sur case blanche b7 · Cavalier noir sur case blanche d7 · Pion noir sur case blanche h7 · Pion noir sur case blanche c6 · Fou noir sur case noire d6 · Pion noir sur case blanche e6 · Pion noir sur case blanche d5 · Pion blanc sur case blanche c4 · Pion blanc sur case noire d4 · Pion noir sur case blanche e4 · Pion noir sur case blanche g4 · Pion blanc sur case noire a3 · Pion blanc sur case blanche b3 · Pion blanc sur case noire e3 · Pion blanc sur case noire g3 · Fou blanc sur case noire b2 · Dame blanche sur case blanche c2 · Cavalier blanc sur case noire d2 · Dame noire sur case noire f2 · Tour blanche sur case blanche d1 · Tour blanche sur case noire e1 · Fou blanc sur case blanche f1 · Roi blanc sur case blanche h1 | Tour noire sur case blanche a8 · Fou noir sur case blanche c8 · Roi noir sur case blanche g8 · Pion noir sur case noire a7 · Pion noir sur case blanche b7 · Cavalier noir sur case blanche d7 · Pion noir sur case blanche h7 · Pion noir sur case blanche c6 · Fou noir sur case noire d6 · Pion noir sur case blanche e6 · Pion noir sur case blanche d5 · Pion blanc sur case blanche c4 · Pion blanc sur case noire d4 · Pion noir sur case blanche e4 · Pion noir sur case blanche g4 · Pion blanc sur case noire a3 · Pion blanc sur case blanche b3 · Pion blanc sur case noire e3 · Pion blanc sur case noire g3 · Fou blanc sur case noire b2 · Dame blanche sur case blanche c2 · Cavalier blanc sur case noire d2 · Dame noire sur case noire f2 · Tour blanche sur case blanche d1 · Tour blanche sur case noire e1 · Fou blanc sur case blanche f1 · Roi blanc sur case blanche h1 | 8 |
| 7 | Tour noire sur case blanche a8 · Fou noir sur case blanche c8 · Roi noir sur case blanche g8 · Pion noir sur case noire a7 · Pion noir sur case blanche b7 · Cavalier noir sur case blanche d7 · Pion noir sur case blanche h7 · Pion noir sur case blanche c6 · Fou noir sur case noire d6 · Pion noir sur case blanche e6 · Pion noir sur case blanche d5 · Pion blanc sur case blanche c4 · Pion blanc sur case noire d4 · Pion noir sur case blanche e4 · Pion noir sur case blanche g4 · Pion blanc sur case noire a3 · Pion blanc sur case blanche b3 · Pion blanc sur case noire e3 · Pion blanc sur case noire g3 · Fou blanc sur case noire b2 · Dame blanche sur case blanche c2 · Cavalier blanc sur case noire d2 · Dame noire sur case noire f2 · Tour blanche sur case blanche d1 · Tour blanche sur case noire e1 · Fou blanc sur case blanche f1 · Roi blanc sur case blanche h1 | Tour noire sur case blanche a8 · Fou noir sur case blanche c8 · Roi noir sur case blanche g8 · Pion noir sur case noire a7 · Pion noir sur case blanche b7 · Cavalier noir sur case blanche d7 · Pion noir sur case blanche h7 · Pion noir sur case blanche c6 · Fou noir sur case noire d6 · Pion noir sur case blanche e6 · Pion noir sur case blanche d5 · Pion blanc sur case blanche c4 · Pion blanc sur case noire d4 · Pion noir sur case blanche e4 · Pion noir sur case blanche g4 · Pion blanc sur case noire a3 · Pion blanc sur case blanche b3 · Pion blanc sur case noire e3 · Pion blanc sur case noire g3 · Fou blanc sur case noire b2 · Dame blanche sur case blanche c2 · Cavalier blanc sur case noire d2 · Dame noire sur case noire f2 · Tour blanche sur case blanche d1 · Tour blanche sur case noire e1 · Fou blanc sur case blanche f1 · Roi blanc sur case blanche h1 | Tour noire sur case blanche a8 · Fou noir sur case blanche c8 · Roi noir sur case blanche g8 · Pion noir sur case noire a7 · Pion noir sur case blanche b7 · Cavalier noir sur case blanche d7 · Pion noir sur case blanche h7 · Pion noir sur case blanche c6 · Fou noir sur case noire d6 · Pion noir sur case blanche e6 · Pion noir sur case blanche d5 · Pion blanc sur case blanche c4 · Pion blanc sur case noire d4 · Pion noir sur case blanche e4 · Pion noir sur case blanche g4 · Pion blanc sur case noire a3 · Pion blanc sur case blanche b3 · Pion blanc sur case noire e3 · Pion blanc sur case noire g3 · Fou blanc sur case noire b2 · Dame blanche sur case blanche c2 · Cavalier blanc sur case noire d2 · Dame noire sur case noire f2 · Tour blanche sur case blanche d1 · Tour blanche sur case noire e1 · Fou blanc sur case blanche f1 · Roi blanc sur case blanche h1 | Tour noire sur case blanche a8 · Fou noir sur case blanche c8 · Roi noir sur case blanche g8 · Pion noir sur case noire a7 · Pion noir sur case blanche b7 · Cavalier noir sur case blanche d7 · Pion noir sur case blanche h7 · Pion noir sur case blanche c6 · Fou noir sur case noire d6 · Pion noir sur case blanche e6 · Pion noir sur case blanche d5 · Pion blanc sur case blanche c4 · Pion blanc sur case noire d4 · Pion noir sur case blanche e4 · Pion noir sur case blanche g4 · Pion blanc sur case noire a3 · Pion blanc sur case blanche b3 · Pion blanc sur case noire e3 · Pion blanc sur case noire g3 · Fou blanc sur case noire b2 · Dame blanche sur case blanche c2 · Cavalier blanc sur case noire d2 · Dame noire sur case noire f2 · Tour blanche sur case blanche d1 · Tour blanche sur case noire e1 · Fou blanc sur case blanche f1 · Roi blanc sur case blanche h1 | Tour noire sur case blanche a8 · Fou noir sur case blanche c8 · Roi noir sur case blanche g8 · Pion noir sur case noire a7 · Pion noir sur case blanche b7 · Cavalier noir sur case blanche d7 · Pion noir sur case blanche h7 · Pion noir sur case blanche c6 · Fou noir sur case noire d6 · Pion noir sur case blanche e6 · Pion noir sur case blanche d5 · Pion blanc sur case blanche c4 · Pion blanc sur case noire d4 · Pion noir sur case blanche e4 · Pion noir sur case blanche g4 · Pion blanc sur case noire a3 · Pion blanc sur case blanche b3 · Pion blanc sur case noire e3 · Pion blanc sur case noire g3 · Fou blanc sur case noire b2 · Dame blanche sur case blanche c2 · Cavalier blanc sur case noire d2 · Dame noire sur case noire f2 · Tour blanche sur case blanche d1 · Tour blanche sur case noire e1 · Fou blanc sur case blanche f1 · Roi blanc sur case blanche h1 | Tour noire sur case blanche a8 · Fou noir sur case blanche c8 · Roi noir sur case blanche g8 · Pion noir sur case noire a7 · Pion noir sur case blanche b7 · Cavalier noir sur case blanche d7 · Pion noir sur case blanche h7 · Pion noir sur case blanche c6 · Fou noir sur case noire d6 · Pion noir sur case blanche e6 · Pion noir sur case blanche d5 · Pion blanc sur case blanche c4 · Pion blanc sur case noire d4 · Pion noir sur case blanche e4 · Pion noir sur case blanche g4 · Pion blanc sur case noire a3 · Pion blanc sur case blanche b3 · Pion blanc sur case noire e3 · Pion blanc sur case noire g3 · Fou blanc sur case noire b2 · Dame blanche sur case blanche c2 · Cavalier blanc sur case noire d2 · Dame noire sur case noire f2 · Tour blanche sur case blanche d1 · Tour blanche sur case noire e1 · Fou blanc sur case blanche f1 · Roi blanc sur case blanche h1 | Tour noire sur case blanche a8 · Fou noir sur case blanche c8 · Roi noir sur case blanche g8 · Pion noir sur case noire a7 · Pion noir sur case blanche b7 · Cavalier noir sur case blanche d7 · Pion noir sur case blanche h7 · Pion noir sur case blanche c6 · Fou noir sur case noire d6 · Pion noir sur case blanche e6 · Pion noir sur case blanche d5 · Pion blanc sur case blanche c4 · Pion blanc sur case noire d4 · Pion noir sur case blanche e4 · Pion noir sur case blanche g4 · Pion blanc sur case noire a3 · Pion blanc sur case blanche b3 · Pion blanc sur case noire e3 · Pion blanc sur case noire g3 · Fou blanc sur case noire b2 · Dame blanche sur case blanche c2 · Cavalier blanc sur case noire d2 · Dame noire sur case noire f2 · Tour blanche sur case blanche d1 · Tour blanche sur case noire e1 · Fou blanc sur case blanche f1 · Roi blanc sur case blanche h1 | Tour noire sur case blanche a8 · Fou noir sur case blanche c8 · Roi noir sur case blanche g8 · Pion noir sur case noire a7 · Pion noir sur case blanche b7 · Cavalier noir sur case blanche d7 · Pion noir sur case blanche h7 · Pion noir sur case blanche c6 · Fou noir sur case noire d6 · Pion noir sur case blanche e6 · Pion noir sur case blanche d5 · Pion blanc sur case blanche c4 · Pion blanc sur case noire d4 · Pion noir sur case blanche e4 · Pion noir sur case blanche g4 · Pion blanc sur case noire a3 · Pion blanc sur case blanche b3 · Pion blanc sur case noire e3 · Pion blanc sur case noire g3 · Fou blanc sur case noire b2 · Dame blanche sur case blanche c2 · Cavalier blanc sur case noire d2 · Dame noire sur case noire f2 · Tour blanche sur case blanche d1 · Tour blanche sur case noire e1 · Fou blanc sur case blanche f1 · Roi blanc sur case blanche h1 | 7 |
| 6 | Tour noire sur case blanche a8 · Fou noir sur case blanche c8 · Roi noir sur case blanche g8 · Pion noir sur case noire a7 · Pion noir sur case blanche b7 · Cavalier noir sur case blanche d7 · Pion noir sur case blanche h7 · Pion noir sur case blanche c6 · Fou noir sur case noire d6 · Pion noir sur case blanche e6 · Pion noir sur case blanche d5 · Pion blanc sur case blanche c4 · Pion blanc sur case noire d4 · Pion noir sur case blanche e4 · Pion noir sur case blanche g4 · Pion blanc sur case noire a3 · Pion blanc sur case blanche b3 · Pion blanc sur case noire e3 · Pion blanc sur case noire g3 · Fou blanc sur case noire b2 · Dame blanche sur case blanche c2 · Cavalier blanc sur case noire d2 · Dame noire sur case noire f2 · Tour blanche sur case blanche d1 · Tour blanche sur case noire e1 · Fou blanc sur case blanche f1 · Roi blanc sur case blanche h1 | Tour noire sur case blanche a8 · Fou noir sur case blanche c8 · Roi noir sur case blanche g8 · Pion noir sur case noire a7 · Pion noir sur case blanche b7 · Cavalier noir sur case blanche d7 · Pion noir sur case blanche h7 · Pion noir sur case blanche c6 · Fou noir sur case noire d6 · Pion noir sur case blanche e6 · Pion noir sur case blanche d5 · Pion blanc sur case blanche c4 · Pion blanc sur case noire d4 · Pion noir sur case blanche e4 · Pion noir sur case blanche g4 · Pion blanc sur case noire a3 · Pion blanc sur case blanche b3 · Pion blanc sur case noire e3 · Pion blanc sur case noire g3 · Fou blanc sur case noire b2 · Dame blanche sur case blanche c2 · Cavalier blanc sur case noire d2 · Dame noire sur case noire f2 · Tour blanche sur case blanche d1 · Tour blanche sur case noire e1 · Fou blanc sur case blanche f1 · Roi blanc sur case blanche h1 | Tour noire sur case blanche a8 · Fou noir sur case blanche c8 · Roi noir sur case blanche g8 · Pion noir sur case noire a7 · Pion noir sur case blanche b7 · Cavalier noir sur case blanche d7 · Pion noir sur case blanche h7 · Pion noir sur case blanche c6 · Fou noir sur case noire d6 · Pion noir sur case blanche e6 · Pion noir sur case blanche d5 · Pion blanc sur case blanche c4 · Pion blanc sur case noire d4 · Pion noir sur case blanche e4 · Pion noir sur case blanche g4 · Pion blanc sur case noire a3 · Pion blanc sur case blanche b3 · Pion blanc sur case noire e3 · Pion blanc sur case noire g3 · Fou blanc sur case noire b2 · Dame blanche sur case blanche c2 · Cavalier blanc sur case noire d2 · Dame noire sur case noire f2 · Tour blanche sur case blanche d1 · Tour blanche sur case noire e1 · Fou blanc sur case blanche f1 · Roi blanc sur case blanche h1 | Tour noire sur case blanche a8 · Fou noir sur case blanche c8 · Roi noir sur case blanche g8 · Pion noir sur case noire a7 · Pion noir sur case blanche b7 · Cavalier noir sur case blanche d7 · Pion noir sur case blanche h7 · Pion noir sur case blanche c6 · Fou noir sur case noire d6 · Pion noir sur case blanche e6 · Pion noir sur case blanche d5 · Pion blanc sur case blanche c4 · Pion blanc sur case noire d4 · Pion noir sur case blanche e4 · Pion noir sur case blanche g4 · Pion blanc sur case noire a3 · Pion blanc sur case blanche b3 · Pion blanc sur case noire e3 · Pion blanc sur case noire g3 · Fou blanc sur case noire b2 · Dame blanche sur case blanche c2 · Cavalier blanc sur case noire d2 · Dame noire sur case noire f2 · Tour blanche sur case blanche d1 · Tour blanche sur case noire e1 · Fou blanc sur case blanche f1 · Roi blanc sur case blanche h1 | Tour noire sur case blanche a8 · Fou noir sur case blanche c8 · Roi noir sur case blanche g8 · Pion noir sur case noire a7 · Pion noir sur case blanche b7 · Cavalier noir sur case blanche d7 · Pion noir sur case blanche h7 · Pion noir sur case blanche c6 · Fou noir sur case noire d6 · Pion noir sur case blanche e6 · Pion noir sur case blanche d5 · Pion blanc sur case blanche c4 · Pion blanc sur case noire d4 · Pion noir sur case blanche e4 · Pion noir sur case blanche g4 · Pion blanc sur case noire a3 · Pion blanc sur case blanche b3 · Pion blanc sur case noire e3 · Pion blanc sur case noire g3 · Fou blanc sur case noire b2 · Dame blanche sur case blanche c2 · Cavalier blanc sur case noire d2 · Dame noire sur case noire f2 · Tour blanche sur case blanche d1 · Tour blanche sur case noire e1 · Fou blanc sur case blanche f1 · Roi blanc sur case blanche h1 | Tour noire sur case blanche a8 · Fou noir sur case blanche c8 · Roi noir sur case blanche g8 · Pion noir sur case noire a7 · Pion noir sur case blanche b7 · Cavalier noir sur case blanche d7 · Pion noir sur case blanche h7 · Pion noir sur case blanche c6 · Fou noir sur case noire d6 · Pion noir sur case blanche e6 · Pion noir sur case blanche d5 · Pion blanc sur case blanche c4 · Pion blanc sur case noire d4 · Pion noir sur case blanche e4 · Pion noir sur case blanche g4 · Pion blanc sur case noire a3 · Pion blanc sur case blanche b3 · Pion blanc sur case noire e3 · Pion blanc sur case noire g3 · Fou blanc sur case noire b2 · Dame blanche sur case blanche c2 · Cavalier blanc sur case noire d2 · Dame noire sur case noire f2 · Tour blanche sur case blanche d1 · Tour blanche sur case noire e1 · Fou blanc sur case blanche f1 · Roi blanc sur case blanche h1 | Tour noire sur case blanche a8 · Fou noir sur case blanche c8 · Roi noir sur case blanche g8 · Pion noir sur case noire a7 · Pion noir sur case blanche b7 · Cavalier noir sur case blanche d7 · Pion noir sur case blanche h7 · Pion noir sur case blanche c6 · Fou noir sur case noire d6 · Pion noir sur case blanche e6 · Pion noir sur case blanche d5 · Pion blanc sur case blanche c4 · Pion blanc sur case noire d4 · Pion noir sur case blanche e4 · Pion noir sur case blanche g4 · Pion blanc sur case noire a3 · Pion blanc sur case blanche b3 · Pion blanc sur case noire e3 · Pion blanc sur case noire g3 · Fou blanc sur case noire b2 · Dame blanche sur case blanche c2 · Cavalier blanc sur case noire d2 · Dame noire sur case noire f2 · Tour blanche sur case blanche d1 · Tour blanche sur case noire e1 · Fou blanc sur case blanche f1 · Roi blanc sur case blanche h1 | Tour noire sur case blanche a8 · Fou noir sur case blanche c8 · Roi noir sur case blanche g8 · Pion noir sur case noire a7 · Pion noir sur case blanche b7 · Cavalier noir sur case blanche d7 · Pion noir sur case blanche h7 · Pion noir sur case blanche c6 · Fou noir sur case noire d6 · Pion noir sur case blanche e6 · Pion noir sur case blanche d5 · Pion blanc sur case blanche c4 · Pion blanc sur case noire d4 · Pion noir sur case blanche e4 · Pion noir sur case blanche g4 · Pion blanc sur case noire a3 · Pion blanc sur case blanche b3 · Pion blanc sur case noire e3 · Pion blanc sur case noire g3 · Fou blanc sur case noire b2 · Dame blanche sur case blanche c2 · Cavalier blanc sur case noire d2 · Dame noire sur case noire f2 · Tour blanche sur case blanche d1 · Tour blanche sur case noire e1 · Fou blanc sur case blanche f1 · Roi blanc sur case blanche h1 | 6 |
| 5 | Tour noire sur case blanche a8 · Fou noir sur case blanche c8 · Roi noir sur case blanche g8 · Pion noir sur case noire a7 · Pion noir sur case blanche b7 · Cavalier noir sur case blanche d7 · Pion noir sur case blanche h7 · Pion noir sur case blanche c6 · Fou noir sur case noire d6 · Pion noir sur case blanche e6 · Pion noir sur case blanche d5 · Pion blanc sur case blanche c4 · Pion blanc sur case noire d4 · Pion noir sur case blanche e4 · Pion noir sur case blanche g4 · Pion blanc sur case noire a3 · Pion blanc sur case blanche b3 · Pion blanc sur case noire e3 · Pion blanc sur case noire g3 · Fou blanc sur case noire b2 · Dame blanche sur case blanche c2 · Cavalier blanc sur case noire d2 · Dame noire sur case noire f2 · Tour blanche sur case blanche d1 · Tour blanche sur case noire e1 · Fou blanc sur case blanche f1 · Roi blanc sur case blanche h1 | Tour noire sur case blanche a8 · Fou noir sur case blanche c8 · Roi noir sur case blanche g8 · Pion noir sur case noire a7 · Pion noir sur case blanche b7 · Cavalier noir sur case blanche d7 · Pion noir sur case blanche h7 · Pion noir sur case blanche c6 · Fou noir sur case noire d6 · Pion noir sur case blanche e6 · Pion noir sur case blanche d5 · Pion blanc sur case blanche c4 · Pion blanc sur case noire d4 · Pion noir sur case blanche e4 · Pion noir sur case blanche g4 · Pion blanc sur case noire a3 · Pion blanc sur case blanche b3 · Pion blanc sur case noire e3 · Pion blanc sur case noire g3 · Fou blanc sur case noire b2 · Dame blanche sur case blanche c2 · Cavalier blanc sur case noire d2 · Dame noire sur case noire f2 · Tour blanche sur case blanche d1 · Tour blanche sur case noire e1 · Fou blanc sur case blanche f1 · Roi blanc sur case blanche h1 | Tour noire sur case blanche a8 · Fou noir sur case blanche c8 · Roi noir sur case blanche g8 · Pion noir sur case noire a7 · Pion noir sur case blanche b7 · Cavalier noir sur case blanche d7 · Pion noir sur case blanche h7 · Pion noir sur case blanche c6 · Fou noir sur case noire d6 · Pion noir sur case blanche e6 · Pion noir sur case blanche d5 · Pion blanc sur case blanche c4 · Pion blanc sur case noire d4 · Pion noir sur case blanche e4 · Pion noir sur case blanche g4 · Pion blanc sur case noire a3 · Pion blanc sur case blanche b3 · Pion blanc sur case noire e3 · Pion blanc sur case noire g3 · Fou blanc sur case noire b2 · Dame blanche sur case blanche c2 · Cavalier blanc sur case noire d2 · Dame noire sur case noire f2 · Tour blanche sur case blanche d1 · Tour blanche sur case noire e1 · Fou blanc sur case blanche f1 · Roi blanc sur case blanche h1 | Tour noire sur case blanche a8 · Fou noir sur case blanche c8 · Roi noir sur case blanche g8 · Pion noir sur case noire a7 · Pion noir sur case blanche b7 · Cavalier noir sur case blanche d7 · Pion noir sur case blanche h7 · Pion noir sur case blanche c6 · Fou noir sur case noire d6 · Pion noir sur case blanche e6 · Pion noir sur case blanche d5 · Pion blanc sur case blanche c4 · Pion blanc sur case noire d4 · Pion noir sur case blanche e4 · Pion noir sur case blanche g4 · Pion blanc sur case noire a3 · Pion blanc sur case blanche b3 · Pion blanc sur case noire e3 · Pion blanc sur case noire g3 · Fou blanc sur case noire b2 · Dame blanche sur case blanche c2 · Cavalier blanc sur case noire d2 · Dame noire sur case noire f2 · Tour blanche sur case blanche d1 · Tour blanche sur case noire e1 · Fou blanc sur case blanche f1 · Roi blanc sur case blanche h1 | Tour noire sur case blanche a8 · Fou noir sur case blanche c8 · Roi noir sur case blanche g8 · Pion noir sur case noire a7 · Pion noir sur case blanche b7 · Cavalier noir sur case blanche d7 · Pion noir sur case blanche h7 · Pion noir sur case blanche c6 · Fou noir sur case noire d6 · Pion noir sur case blanche e6 · Pion noir sur case blanche d5 · Pion blanc sur case blanche c4 · Pion blanc sur case noire d4 · Pion noir sur case blanche e4 · Pion noir sur case blanche g4 · Pion blanc sur case noire a3 · Pion blanc sur case blanche b3 · Pion blanc sur case noire e3 · Pion blanc sur case noire g3 · Fou blanc sur case noire b2 · Dame blanche sur case blanche c2 · Cavalier blanc sur case noire d2 · Dame noire sur case noire f2 · Tour blanche sur case blanche d1 · Tour blanche sur case noire e1 · Fou blanc sur case blanche f1 · Roi blanc sur case blanche h1 | Tour noire sur case blanche a8 · Fou noir sur case blanche c8 · Roi noir sur case blanche g8 · Pion noir sur case noire a7 · Pion noir sur case blanche b7 · Cavalier noir sur case blanche d7 · Pion noir sur case blanche h7 · Pion noir sur case blanche c6 · Fou noir sur case noire d6 · Pion noir sur case blanche e6 · Pion noir sur case blanche d5 · Pion blanc sur case blanche c4 · Pion blanc sur case noire d4 · Pion noir sur case blanche e4 · Pion noir sur case blanche g4 · Pion blanc sur case noire a3 · Pion blanc sur case blanche b3 · Pion blanc sur case noire e3 · Pion blanc sur case noire g3 · Fou blanc sur case noire b2 · Dame blanche sur case blanche c2 · Cavalier blanc sur case noire d2 · Dame noire sur case noire f2 · Tour blanche sur case blanche d1 · Tour blanche sur case noire e1 · Fou blanc sur case blanche f1 · Roi blanc sur case blanche h1 | Tour noire sur case blanche a8 · Fou noir sur case blanche c8 · Roi noir sur case blanche g8 · Pion noir sur case noire a7 · Pion noir sur case blanche b7 · Cavalier noir sur case blanche d7 · Pion noir sur case blanche h7 · Pion noir sur case blanche c6 · Fou noir sur case noire d6 · Pion noir sur case blanche e6 · Pion noir sur case blanche d5 · Pion blanc sur case blanche c4 · Pion blanc sur case noire d4 · Pion noir sur case blanche e4 · Pion noir sur case blanche g4 · Pion blanc sur case noire a3 · Pion blanc sur case blanche b3 · Pion blanc sur case noire e3 · Pion blanc sur case noire g3 · Fou blanc sur case noire b2 · Dame blanche sur case blanche c2 · Cavalier blanc sur case noire d2 · Dame noire sur case noire f2 · Tour blanche sur case blanche d1 · Tour blanche sur case noire e1 · Fou blanc sur case blanche f1 · Roi blanc sur case blanche h1 | Tour noire sur case blanche a8 · Fou noir sur case blanche c8 · Roi noir sur case blanche g8 · Pion noir sur case noire a7 · Pion noir sur case blanche b7 · Cavalier noir sur case blanche d7 · Pion noir sur case blanche h7 · Pion noir sur case blanche c6 · Fou noir sur case noire d6 · Pion noir sur case blanche e6 · Pion noir sur case blanche d5 · Pion blanc sur case blanche c4 · Pion blanc sur case noire d4 · Pion noir sur case blanche e4 · Pion noir sur case blanche g4 · Pion blanc sur case noire a3 · Pion blanc sur case blanche b3 · Pion blanc sur case noire e3 · Pion blanc sur case noire g3 · Fou blanc sur case noire b2 · Dame blanche sur case blanche c2 · Cavalier blanc sur case noire d2 · Dame noire sur case noire f2 · Tour blanche sur case blanche d1 · Tour blanche sur case noire e1 · Fou blanc sur case blanche f1 · Roi blanc sur case blanche h1 | 5 |
| 4 | Tour noire sur case blanche a8 · Fou noir sur case blanche c8 · Roi noir sur case blanche g8 · Pion noir sur case noire a7 · Pion noir sur case blanche b7 · Cavalier noir sur case blanche d7 · Pion noir sur case blanche h7 · Pion noir sur case blanche c6 · Fou noir sur case noire d6 · Pion noir sur case blanche e6 · Pion noir sur case blanche d5 · Pion blanc sur case blanche c4 · Pion blanc sur case noire d4 · Pion noir sur case blanche e4 · Pion noir sur case blanche g4 · Pion blanc sur case noire a3 · Pion blanc sur case blanche b3 · Pion blanc sur case noire e3 · Pion blanc sur case noire g3 · Fou blanc sur case noire b2 · Dame blanche sur case blanche c2 · Cavalier blanc sur case noire d2 · Dame noire sur case noire f2 · Tour blanche sur case blanche d1 · Tour blanche sur case noire e1 · Fou blanc sur case blanche f1 · Roi blanc sur case blanche h1 | Tour noire sur case blanche a8 · Fou noir sur case blanche c8 · Roi noir sur case blanche g8 · Pion noir sur case noire a7 · Pion noir sur case blanche b7 · Cavalier noir sur case blanche d7 · Pion noir sur case blanche h7 · Pion noir sur case blanche c6 · Fou noir sur case noire d6 · Pion noir sur case blanche e6 · Pion noir sur case blanche d5 · Pion blanc sur case blanche c4 · Pion blanc sur case noire d4 · Pion noir sur case blanche e4 · Pion noir sur case blanche g4 · Pion blanc sur case noire a3 · Pion blanc sur case blanche b3 · Pion blanc sur case noire e3 · Pion blanc sur case noire g3 · Fou blanc sur case noire b2 · Dame blanche sur case blanche c2 · Cavalier blanc sur case noire d2 · Dame noire sur case noire f2 · Tour blanche sur case blanche d1 · Tour blanche sur case noire e1 · Fou blanc sur case blanche f1 · Roi blanc sur case blanche h1 | Tour noire sur case blanche a8 · Fou noir sur case blanche c8 · Roi noir sur case blanche g8 · Pion noir sur case noire a7 · Pion noir sur case blanche b7 · Cavalier noir sur case blanche d7 · Pion noir sur case blanche h7 · Pion noir sur case blanche c6 · Fou noir sur case noire d6 · Pion noir sur case blanche e6 · Pion noir sur case blanche d5 · Pion blanc sur case blanche c4 · Pion blanc sur case noire d4 · Pion noir sur case blanche e4 · Pion noir sur case blanche g4 · Pion blanc sur case noire a3 · Pion blanc sur case blanche b3 · Pion blanc sur case noire e3 · Pion blanc sur case noire g3 · Fou blanc sur case noire b2 · Dame blanche sur case blanche c2 · Cavalier blanc sur case noire d2 · Dame noire sur case noire f2 · Tour blanche sur case blanche d1 · Tour blanche sur case noire e1 · Fou blanc sur case blanche f1 · Roi blanc sur case blanche h1 | Tour noire sur case blanche a8 · Fou noir sur case blanche c8 · Roi noir sur case blanche g8 · Pion noir sur case noire a7 · Pion noir sur case blanche b7 · Cavalier noir sur case blanche d7 · Pion noir sur case blanche h7 · Pion noir sur case blanche c6 · Fou noir sur case noire d6 · Pion noir sur case blanche e6 · Pion noir sur case blanche d5 · Pion blanc sur case blanche c4 · Pion blanc sur case noire d4 · Pion noir sur case blanche e4 · Pion noir sur case blanche g4 · Pion blanc sur case noire a3 · Pion blanc sur case blanche b3 · Pion blanc sur case noire e3 · Pion blanc sur case noire g3 · Fou blanc sur case noire b2 · Dame blanche sur case blanche c2 · Cavalier blanc sur case noire d2 · Dame noire sur case noire f2 · Tour blanche sur case blanche d1 · Tour blanche sur case noire e1 · Fou blanc sur case blanche f1 · Roi blanc sur case blanche h1 | Tour noire sur case blanche a8 · Fou noir sur case blanche c8 · Roi noir sur case blanche g8 · Pion noir sur case noire a7 · Pion noir sur case blanche b7 · Cavalier noir sur case blanche d7 · Pion noir sur case blanche h7 · Pion noir sur case blanche c6 · Fou noir sur case noire d6 · Pion noir sur case blanche e6 · Pion noir sur case blanche d5 · Pion blanc sur case blanche c4 · Pion blanc sur case noire d4 · Pion noir sur case blanche e4 · Pion noir sur case blanche g4 · Pion blanc sur case noire a3 · Pion blanc sur case blanche b3 · Pion blanc sur case noire e3 · Pion blanc sur case noire g3 · Fou blanc sur case noire b2 · Dame blanche sur case blanche c2 · Cavalier blanc sur case noire d2 · Dame noire sur case noire f2 · Tour blanche sur case blanche d1 · Tour blanche sur case noire e1 · Fou blanc sur case blanche f1 · Roi blanc sur case blanche h1 | Tour noire sur case blanche a8 · Fou noir sur case blanche c8 · Roi noir sur case blanche g8 · Pion noir sur case noire a7 · Pion noir sur case blanche b7 · Cavalier noir sur case blanche d7 · Pion noir sur case blanche h7 · Pion noir sur case blanche c6 · Fou noir sur case noire d6 · Pion noir sur case blanche e6 · Pion noir sur case blanche d5 · Pion blanc sur case blanche c4 · Pion blanc sur case noire d4 · Pion noir sur case blanche e4 · Pion noir sur case blanche g4 · Pion blanc sur case noire a3 · Pion blanc sur case blanche b3 · Pion blanc sur case noire e3 · Pion blanc sur case noire g3 · Fou blanc sur case noire b2 · Dame blanche sur case blanche c2 · Cavalier blanc sur case noire d2 · Dame noire sur case noire f2 · Tour blanche sur case blanche d1 · Tour blanche sur case noire e1 · Fou blanc sur case blanche f1 · Roi blanc sur case blanche h1 | Tour noire sur case blanche a8 · Fou noir sur case blanche c8 · Roi noir sur case blanche g8 · Pion noir sur case noire a7 · Pion noir sur case blanche b7 · Cavalier noir sur case blanche d7 · Pion noir sur case blanche h7 · Pion noir sur case blanche c6 · Fou noir sur case noire d6 · Pion noir sur case blanche e6 · Pion noir sur case blanche d5 · Pion blanc sur case blanche c4 · Pion blanc sur case noire d4 · Pion noir sur case blanche e4 · Pion noir sur case blanche g4 · Pion blanc sur case noire a3 · Pion blanc sur case blanche b3 · Pion blanc sur case noire e3 · Pion blanc sur case noire g3 · Fou blanc sur case noire b2 · Dame blanche sur case blanche c2 · Cavalier blanc sur case noire d2 · Dame noire sur case noire f2 · Tour blanche sur case blanche d1 · Tour blanche sur case noire e1 · Fou blanc sur case blanche f1 · Roi blanc sur case blanche h1 | Tour noire sur case blanche a8 · Fou noir sur case blanche c8 · Roi noir sur case blanche g8 · Pion noir sur case noire a7 · Pion noir sur case blanche b7 · Cavalier noir sur case blanche d7 · Pion noir sur case blanche h7 · Pion noir sur case blanche c6 · Fou noir sur case noire d6 · Pion noir sur case blanche e6 · Pion noir sur case blanche d5 · Pion blanc sur case blanche c4 · Pion blanc sur case noire d4 · Pion noir sur case blanche e4 · Pion noir sur case blanche g4 · Pion blanc sur case noire a3 · Pion blanc sur case blanche b3 · Pion blanc sur case noire e3 · Pion blanc sur case noire g3 · Fou blanc sur case noire b2 · Dame blanche sur case blanche c2 · Cavalier blanc sur case noire d2 · Dame noire sur case noire f2 · Tour blanche sur case blanche d1 · Tour blanche sur case noire e1 · Fou blanc sur case blanche f1 · Roi blanc sur case blanche h1 | 4 |
| 3 | Tour noire sur case blanche a8 · Fou noir sur case blanche c8 · Roi noir sur case blanche g8 · Pion noir sur case noire a7 · Pion noir sur case blanche b7 · Cavalier noir sur case blanche d7 · Pion noir sur case blanche h7 · Pion noir sur case blanche c6 · Fou noir sur case noire d6 · Pion noir sur case blanche e6 · Pion noir sur case blanche d5 · Pion blanc sur case blanche c4 · Pion blanc sur case noire d4 · Pion noir sur case blanche e4 · Pion noir sur case blanche g4 · Pion blanc sur case noire a3 · Pion blanc sur case blanche b3 · Pion blanc sur case noire e3 · Pion blanc sur case noire g3 · Fou blanc sur case noire b2 · Dame blanche sur case blanche c2 · Cavalier blanc sur case noire d2 · Dame noire sur case noire f2 · Tour blanche sur case blanche d1 · Tour blanche sur case noire e1 · Fou blanc sur case blanche f1 · Roi blanc sur case blanche h1 | Tour noire sur case blanche a8 · Fou noir sur case blanche c8 · Roi noir sur case blanche g8 · Pion noir sur case noire a7 · Pion noir sur case blanche b7 · Cavalier noir sur case blanche d7 · Pion noir sur case blanche h7 · Pion noir sur case blanche c6 · Fou noir sur case noire d6 · Pion noir sur case blanche e6 · Pion noir sur case blanche d5 · Pion blanc sur case blanche c4 · Pion blanc sur case noire d4 · Pion noir sur case blanche e4 · Pion noir sur case blanche g4 · Pion blanc sur case noire a3 · Pion blanc sur case blanche b3 · Pion blanc sur case noire e3 · Pion blanc sur case noire g3 · Fou blanc sur case noire b2 · Dame blanche sur case blanche c2 · Cavalier blanc sur case noire d2 · Dame noire sur case noire f2 · Tour blanche sur case blanche d1 · Tour blanche sur case noire e1 · Fou blanc sur case blanche f1 · Roi blanc sur case blanche h1 | Tour noire sur case blanche a8 · Fou noir sur case blanche c8 · Roi noir sur case blanche g8 · Pion noir sur case noire a7 · Pion noir sur case blanche b7 · Cavalier noir sur case blanche d7 · Pion noir sur case blanche h7 · Pion noir sur case blanche c6 · Fou noir sur case noire d6 · Pion noir sur case blanche e6 · Pion noir sur case blanche d5 · Pion blanc sur case blanche c4 · Pion blanc sur case noire d4 · Pion noir sur case blanche e4 · Pion noir sur case blanche g4 · Pion blanc sur case noire a3 · Pion blanc sur case blanche b3 · Pion blanc sur case noire e3 · Pion blanc sur case noire g3 · Fou blanc sur case noire b2 · Dame blanche sur case blanche c2 · Cavalier blanc sur case noire d2 · Dame noire sur case noire f2 · Tour blanche sur case blanche d1 · Tour blanche sur case noire e1 · Fou blanc sur case blanche f1 · Roi blanc sur case blanche h1 | Tour noire sur case blanche a8 · Fou noir sur case blanche c8 · Roi noir sur case blanche g8 · Pion noir sur case noire a7 · Pion noir sur case blanche b7 · Cavalier noir sur case blanche d7 · Pion noir sur case blanche h7 · Pion noir sur case blanche c6 · Fou noir sur case noire d6 · Pion noir sur case blanche e6 · Pion noir sur case blanche d5 · Pion blanc sur case blanche c4 · Pion blanc sur case noire d4 · Pion noir sur case blanche e4 · Pion noir sur case blanche g4 · Pion blanc sur case noire a3 · Pion blanc sur case blanche b3 · Pion blanc sur case noire e3 · Pion blanc sur case noire g3 · Fou blanc sur case noire b2 · Dame blanche sur case blanche c2 · Cavalier blanc sur case noire d2 · Dame noire sur case noire f2 · Tour blanche sur case blanche d1 · Tour blanche sur case noire e1 · Fou blanc sur case blanche f1 · Roi blanc sur case blanche h1 | Tour noire sur case blanche a8 · Fou noir sur case blanche c8 · Roi noir sur case blanche g8 · Pion noir sur case noire a7 · Pion noir sur case blanche b7 · Cavalier noir sur case blanche d7 · Pion noir sur case blanche h7 · Pion noir sur case blanche c6 · Fou noir sur case noire d6 · Pion noir sur case blanche e6 · Pion noir sur case blanche d5 · Pion blanc sur case blanche c4 · Pion blanc sur case noire d4 · Pion noir sur case blanche e4 · Pion noir sur case blanche g4 · Pion blanc sur case noire a3 · Pion blanc sur case blanche b3 · Pion blanc sur case noire e3 · Pion blanc sur case noire g3 · Fou blanc sur case noire b2 · Dame blanche sur case blanche c2 · Cavalier blanc sur case noire d2 · Dame noire sur case noire f2 · Tour blanche sur case blanche d1 · Tour blanche sur case noire e1 · Fou blanc sur case blanche f1 · Roi blanc sur case blanche h1 | Tour noire sur case blanche a8 · Fou noir sur case blanche c8 · Roi noir sur case blanche g8 · Pion noir sur case noire a7 · Pion noir sur case blanche b7 · Cavalier noir sur case blanche d7 · Pion noir sur case blanche h7 · Pion noir sur case blanche c6 · Fou noir sur case noire d6 · Pion noir sur case blanche e6 · Pion noir sur case blanche d5 · Pion blanc sur case blanche c4 · Pion blanc sur case noire d4 · Pion noir sur case blanche e4 · Pion noir sur case blanche g4 · Pion blanc sur case noire a3 · Pion blanc sur case blanche b3 · Pion blanc sur case noire e3 · Pion blanc sur case noire g3 · Fou blanc sur case noire b2 · Dame blanche sur case blanche c2 · Cavalier blanc sur case noire d2 · Dame noire sur case noire f2 · Tour blanche sur case blanche d1 · Tour blanche sur case noire e1 · Fou blanc sur case blanche f1 · Roi blanc sur case blanche h1 | Tour noire sur case blanche a8 · Fou noir sur case blanche c8 · Roi noir sur case blanche g8 · Pion noir sur case noire a7 · Pion noir sur case blanche b7 · Cavalier noir sur case blanche d7 · Pion noir sur case blanche h7 · Pion noir sur case blanche c6 · Fou noir sur case noire d6 · Pion noir sur case blanche e6 · Pion noir sur case blanche d5 · Pion blanc sur case blanche c4 · Pion blanc sur case noire d4 · Pion noir sur case blanche e4 · Pion noir sur case blanche g4 · Pion blanc sur case noire a3 · Pion blanc sur case blanche b3 · Pion blanc sur case noire e3 · Pion blanc sur case noire g3 · Fou blanc sur case noire b2 · Dame blanche sur case blanche c2 · Cavalier blanc sur case noire d2 · Dame noire sur case noire f2 · Tour blanche sur case blanche d1 · Tour blanche sur case noire e1 · Fou blanc sur case blanche f1 · Roi blanc sur case blanche h1 | Tour noire sur case blanche a8 · Fou noir sur case blanche c8 · Roi noir sur case blanche g8 · Pion noir sur case noire a7 · Pion noir sur case blanche b7 · Cavalier noir sur case blanche d7 · Pion noir sur case blanche h7 · Pion noir sur case blanche c6 · Fou noir sur case noire d6 · Pion noir sur case blanche e6 · Pion noir sur case blanche d5 · Pion blanc sur case blanche c4 · Pion blanc sur case noire d4 · Pion noir sur case blanche e4 · Pion noir sur case blanche g4 · Pion blanc sur case noire a3 · Pion blanc sur case blanche b3 · Pion blanc sur case noire e3 · Pion blanc sur case noire g3 · Fou blanc sur case noire b2 · Dame blanche sur case blanche c2 · Cavalier blanc sur case noire d2 · Dame noire sur case noire f2 · Tour blanche sur case blanche d1 · Tour blanche sur case noire e1 · Fou blanc sur case blanche f1 · Roi blanc sur case blanche h1 | 3 |
| 2 | Tour noire sur case blanche a8 · Fou noir sur case blanche c8 · Roi noir sur case blanche g8 · Pion noir sur case noire a7 · Pion noir sur case blanche b7 · Cavalier noir sur case blanche d7 · Pion noir sur case blanche h7 · Pion noir sur case blanche c6 · Fou noir sur case noire d6 · Pion noir sur case blanche e6 · Pion noir sur case blanche d5 · Pion blanc sur case blanche c4 · Pion blanc sur case noire d4 · Pion noir sur case blanche e4 · Pion noir sur case blanche g4 · Pion blanc sur case noire a3 · Pion blanc sur case blanche b3 · Pion blanc sur case noire e3 · Pion blanc sur case noire g3 · Fou blanc sur case noire b2 · Dame blanche sur case blanche c2 · Cavalier blanc sur case noire d2 · Dame noire sur case noire f2 · Tour blanche sur case blanche d1 · Tour blanche sur case noire e1 · Fou blanc sur case blanche f1 · Roi blanc sur case blanche h1 | Tour noire sur case blanche a8 · Fou noir sur case blanche c8 · Roi noir sur case blanche g8 · Pion noir sur case noire a7 · Pion noir sur case blanche b7 · Cavalier noir sur case blanche d7 · Pion noir sur case blanche h7 · Pion noir sur case blanche c6 · Fou noir sur case noire d6 · Pion noir sur case blanche e6 · Pion noir sur case blanche d5 · Pion blanc sur case blanche c4 · Pion blanc sur case noire d4 · Pion noir sur case blanche e4 · Pion noir sur case blanche g4 · Pion blanc sur case noire a3 · Pion blanc sur case blanche b3 · Pion blanc sur case noire e3 · Pion blanc sur case noire g3 · Fou blanc sur case noire b2 · Dame blanche sur case blanche c2 · Cavalier blanc sur case noire d2 · Dame noire sur case noire f2 · Tour blanche sur case blanche d1 · Tour blanche sur case noire e1 · Fou blanc sur case blanche f1 · Roi blanc sur case blanche h1 | Tour noire sur case blanche a8 · Fou noir sur case blanche c8 · Roi noir sur case blanche g8 · Pion noir sur case noire a7 · Pion noir sur case blanche b7 · Cavalier noir sur case blanche d7 · Pion noir sur case blanche h7 · Pion noir sur case blanche c6 · Fou noir sur case noire d6 · Pion noir sur case blanche e6 · Pion noir sur case blanche d5 · Pion blanc sur case blanche c4 · Pion blanc sur case noire d4 · Pion noir sur case blanche e4 · Pion noir sur case blanche g4 · Pion blanc sur case noire a3 · Pion blanc sur case blanche b3 · Pion blanc sur case noire e3 · Pion blanc sur case noire g3 · Fou blanc sur case noire b2 · Dame blanche sur case blanche c2 · Cavalier blanc sur case noire d2 · Dame noire sur case noire f2 · Tour blanche sur case blanche d1 · Tour blanche sur case noire e1 · Fou blanc sur case blanche f1 · Roi blanc sur case blanche h1 | Tour noire sur case blanche a8 · Fou noir sur case blanche c8 · Roi noir sur case blanche g8 · Pion noir sur case noire a7 · Pion noir sur case blanche b7 · Cavalier noir sur case blanche d7 · Pion noir sur case blanche h7 · Pion noir sur case blanche c6 · Fou noir sur case noire d6 · Pion noir sur case blanche e6 · Pion noir sur case blanche d5 · Pion blanc sur case blanche c4 · Pion blanc sur case noire d4 · Pion noir sur case blanche e4 · Pion noir sur case blanche g4 · Pion blanc sur case noire a3 · Pion blanc sur case blanche b3 · Pion blanc sur case noire e3 · Pion blanc sur case noire g3 · Fou blanc sur case noire b2 · Dame blanche sur case blanche c2 · Cavalier blanc sur case noire d2 · Dame noire sur case noire f2 · Tour blanche sur case blanche d1 · Tour blanche sur case noire e1 · Fou blanc sur case blanche f1 · Roi blanc sur case blanche h1 | Tour noire sur case blanche a8 · Fou noir sur case blanche c8 · Roi noir sur case blanche g8 · Pion noir sur case noire a7 · Pion noir sur case blanche b7 · Cavalier noir sur case blanche d7 · Pion noir sur case blanche h7 · Pion noir sur case blanche c6 · Fou noir sur case noire d6 · Pion noir sur case blanche e6 · Pion noir sur case blanche d5 · Pion blanc sur case blanche c4 · Pion blanc sur case noire d4 · Pion noir sur case blanche e4 · Pion noir sur case blanche g4 · Pion blanc sur case noire a3 · Pion blanc sur case blanche b3 · Pion blanc sur case noire e3 · Pion blanc sur case noire g3 · Fou blanc sur case noire b2 · Dame blanche sur case blanche c2 · Cavalier blanc sur case noire d2 · Dame noire sur case noire f2 · Tour blanche sur case blanche d1 · Tour blanche sur case noire e1 · Fou blanc sur case blanche f1 · Roi blanc sur case blanche h1 | Tour noire sur case blanche a8 · Fou noir sur case blanche c8 · Roi noir sur case blanche g8 · Pion noir sur case noire a7 · Pion noir sur case blanche b7 · Cavalier noir sur case blanche d7 · Pion noir sur case blanche h7 · Pion noir sur case blanche c6 · Fou noir sur case noire d6 · Pion noir sur case blanche e6 · Pion noir sur case blanche d5 · Pion blanc sur case blanche c4 · Pion blanc sur case noire d4 · Pion noir sur case blanche e4 · Pion noir sur case blanche g4 · Pion blanc sur case noire a3 · Pion blanc sur case blanche b3 · Pion blanc sur case noire e3 · Pion blanc sur case noire g3 · Fou blanc sur case noire b2 · Dame blanche sur case blanche c2 · Cavalier blanc sur case noire d2 · Dame noire sur case noire f2 · Tour blanche sur case blanche d1 · Tour blanche sur case noire e1 · Fou blanc sur case blanche f1 · Roi blanc sur case blanche h1 | Tour noire sur case blanche a8 · Fou noir sur case blanche c8 · Roi noir sur case blanche g8 · Pion noir sur case noire a7 · Pion noir sur case blanche b7 · Cavalier noir sur case blanche d7 · Pion noir sur case blanche h7 · Pion noir sur case blanche c6 · Fou noir sur case noire d6 · Pion noir sur case blanche e6 · Pion noir sur case blanche d5 · Pion blanc sur case blanche c4 · Pion blanc sur case noire d4 · Pion noir sur case blanche e4 · Pion noir sur case blanche g4 · Pion blanc sur case noire a3 · Pion blanc sur case blanche b3 · Pion blanc sur case noire e3 · Pion blanc sur case noire g3 · Fou blanc sur case noire b2 · Dame blanche sur case blanche c2 · Cavalier blanc sur case noire d2 · Dame noire sur case noire f2 · Tour blanche sur case blanche d1 · Tour blanche sur case noire e1 · Fou blanc sur case blanche f1 · Roi blanc sur case blanche h1 | Tour noire sur case blanche a8 · Fou noir sur case blanche c8 · Roi noir sur case blanche g8 · Pion noir sur case noire a7 · Pion noir sur case blanche b7 · Cavalier noir sur case blanche d7 · Pion noir sur case blanche h7 · Pion noir sur case blanche c6 · Fou noir sur case noire d6 · Pion noir sur case blanche e6 · Pion noir sur case blanche d5 · Pion blanc sur case blanche c4 · Pion blanc sur case noire d4 · Pion noir sur case blanche e4 · Pion noir sur case blanche g4 · Pion blanc sur case noire a3 · Pion blanc sur case blanche b3 · Pion blanc sur case noire e3 · Pion blanc sur case noire g3 · Fou blanc sur case noire b2 · Dame blanche sur case blanche c2 · Cavalier blanc sur case noire d2 · Dame noire sur case noire f2 · Tour blanche sur case blanche d1 · Tour blanche sur case noire e1 · Fou blanc sur case blanche f1 · Roi blanc sur case blanche h1 | 2 |
| 1 | Tour noire sur case blanche a8 · Fou noir sur case blanche c8 · Roi noir sur case blanche g8 · Pion noir sur case noire a7 · Pion noir sur case blanche b7 · Cavalier noir sur case blanche d7 · Pion noir sur case blanche h7 · Pion noir sur case blanche c6 · Fou noir sur case noire d6 · Pion noir sur case blanche e6 · Pion noir sur case blanche d5 · Pion blanc sur case blanche c4 · Pion blanc sur case noire d4 · Pion noir sur case blanche e4 · Pion noir sur case blanche g4 · Pion blanc sur case noire a3 · Pion blanc sur case blanche b3 · Pion blanc sur case noire e3 · Pion blanc sur case noire g3 · Fou blanc sur case noire b2 · Dame blanche sur case blanche c2 · Cavalier blanc sur case noire d2 · Dame noire sur case noire f2 · Tour blanche sur case blanche d1 · Tour blanche sur case noire e1 · Fou blanc sur case blanche f1 · Roi blanc sur case blanche h1 | Tour noire sur case blanche a8 · Fou noir sur case blanche c8 · Roi noir sur case blanche g8 · Pion noir sur case noire a7 · Pion noir sur case blanche b7 · Cavalier noir sur case blanche d7 · Pion noir sur case blanche h7 · Pion noir sur case blanche c6 · Fou noir sur case noire d6 · Pion noir sur case blanche e6 · Pion noir sur case blanche d5 · Pion blanc sur case blanche c4 · Pion blanc sur case noire d4 · Pion noir sur case blanche e4 · Pion noir sur case blanche g4 · Pion blanc sur case noire a3 · Pion blanc sur case blanche b3 · Pion blanc sur case noire e3 · Pion blanc sur case noire g3 · Fou blanc sur case noire b2 · Dame blanche sur case blanche c2 · Cavalier blanc sur case noire d2 · Dame noire sur case noire f2 · Tour blanche sur case blanche d1 · Tour blanche sur case noire e1 · Fou blanc sur case blanche f1 · Roi blanc sur case blanche h1 | Tour noire sur case blanche a8 · Fou noir sur case blanche c8 · Roi noir sur case blanche g8 · Pion noir sur case noire a7 · Pion noir sur case blanche b7 · Cavalier noir sur case blanche d7 · Pion noir sur case blanche h7 · Pion noir sur case blanche c6 · Fou noir sur case noire d6 · Pion noir sur case blanche e6 · Pion noir sur case blanche d5 · Pion blanc sur case blanche c4 · Pion blanc sur case noire d4 · Pion noir sur case blanche e4 · Pion noir sur case blanche g4 · Pion blanc sur case noire a3 · Pion blanc sur case blanche b3 · Pion blanc sur case noire e3 · Pion blanc sur case noire g3 · Fou blanc sur case noire b2 · Dame blanche sur case blanche c2 · Cavalier blanc sur case noire d2 · Dame noire sur case noire f2 · Tour blanche sur case blanche d1 · Tour blanche sur case noire e1 · Fou blanc sur case blanche f1 · Roi blanc sur case blanche h1 | Tour noire sur case blanche a8 · Fou noir sur case blanche c8 · Roi noir sur case blanche g8 · Pion noir sur case noire a7 · Pion noir sur case blanche b7 · Cavalier noir sur case blanche d7 · Pion noir sur case blanche h7 · Pion noir sur case blanche c6 · Fou noir sur case noire d6 · Pion noir sur case blanche e6 · Pion noir sur case blanche d5 · Pion blanc sur case blanche c4 · Pion blanc sur case noire d4 · Pion noir sur case blanche e4 · Pion noir sur case blanche g4 · Pion blanc sur case noire a3 · Pion blanc sur case blanche b3 · Pion blanc sur case noire e3 · Pion blanc sur case noire g3 · Fou blanc sur case noire b2 · Dame blanche sur case blanche c2 · Cavalier blanc sur case noire d2 · Dame noire sur case noire f2 · Tour blanche sur case blanche d1 · Tour blanche sur case noire e1 · Fou blanc sur case blanche f1 · Roi blanc sur case blanche h1 | Tour noire sur case blanche a8 · Fou noir sur case blanche c8 · Roi noir sur case blanche g8 · Pion noir sur case noire a7 · Pion noir sur case blanche b7 · Cavalier noir sur case blanche d7 · Pion noir sur case blanche h7 · Pion noir sur case blanche c6 · Fou noir sur case noire d6 · Pion noir sur case blanche e6 · Pion noir sur case blanche d5 · Pion blanc sur case blanche c4 · Pion blanc sur case noire d4 · Pion noir sur case blanche e4 · Pion noir sur case blanche g4 · Pion blanc sur case noire a3 · Pion blanc sur case blanche b3 · Pion blanc sur case noire e3 · Pion blanc sur case noire g3 · Fou blanc sur case noire b2 · Dame blanche sur case blanche c2 · Cavalier blanc sur case noire d2 · Dame noire sur case noire f2 · Tour blanche sur case blanche d1 · Tour blanche sur case noire e1 · Fou blanc sur case blanche f1 · Roi blanc sur case blanche h1 | Tour noire sur case blanche a8 · Fou noir sur case blanche c8 · Roi noir sur case blanche g8 · Pion noir sur case noire a7 · Pion noir sur case blanche b7 · Cavalier noir sur case blanche d7 · Pion noir sur case blanche h7 · Pion noir sur case blanche c6 · Fou noir sur case noire d6 · Pion noir sur case blanche e6 · Pion noir sur case blanche d5 · Pion blanc sur case blanche c4 · Pion blanc sur case noire d4 · Pion noir sur case blanche e4 · Pion noir sur case blanche g4 · Pion blanc sur case noire a3 · Pion blanc sur case blanche b3 · Pion blanc sur case noire e3 · Pion blanc sur case noire g3 · Fou blanc sur case noire b2 · Dame blanche sur case blanche c2 · Cavalier blanc sur case noire d2 · Dame noire sur case noire f2 · Tour blanche sur case blanche d1 · Tour blanche sur case noire e1 · Fou blanc sur case blanche f1 · Roi blanc sur case blanche h1 | Tour noire sur case blanche a8 · Fou noir sur case blanche c8 · Roi noir sur case blanche g8 · Pion noir sur case noire a7 · Pion noir sur case blanche b7 · Cavalier noir sur case blanche d7 · Pion noir sur case blanche h7 · Pion noir sur case blanche c6 · Fou noir sur case noire d6 · Pion noir sur case blanche e6 · Pion noir sur case blanche d5 · Pion blanc sur case blanche c4 · Pion blanc sur case noire d4 · Pion noir sur case blanche e4 · Pion noir sur case blanche g4 · Pion blanc sur case noire a3 · Pion blanc sur case blanche b3 · Pion blanc sur case noire e3 · Pion blanc sur case noire g3 · Fou blanc sur case noire b2 · Dame blanche sur case blanche c2 · Cavalier blanc sur case noire d2 · Dame noire sur case noire f2 · Tour blanche sur case blanche d1 · Tour blanche sur case noire e1 · Fou blanc sur case blanche f1 · Roi blanc sur case blanche h1 | Tour noire sur case blanche a8 · Fou noir sur case blanche c8 · Roi noir sur case blanche g8 · Pion noir sur case noire a7 · Pion noir sur case blanche b7 · Cavalier noir sur case blanche d7 · Pion noir sur case blanche h7 · Pion noir sur case blanche c6 · Fou noir sur case noire d6 · Pion noir sur case blanche e6 · Pion noir sur case blanche d5 · Pion blanc sur case blanche c4 · Pion blanc sur case noire d4 · Pion noir sur case blanche e4 · Pion noir sur case blanche g4 · Pion blanc sur case noire a3 · Pion blanc sur case blanche b3 · Pion blanc sur case noire e3 · Pion blanc sur case noire g3 · Fou blanc sur case noire b2 · Dame blanche sur case blanche c2 · Cavalier blanc sur case noire d2 · Dame noire sur case noire f2 · Tour blanche sur case blanche d1 · Tour blanche sur case noire e1 · Fou blanc sur case blanche f1 · Roi blanc sur case blanche h1 | 1 |
|   | a | b | c | d | e | f | g | h |   |

19. ... Cf6!!
D'après Tartakover, il s'agit de la « clé de la combinaison. Après 19. ... Dxg3?, les blancs, par Cb1, peuvent libérer leur dame pour la défense de la 2e rangée, tandis que maintenant ils sont obligés pour cela de se servir de leur Tour-Roi. » Richard Réti ajoute que le clouage du cavalier d2 est essentiel à la combinaison noire.
20. Te2 Dxg3 21. Cb1 Ch5 22. Dd2
Si les noirs avaient joué 21. ... Dh4+, les blancs répliquaient par Th2!, et l'attaque était arrêtée.
|   | a | b | c | d | e | f | g | h |   |
| 8 | Tour noire sur case blanche a8 · Fou noir sur case blanche c8 · Roi noir sur case blanche g8 · Pion noir sur case noire a7 · Pion noir sur case blanche b7 · Pion noir sur case blanche h7 · Pion noir sur case blanche c6 · Fou noir sur case noire d6 · Pion noir sur case blanche e6 · Pion noir sur case blanche d5 · Cavalier noir sur case blanche h5 · Pion blanc sur case blanche c4 · Pion blanc sur case noire d4 · Pion noir sur case blanche e4 · Pion noir sur case blanche g4 · Pion blanc sur case noire a3 · Pion blanc sur case blanche b3 · Pion blanc sur case noire e3 · Dame noire sur case noire g3 · Fou blanc sur case noire b2 · Dame blanche sur case noire d2 · Tour blanche sur case blanche e2 · Cavalier blanc sur case blanche b1 · Tour blanche sur case blanche d1 · Fou blanc sur case blanche f1 · Roi blanc sur case blanche h1 | Tour noire sur case blanche a8 · Fou noir sur case blanche c8 · Roi noir sur case blanche g8 · Pion noir sur case noire a7 · Pion noir sur case blanche b7 · Pion noir sur case blanche h7 · Pion noir sur case blanche c6 · Fou noir sur case noire d6 · Pion noir sur case blanche e6 · Pion noir sur case blanche d5 · Cavalier noir sur case blanche h5 · Pion blanc sur case blanche c4 · Pion blanc sur case noire d4 · Pion noir sur case blanche e4 · Pion noir sur case blanche g4 · Pion blanc sur case noire a3 · Pion blanc sur case blanche b3 · Pion blanc sur case noire e3 · Dame noire sur case noire g3 · Fou blanc sur case noire b2 · Dame blanche sur case noire d2 · Tour blanche sur case blanche e2 · Cavalier blanc sur case blanche b1 · Tour blanche sur case blanche d1 · Fou blanc sur case blanche f1 · Roi blanc sur case blanche h1 | Tour noire sur case blanche a8 · Fou noir sur case blanche c8 · Roi noir sur case blanche g8 · Pion noir sur case noire a7 · Pion noir sur case blanche b7 · Pion noir sur case blanche h7 · Pion noir sur case blanche c6 · Fou noir sur case noire d6 · Pion noir sur case blanche e6 · Pion noir sur case blanche d5 · Cavalier noir sur case blanche h5 · Pion blanc sur case blanche c4 · Pion blanc sur case noire d4 · Pion noir sur case blanche e4 · Pion noir sur case blanche g4 · Pion blanc sur case noire a3 · Pion blanc sur case blanche b3 · Pion blanc sur case noire e3 · Dame noire sur case noire g3 · Fou blanc sur case noire b2 · Dame blanche sur case noire d2 · Tour blanche sur case blanche e2 · Cavalier blanc sur case blanche b1 · Tour blanche sur case blanche d1 · Fou blanc sur case blanche f1 · Roi blanc sur case blanche h1 | Tour noire sur case blanche a8 · Fou noir sur case blanche c8 · Roi noir sur case blanche g8 · Pion noir sur case noire a7 · Pion noir sur case blanche b7 · Pion noir sur case blanche h7 · Pion noir sur case blanche c6 · Fou noir sur case noire d6 · Pion noir sur case blanche e6 · Pion noir sur case blanche d5 · Cavalier noir sur case blanche h5 · Pion blanc sur case blanche c4 · Pion blanc sur case noire d4 · Pion noir sur case blanche e4 · Pion noir sur case blanche g4 · Pion blanc sur case noire a3 · Pion blanc sur case blanche b3 · Pion blanc sur case noire e3 · Dame noire sur case noire g3 · Fou blanc sur case noire b2 · Dame blanche sur case noire d2 · Tour blanche sur case blanche e2 · Cavalier blanc sur case blanche b1 · Tour blanche sur case blanche d1 · Fou blanc sur case blanche f1 · Roi blanc sur case blanche h1 | Tour noire sur case blanche a8 · Fou noir sur case blanche c8 · Roi noir sur case blanche g8 · Pion noir sur case noire a7 · Pion noir sur case blanche b7 · Pion noir sur case blanche h7 · Pion noir sur case blanche c6 · Fou noir sur case noire d6 · Pion noir sur case blanche e6 · Pion noir sur case blanche d5 · Cavalier noir sur case blanche h5 · Pion blanc sur case blanche c4 · Pion blanc sur case noire d4 · Pion noir sur case blanche e4 · Pion noir sur case blanche g4 · Pion blanc sur case noire a3 · Pion blanc sur case blanche b3 · Pion blanc sur case noire e3 · Dame noire sur case noire g3 · Fou blanc sur case noire b2 · Dame blanche sur case noire d2 · Tour blanche sur case blanche e2 · Cavalier blanc sur case blanche b1 · Tour blanche sur case blanche d1 · Fou blanc sur case blanche f1 · Roi blanc sur case blanche h1 | Tour noire sur case blanche a8 · Fou noir sur case blanche c8 · Roi noir sur case blanche g8 · Pion noir sur case noire a7 · Pion noir sur case blanche b7 · Pion noir sur case blanche h7 · Pion noir sur case blanche c6 · Fou noir sur case noire d6 · Pion noir sur case blanche e6 · Pion noir sur case blanche d5 · Cavalier noir sur case blanche h5 · Pion blanc sur case blanche c4 · Pion blanc sur case noire d4 · Pion noir sur case blanche e4 · Pion noir sur case blanche g4 · Pion blanc sur case noire a3 · Pion blanc sur case blanche b3 · Pion blanc sur case noire e3 · Dame noire sur case noire g3 · Fou blanc sur case noire b2 · Dame blanche sur case noire d2 · Tour blanche sur case blanche e2 · Cavalier blanc sur case blanche b1 · Tour blanche sur case blanche d1 · Fou blanc sur case blanche f1 · Roi blanc sur case blanche h1 | Tour noire sur case blanche a8 · Fou noir sur case blanche c8 · Roi noir sur case blanche g8 · Pion noir sur case noire a7 · Pion noir sur case blanche b7 · Pion noir sur case blanche h7 · Pion noir sur case blanche c6 · Fou noir sur case noire d6 · Pion noir sur case blanche e6 · Pion noir sur case blanche d5 · Cavalier noir sur case blanche h5 · Pion blanc sur case blanche c4 · Pion blanc sur case noire d4 · Pion noir sur case blanche e4 · Pion noir sur case blanche g4 · Pion blanc sur case noire a3 · Pion blanc sur case blanche b3 · Pion blanc sur case noire e3 · Dame noire sur case noire g3 · Fou blanc sur case noire b2 · Dame blanche sur case noire d2 · Tour blanche sur case blanche e2 · Cavalier blanc sur case blanche b1 · Tour blanche sur case blanche d1 · Fou blanc sur case blanche f1 · Roi blanc sur case blanche h1 | Tour noire sur case blanche a8 · Fou noir sur case blanche c8 · Roi noir sur case blanche g8 · Pion noir sur case noire a7 · Pion noir sur case blanche b7 · Pion noir sur case blanche h7 · Pion noir sur case blanche c6 · Fou noir sur case noire d6 · Pion noir sur case blanche e6 · Pion noir sur case blanche d5 · Cavalier noir sur case blanche h5 · Pion blanc sur case blanche c4 · Pion blanc sur case noire d4 · Pion noir sur case blanche e4 · Pion noir sur case blanche g4 · Pion blanc sur case noire a3 · Pion blanc sur case blanche b3 · Pion blanc sur case noire e3 · Dame noire sur case noire g3 · Fou blanc sur case noire b2 · Dame blanche sur case noire d2 · Tour blanche sur case blanche e2 · Cavalier blanc sur case blanche b1 · Tour blanche sur case blanche d1 · Fou blanc sur case blanche f1 · Roi blanc sur case blanche h1 | 8 |
| 7 | Tour noire sur case blanche a8 · Fou noir sur case blanche c8 · Roi noir sur case blanche g8 · Pion noir sur case noire a7 · Pion noir sur case blanche b7 · Pion noir sur case blanche h7 · Pion noir sur case blanche c6 · Fou noir sur case noire d6 · Pion noir sur case blanche e6 · Pion noir sur case blanche d5 · Cavalier noir sur case blanche h5 · Pion blanc sur case blanche c4 · Pion blanc sur case noire d4 · Pion noir sur case blanche e4 · Pion noir sur case blanche g4 · Pion blanc sur case noire a3 · Pion blanc sur case blanche b3 · Pion blanc sur case noire e3 · Dame noire sur case noire g3 · Fou blanc sur case noire b2 · Dame blanche sur case noire d2 · Tour blanche sur case blanche e2 · Cavalier blanc sur case blanche b1 · Tour blanche sur case blanche d1 · Fou blanc sur case blanche f1 · Roi blanc sur case blanche h1 | Tour noire sur case blanche a8 · Fou noir sur case blanche c8 · Roi noir sur case blanche g8 · Pion noir sur case noire a7 · Pion noir sur case blanche b7 · Pion noir sur case blanche h7 · Pion noir sur case blanche c6 · Fou noir sur case noire d6 · Pion noir sur case blanche e6 · Pion noir sur case blanche d5 · Cavalier noir sur case blanche h5 · Pion blanc sur case blanche c4 · Pion blanc sur case noire d4 · Pion noir sur case blanche e4 · Pion noir sur case blanche g4 · Pion blanc sur case noire a3 · Pion blanc sur case blanche b3 · Pion blanc sur case noire e3 · Dame noire sur case noire g3 · Fou blanc sur case noire b2 · Dame blanche sur case noire d2 · Tour blanche sur case blanche e2 · Cavalier blanc sur case blanche b1 · Tour blanche sur case blanche d1 · Fou blanc sur case blanche f1 · Roi blanc sur case blanche h1 | Tour noire sur case blanche a8 · Fou noir sur case blanche c8 · Roi noir sur case blanche g8 · Pion noir sur case noire a7 · Pion noir sur case blanche b7 · Pion noir sur case blanche h7 · Pion noir sur case blanche c6 · Fou noir sur case noire d6 · Pion noir sur case blanche e6 · Pion noir sur case blanche d5 · Cavalier noir sur case blanche h5 · Pion blanc sur case blanche c4 · Pion blanc sur case noire d4 · Pion noir sur case blanche e4 · Pion noir sur case blanche g4 · Pion blanc sur case noire a3 · Pion blanc sur case blanche b3 · Pion blanc sur case noire e3 · Dame noire sur case noire g3 · Fou blanc sur case noire b2 · Dame blanche sur case noire d2 · Tour blanche sur case blanche e2 · Cavalier blanc sur case blanche b1 · Tour blanche sur case blanche d1 · Fou blanc sur case blanche f1 · Roi blanc sur case blanche h1 | Tour noire sur case blanche a8 · Fou noir sur case blanche c8 · Roi noir sur case blanche g8 · Pion noir sur case noire a7 · Pion noir sur case blanche b7 · Pion noir sur case blanche h7 · Pion noir sur case blanche c6 · Fou noir sur case noire d6 · Pion noir sur case blanche e6 · Pion noir sur case blanche d5 · Cavalier noir sur case blanche h5 · Pion blanc sur case blanche c4 · Pion blanc sur case noire d4 · Pion noir sur case blanche e4 · Pion noir sur case blanche g4 · Pion blanc sur case noire a3 · Pion blanc sur case blanche b3 · Pion blanc sur case noire e3 · Dame noire sur case noire g3 · Fou blanc sur case noire b2 · Dame blanche sur case noire d2 · Tour blanche sur case blanche e2 · Cavalier blanc sur case blanche b1 · Tour blanche sur case blanche d1 · Fou blanc sur case blanche f1 · Roi blanc sur case blanche h1 | Tour noire sur case blanche a8 · Fou noir sur case blanche c8 · Roi noir sur case blanche g8 · Pion noir sur case noire a7 · Pion noir sur case blanche b7 · Pion noir sur case blanche h7 · Pion noir sur case blanche c6 · Fou noir sur case noire d6 · Pion noir sur case blanche e6 · Pion noir sur case blanche d5 · Cavalier noir sur case blanche h5 · Pion blanc sur case blanche c4 · Pion blanc sur case noire d4 · Pion noir sur case blanche e4 · Pion noir sur case blanche g4 · Pion blanc sur case noire a3 · Pion blanc sur case blanche b3 · Pion blanc sur case noire e3 · Dame noire sur case noire g3 · Fou blanc sur case noire b2 · Dame blanche sur case noire d2 · Tour blanche sur case blanche e2 · Cavalier blanc sur case blanche b1 · Tour blanche sur case blanche d1 · Fou blanc sur case blanche f1 · Roi blanc sur case blanche h1 | Tour noire sur case blanche a8 · Fou noir sur case blanche c8 · Roi noir sur case blanche g8 · Pion noir sur case noire a7 · Pion noir sur case blanche b7 · Pion noir sur case blanche h7 · Pion noir sur case blanche c6 · Fou noir sur case noire d6 · Pion noir sur case blanche e6 · Pion noir sur case blanche d5 · Cavalier noir sur case blanche h5 · Pion blanc sur case blanche c4 · Pion blanc sur case noire d4 · Pion noir sur case blanche e4 · Pion noir sur case blanche g4 · Pion blanc sur case noire a3 · Pion blanc sur case blanche b3 · Pion blanc sur case noire e3 · Dame noire sur case noire g3 · Fou blanc sur case noire b2 · Dame blanche sur case noire d2 · Tour blanche sur case blanche e2 · Cavalier blanc sur case blanche b1 · Tour blanche sur case blanche d1 · Fou blanc sur case blanche f1 · Roi blanc sur case blanche h1 | Tour noire sur case blanche a8 · Fou noir sur case blanche c8 · Roi noir sur case blanche g8 · Pion noir sur case noire a7 · Pion noir sur case blanche b7 · Pion noir sur case blanche h7 · Pion noir sur case blanche c6 · Fou noir sur case noire d6 · Pion noir sur case blanche e6 · Pion noir sur case blanche d5 · Cavalier noir sur case blanche h5 · Pion blanc sur case blanche c4 · Pion blanc sur case noire d4 · Pion noir sur case blanche e4 · Pion noir sur case blanche g4 · Pion blanc sur case noire a3 · Pion blanc sur case blanche b3 · Pion blanc sur case noire e3 · Dame noire sur case noire g3 · Fou blanc sur case noire b2 · Dame blanche sur case noire d2 · Tour blanche sur case blanche e2 · Cavalier blanc sur case blanche b1 · Tour blanche sur case blanche d1 · Fou blanc sur case blanche f1 · Roi blanc sur case blanche h1 | Tour noire sur case blanche a8 · Fou noir sur case blanche c8 · Roi noir sur case blanche g8 · Pion noir sur case noire a7 · Pion noir sur case blanche b7 · Pion noir sur case blanche h7 · Pion noir sur case blanche c6 · Fou noir sur case noire d6 · Pion noir sur case blanche e6 · Pion noir sur case blanche d5 · Cavalier noir sur case blanche h5 · Pion blanc sur case blanche c4 · Pion blanc sur case noire d4 · Pion noir sur case blanche e4 · Pion noir sur case blanche g4 · Pion blanc sur case noire a3 · Pion blanc sur case blanche b3 · Pion blanc sur case noire e3 · Dame noire sur case noire g3 · Fou blanc sur case noire b2 · Dame blanche sur case noire d2 · Tour blanche sur case blanche e2 · Cavalier blanc sur case blanche b1 · Tour blanche sur case blanche d1 · Fou blanc sur case blanche f1 · Roi blanc sur case blanche h1 | 7 |
| 6 | Tour noire sur case blanche a8 · Fou noir sur case blanche c8 · Roi noir sur case blanche g8 · Pion noir sur case noire a7 · Pion noir sur case blanche b7 · Pion noir sur case blanche h7 · Pion noir sur case blanche c6 · Fou noir sur case noire d6 · Pion noir sur case blanche e6 · Pion noir sur case blanche d5 · Cavalier noir sur case blanche h5 · Pion blanc sur case blanche c4 · Pion blanc sur case noire d4 · Pion noir sur case blanche e4 · Pion noir sur case blanche g4 · Pion blanc sur case noire a3 · Pion blanc sur case blanche b3 · Pion blanc sur case noire e3 · Dame noire sur case noire g3 · Fou blanc sur case noire b2 · Dame blanche sur case noire d2 · Tour blanche sur case blanche e2 · Cavalier blanc sur case blanche b1 · Tour blanche sur case blanche d1 · Fou blanc sur case blanche f1 · Roi blanc sur case blanche h1 | Tour noire sur case blanche a8 · Fou noir sur case blanche c8 · Roi noir sur case blanche g8 · Pion noir sur case noire a7 · Pion noir sur case blanche b7 · Pion noir sur case blanche h7 · Pion noir sur case blanche c6 · Fou noir sur case noire d6 · Pion noir sur case blanche e6 · Pion noir sur case blanche d5 · Cavalier noir sur case blanche h5 · Pion blanc sur case blanche c4 · Pion blanc sur case noire d4 · Pion noir sur case blanche e4 · Pion noir sur case blanche g4 · Pion blanc sur case noire a3 · Pion blanc sur case blanche b3 · Pion blanc sur case noire e3 · Dame noire sur case noire g3 · Fou blanc sur case noire b2 · Dame blanche sur case noire d2 · Tour blanche sur case blanche e2 · Cavalier blanc sur case blanche b1 · Tour blanche sur case blanche d1 · Fou blanc sur case blanche f1 · Roi blanc sur case blanche h1 | Tour noire sur case blanche a8 · Fou noir sur case blanche c8 · Roi noir sur case blanche g8 · Pion noir sur case noire a7 · Pion noir sur case blanche b7 · Pion noir sur case blanche h7 · Pion noir sur case blanche c6 · Fou noir sur case noire d6 · Pion noir sur case blanche e6 · Pion noir sur case blanche d5 · Cavalier noir sur case blanche h5 · Pion blanc sur case blanche c4 · Pion blanc sur case noire d4 · Pion noir sur case blanche e4 · Pion noir sur case blanche g4 · Pion blanc sur case noire a3 · Pion blanc sur case blanche b3 · Pion blanc sur case noire e3 · Dame noire sur case noire g3 · Fou blanc sur case noire b2 · Dame blanche sur case noire d2 · Tour blanche sur case blanche e2 · Cavalier blanc sur case blanche b1 · Tour blanche sur case blanche d1 · Fou blanc sur case blanche f1 · Roi blanc sur case blanche h1 | Tour noire sur case blanche a8 · Fou noir sur case blanche c8 · Roi noir sur case blanche g8 · Pion noir sur case noire a7 · Pion noir sur case blanche b7 · Pion noir sur case blanche h7 · Pion noir sur case blanche c6 · Fou noir sur case noire d6 · Pion noir sur case blanche e6 · Pion noir sur case blanche d5 · Cavalier noir sur case blanche h5 · Pion blanc sur case blanche c4 · Pion blanc sur case noire d4 · Pion noir sur case blanche e4 · Pion noir sur case blanche g4 · Pion blanc sur case noire a3 · Pion blanc sur case blanche b3 · Pion blanc sur case noire e3 · Dame noire sur case noire g3 · Fou blanc sur case noire b2 · Dame blanche sur case noire d2 · Tour blanche sur case blanche e2 · Cavalier blanc sur case blanche b1 · Tour blanche sur case blanche d1 · Fou blanc sur case blanche f1 · Roi blanc sur case blanche h1 | Tour noire sur case blanche a8 · Fou noir sur case blanche c8 · Roi noir sur case blanche g8 · Pion noir sur case noire a7 · Pion noir sur case blanche b7 · Pion noir sur case blanche h7 · Pion noir sur case blanche c6 · Fou noir sur case noire d6 · Pion noir sur case blanche e6 · Pion noir sur case blanche d5 · Cavalier noir sur case blanche h5 · Pion blanc sur case blanche c4 · Pion blanc sur case noire d4 · Pion noir sur case blanche e4 · Pion noir sur case blanche g4 · Pion blanc sur case noire a3 · Pion blanc sur case blanche b3 · Pion blanc sur case noire e3 · Dame noire sur case noire g3 · Fou blanc sur case noire b2 · Dame blanche sur case noire d2 · Tour blanche sur case blanche e2 · Cavalier blanc sur case blanche b1 · Tour blanche sur case blanche d1 · Fou blanc sur case blanche f1 · Roi blanc sur case blanche h1 | Tour noire sur case blanche a8 · Fou noir sur case blanche c8 · Roi noir sur case blanche g8 · Pion noir sur case noire a7 · Pion noir sur case blanche b7 · Pion noir sur case blanche h7 · Pion noir sur case blanche c6 · Fou noir sur case noire d6 · Pion noir sur case blanche e6 · Pion noir sur case blanche d5 · Cavalier noir sur case blanche h5 · Pion blanc sur case blanche c4 · Pion blanc sur case noire d4 · Pion noir sur case blanche e4 · Pion noir sur case blanche g4 · Pion blanc sur case noire a3 · Pion blanc sur case blanche b3 · Pion blanc sur case noire e3 · Dame noire sur case noire g3 · Fou blanc sur case noire b2 · Dame blanche sur case noire d2 · Tour blanche sur case blanche e2 · Cavalier blanc sur case blanche b1 · Tour blanche sur case blanche d1 · Fou blanc sur case blanche f1 · Roi blanc sur case blanche h1 | Tour noire sur case blanche a8 · Fou noir sur case blanche c8 · Roi noir sur case blanche g8 · Pion noir sur case noire a7 · Pion noir sur case blanche b7 · Pion noir sur case blanche h7 · Pion noir sur case blanche c6 · Fou noir sur case noire d6 · Pion noir sur case blanche e6 · Pion noir sur case blanche d5 · Cavalier noir sur case blanche h5 · Pion blanc sur case blanche c4 · Pion blanc sur case noire d4 · Pion noir sur case blanche e4 · Pion noir sur case blanche g4 · Pion blanc sur case noire a3 · Pion blanc sur case blanche b3 · Pion blanc sur case noire e3 · Dame noire sur case noire g3 · Fou blanc sur case noire b2 · Dame blanche sur case noire d2 · Tour blanche sur case blanche e2 · Cavalier blanc sur case blanche b1 · Tour blanche sur case blanche d1 · Fou blanc sur case blanche f1 · Roi blanc sur case blanche h1 | Tour noire sur case blanche a8 · Fou noir sur case blanche c8 · Roi noir sur case blanche g8 · Pion noir sur case noire a7 · Pion noir sur case blanche b7 · Pion noir sur case blanche h7 · Pion noir sur case blanche c6 · Fou noir sur case noire d6 · Pion noir sur case blanche e6 · Pion noir sur case blanche d5 · Cavalier noir sur case blanche h5 · Pion blanc sur case blanche c4 · Pion blanc sur case noire d4 · Pion noir sur case blanche e4 · Pion noir sur case blanche g4 · Pion blanc sur case noire a3 · Pion blanc sur case blanche b3 · Pion blanc sur case noire e3 · Dame noire sur case noire g3 · Fou blanc sur case noire b2 · Dame blanche sur case noire d2 · Tour blanche sur case blanche e2 · Cavalier blanc sur case blanche b1 · Tour blanche sur case blanche d1 · Fou blanc sur case blanche f1 · Roi blanc sur case blanche h1 | 6 |
| 5 | Tour noire sur case blanche a8 · Fou noir sur case blanche c8 · Roi noir sur case blanche g8 · Pion noir sur case noire a7 · Pion noir sur case blanche b7 · Pion noir sur case blanche h7 · Pion noir sur case blanche c6 · Fou noir sur case noire d6 · Pion noir sur case blanche e6 · Pion noir sur case blanche d5 · Cavalier noir sur case blanche h5 · Pion blanc sur case blanche c4 · Pion blanc sur case noire d4 · Pion noir sur case blanche e4 · Pion noir sur case blanche g4 · Pion blanc sur case noire a3 · Pion blanc sur case blanche b3 · Pion blanc sur case noire e3 · Dame noire sur case noire g3 · Fou blanc sur case noire b2 · Dame blanche sur case noire d2 · Tour blanche sur case blanche e2 · Cavalier blanc sur case blanche b1 · Tour blanche sur case blanche d1 · Fou blanc sur case blanche f1 · Roi blanc sur case blanche h1 | Tour noire sur case blanche a8 · Fou noir sur case blanche c8 · Roi noir sur case blanche g8 · Pion noir sur case noire a7 · Pion noir sur case blanche b7 · Pion noir sur case blanche h7 · Pion noir sur case blanche c6 · Fou noir sur case noire d6 · Pion noir sur case blanche e6 · Pion noir sur case blanche d5 · Cavalier noir sur case blanche h5 · Pion blanc sur case blanche c4 · Pion blanc sur case noire d4 · Pion noir sur case blanche e4 · Pion noir sur case blanche g4 · Pion blanc sur case noire a3 · Pion blanc sur case blanche b3 · Pion blanc sur case noire e3 · Dame noire sur case noire g3 · Fou blanc sur case noire b2 · Dame blanche sur case noire d2 · Tour blanche sur case blanche e2 · Cavalier blanc sur case blanche b1 · Tour blanche sur case blanche d1 · Fou blanc sur case blanche f1 · Roi blanc sur case blanche h1 | Tour noire sur case blanche a8 · Fou noir sur case blanche c8 · Roi noir sur case blanche g8 · Pion noir sur case noire a7 · Pion noir sur case blanche b7 · Pion noir sur case blanche h7 · Pion noir sur case blanche c6 · Fou noir sur case noire d6 · Pion noir sur case blanche e6 · Pion noir sur case blanche d5 · Cavalier noir sur case blanche h5 · Pion blanc sur case blanche c4 · Pion blanc sur case noire d4 · Pion noir sur case blanche e4 · Pion noir sur case blanche g4 · Pion blanc sur case noire a3 · Pion blanc sur case blanche b3 · Pion blanc sur case noire e3 · Dame noire sur case noire g3 · Fou blanc sur case noire b2 · Dame blanche sur case noire d2 · Tour blanche sur case blanche e2 · Cavalier blanc sur case blanche b1 · Tour blanche sur case blanche d1 · Fou blanc sur case blanche f1 · Roi blanc sur case blanche h1 | Tour noire sur case blanche a8 · Fou noir sur case blanche c8 · Roi noir sur case blanche g8 · Pion noir sur case noire a7 · Pion noir sur case blanche b7 · Pion noir sur case blanche h7 · Pion noir sur case blanche c6 · Fou noir sur case noire d6 · Pion noir sur case blanche e6 · Pion noir sur case blanche d5 · Cavalier noir sur case blanche h5 · Pion blanc sur case blanche c4 · Pion blanc sur case noire d4 · Pion noir sur case blanche e4 · Pion noir sur case blanche g4 · Pion blanc sur case noire a3 · Pion blanc sur case blanche b3 · Pion blanc sur case noire e3 · Dame noire sur case noire g3 · Fou blanc sur case noire b2 · Dame blanche sur case noire d2 · Tour blanche sur case blanche e2 · Cavalier blanc sur case blanche b1 · Tour blanche sur case blanche d1 · Fou blanc sur case blanche f1 · Roi blanc sur case blanche h1 | Tour noire sur case blanche a8 · Fou noir sur case blanche c8 · Roi noir sur case blanche g8 · Pion noir sur case noire a7 · Pion noir sur case blanche b7 · Pion noir sur case blanche h7 · Pion noir sur case blanche c6 · Fou noir sur case noire d6 · Pion noir sur case blanche e6 · Pion noir sur case blanche d5 · Cavalier noir sur case blanche h5 · Pion blanc sur case blanche c4 · Pion blanc sur case noire d4 · Pion noir sur case blanche e4 · Pion noir sur case blanche g4 · Pion blanc sur case noire a3 · Pion blanc sur case blanche b3 · Pion blanc sur case noire e3 · Dame noire sur case noire g3 · Fou blanc sur case noire b2 · Dame blanche sur case noire d2 · Tour blanche sur case blanche e2 · Cavalier blanc sur case blanche b1 · Tour blanche sur case blanche d1 · Fou blanc sur case blanche f1 · Roi blanc sur case blanche h1 | Tour noire sur case blanche a8 · Fou noir sur case blanche c8 · Roi noir sur case blanche g8 · Pion noir sur case noire a7 · Pion noir sur case blanche b7 · Pion noir sur case blanche h7 · Pion noir sur case blanche c6 · Fou noir sur case noire d6 · Pion noir sur case blanche e6 · Pion noir sur case blanche d5 · Cavalier noir sur case blanche h5 · Pion blanc sur case blanche c4 · Pion blanc sur case noire d4 · Pion noir sur case blanche e4 · Pion noir sur case blanche g4 · Pion blanc sur case noire a3 · Pion blanc sur case blanche b3 · Pion blanc sur case noire e3 · Dame noire sur case noire g3 · Fou blanc sur case noire b2 · Dame blanche sur case noire d2 · Tour blanche sur case blanche e2 · Cavalier blanc sur case blanche b1 · Tour blanche sur case blanche d1 · Fou blanc sur case blanche f1 · Roi blanc sur case blanche h1 | Tour noire sur case blanche a8 · Fou noir sur case blanche c8 · Roi noir sur case blanche g8 · Pion noir sur case noire a7 · Pion noir sur case blanche b7 · Pion noir sur case blanche h7 · Pion noir sur case blanche c6 · Fou noir sur case noire d6 · Pion noir sur case blanche e6 · Pion noir sur case blanche d5 · Cavalier noir sur case blanche h5 · Pion blanc sur case blanche c4 · Pion blanc sur case noire d4 · Pion noir sur case blanche e4 · Pion noir sur case blanche g4 · Pion blanc sur case noire a3 · Pion blanc sur case blanche b3 · Pion blanc sur case noire e3 · Dame noire sur case noire g3 · Fou blanc sur case noire b2 · Dame blanche sur case noire d2 · Tour blanche sur case blanche e2 · Cavalier blanc sur case blanche b1 · Tour blanche sur case blanche d1 · Fou blanc sur case blanche f1 · Roi blanc sur case blanche h1 | Tour noire sur case blanche a8 · Fou noir sur case blanche c8 · Roi noir sur case blanche g8 · Pion noir sur case noire a7 · Pion noir sur case blanche b7 · Pion noir sur case blanche h7 · Pion noir sur case blanche c6 · Fou noir sur case noire d6 · Pion noir sur case blanche e6 · Pion noir sur case blanche d5 · Cavalier noir sur case blanche h5 · Pion blanc sur case blanche c4 · Pion blanc sur case noire d4 · Pion noir sur case blanche e4 · Pion noir sur case blanche g4 · Pion blanc sur case noire a3 · Pion blanc sur case blanche b3 · Pion blanc sur case noire e3 · Dame noire sur case noire g3 · Fou blanc sur case noire b2 · Dame blanche sur case noire d2 · Tour blanche sur case blanche e2 · Cavalier blanc sur case blanche b1 · Tour blanche sur case blanche d1 · Fou blanc sur case blanche f1 · Roi blanc sur case blanche h1 | 5 |
| 4 | Tour noire sur case blanche a8 · Fou noir sur case blanche c8 · Roi noir sur case blanche g8 · Pion noir sur case noire a7 · Pion noir sur case blanche b7 · Pion noir sur case blanche h7 · Pion noir sur case blanche c6 · Fou noir sur case noire d6 · Pion noir sur case blanche e6 · Pion noir sur case blanche d5 · Cavalier noir sur case blanche h5 · Pion blanc sur case blanche c4 · Pion blanc sur case noire d4 · Pion noir sur case blanche e4 · Pion noir sur case blanche g4 · Pion blanc sur case noire a3 · Pion blanc sur case blanche b3 · Pion blanc sur case noire e3 · Dame noire sur case noire g3 · Fou blanc sur case noire b2 · Dame blanche sur case noire d2 · Tour blanche sur case blanche e2 · Cavalier blanc sur case blanche b1 · Tour blanche sur case blanche d1 · Fou blanc sur case blanche f1 · Roi blanc sur case blanche h1 | Tour noire sur case blanche a8 · Fou noir sur case blanche c8 · Roi noir sur case blanche g8 · Pion noir sur case noire a7 · Pion noir sur case blanche b7 · Pion noir sur case blanche h7 · Pion noir sur case blanche c6 · Fou noir sur case noire d6 · Pion noir sur case blanche e6 · Pion noir sur case blanche d5 · Cavalier noir sur case blanche h5 · Pion blanc sur case blanche c4 · Pion blanc sur case noire d4 · Pion noir sur case blanche e4 · Pion noir sur case blanche g4 · Pion blanc sur case noire a3 · Pion blanc sur case blanche b3 · Pion blanc sur case noire e3 · Dame noire sur case noire g3 · Fou blanc sur case noire b2 · Dame blanche sur case noire d2 · Tour blanche sur case blanche e2 · Cavalier blanc sur case blanche b1 · Tour blanche sur case blanche d1 · Fou blanc sur case blanche f1 · Roi blanc sur case blanche h1 | Tour noire sur case blanche a8 · Fou noir sur case blanche c8 · Roi noir sur case blanche g8 · Pion noir sur case noire a7 · Pion noir sur case blanche b7 · Pion noir sur case blanche h7 · Pion noir sur case blanche c6 · Fou noir sur case noire d6 · Pion noir sur case blanche e6 · Pion noir sur case blanche d5 · Cavalier noir sur case blanche h5 · Pion blanc sur case blanche c4 · Pion blanc sur case noire d4 · Pion noir sur case blanche e4 · Pion noir sur case blanche g4 · Pion blanc sur case noire a3 · Pion blanc sur case blanche b3 · Pion blanc sur case noire e3 · Dame noire sur case noire g3 · Fou blanc sur case noire b2 · Dame blanche sur case noire d2 · Tour blanche sur case blanche e2 · Cavalier blanc sur case blanche b1 · Tour blanche sur case blanche d1 · Fou blanc sur case blanche f1 · Roi blanc sur case blanche h1 | Tour noire sur case blanche a8 · Fou noir sur case blanche c8 · Roi noir sur case blanche g8 · Pion noir sur case noire a7 · Pion noir sur case blanche b7 · Pion noir sur case blanche h7 · Pion noir sur case blanche c6 · Fou noir sur case noire d6 · Pion noir sur case blanche e6 · Pion noir sur case blanche d5 · Cavalier noir sur case blanche h5 · Pion blanc sur case blanche c4 · Pion blanc sur case noire d4 · Pion noir sur case blanche e4 · Pion noir sur case blanche g4 · Pion blanc sur case noire a3 · Pion blanc sur case blanche b3 · Pion blanc sur case noire e3 · Dame noire sur case noire g3 · Fou blanc sur case noire b2 · Dame blanche sur case noire d2 · Tour blanche sur case blanche e2 · Cavalier blanc sur case blanche b1 · Tour blanche sur case blanche d1 · Fou blanc sur case blanche f1 · Roi blanc sur case blanche h1 | Tour noire sur case blanche a8 · Fou noir sur case blanche c8 · Roi noir sur case blanche g8 · Pion noir sur case noire a7 · Pion noir sur case blanche b7 · Pion noir sur case blanche h7 · Pion noir sur case blanche c6 · Fou noir sur case noire d6 · Pion noir sur case blanche e6 · Pion noir sur case blanche d5 · Cavalier noir sur case blanche h5 · Pion blanc sur case blanche c4 · Pion blanc sur case noire d4 · Pion noir sur case blanche e4 · Pion noir sur case blanche g4 · Pion blanc sur case noire a3 · Pion blanc sur case blanche b3 · Pion blanc sur case noire e3 · Dame noire sur case noire g3 · Fou blanc sur case noire b2 · Dame blanche sur case noire d2 · Tour blanche sur case blanche e2 · Cavalier blanc sur case blanche b1 · Tour blanche sur case blanche d1 · Fou blanc sur case blanche f1 · Roi blanc sur case blanche h1 | Tour noire sur case blanche a8 · Fou noir sur case blanche c8 · Roi noir sur case blanche g8 · Pion noir sur case noire a7 · Pion noir sur case blanche b7 · Pion noir sur case blanche h7 · Pion noir sur case blanche c6 · Fou noir sur case noire d6 · Pion noir sur case blanche e6 · Pion noir sur case blanche d5 · Cavalier noir sur case blanche h5 · Pion blanc sur case blanche c4 · Pion blanc sur case noire d4 · Pion noir sur case blanche e4 · Pion noir sur case blanche g4 · Pion blanc sur case noire a3 · Pion blanc sur case blanche b3 · Pion blanc sur case noire e3 · Dame noire sur case noire g3 · Fou blanc sur case noire b2 · Dame blanche sur case noire d2 · Tour blanche sur case blanche e2 · Cavalier blanc sur case blanche b1 · Tour blanche sur case blanche d1 · Fou blanc sur case blanche f1 · Roi blanc sur case blanche h1 | Tour noire sur case blanche a8 · Fou noir sur case blanche c8 · Roi noir sur case blanche g8 · Pion noir sur case noire a7 · Pion noir sur case blanche b7 · Pion noir sur case blanche h7 · Pion noir sur case blanche c6 · Fou noir sur case noire d6 · Pion noir sur case blanche e6 · Pion noir sur case blanche d5 · Cavalier noir sur case blanche h5 · Pion blanc sur case blanche c4 · Pion blanc sur case noire d4 · Pion noir sur case blanche e4 · Pion noir sur case blanche g4 · Pion blanc sur case noire a3 · Pion blanc sur case blanche b3 · Pion blanc sur case noire e3 · Dame noire sur case noire g3 · Fou blanc sur case noire b2 · Dame blanche sur case noire d2 · Tour blanche sur case blanche e2 · Cavalier blanc sur case blanche b1 · Tour blanche sur case blanche d1 · Fou blanc sur case blanche f1 · Roi blanc sur case blanche h1 | Tour noire sur case blanche a8 · Fou noir sur case blanche c8 · Roi noir sur case blanche g8 · Pion noir sur case noire a7 · Pion noir sur case blanche b7 · Pion noir sur case blanche h7 · Pion noir sur case blanche c6 · Fou noir sur case noire d6 · Pion noir sur case blanche e6 · Pion noir sur case blanche d5 · Cavalier noir sur case blanche h5 · Pion blanc sur case blanche c4 · Pion blanc sur case noire d4 · Pion noir sur case blanche e4 · Pion noir sur case blanche g4 · Pion blanc sur case noire a3 · Pion blanc sur case blanche b3 · Pion blanc sur case noire e3 · Dame noire sur case noire g3 · Fou blanc sur case noire b2 · Dame blanche sur case noire d2 · Tour blanche sur case blanche e2 · Cavalier blanc sur case blanche b1 · Tour blanche sur case blanche d1 · Fou blanc sur case blanche f1 · Roi blanc sur case blanche h1 | 4 |
| 3 | Tour noire sur case blanche a8 · Fou noir sur case blanche c8 · Roi noir sur case blanche g8 · Pion noir sur case noire a7 · Pion noir sur case blanche b7 · Pion noir sur case blanche h7 · Pion noir sur case blanche c6 · Fou noir sur case noire d6 · Pion noir sur case blanche e6 · Pion noir sur case blanche d5 · Cavalier noir sur case blanche h5 · Pion blanc sur case blanche c4 · Pion blanc sur case noire d4 · Pion noir sur case blanche e4 · Pion noir sur case blanche g4 · Pion blanc sur case noire a3 · Pion blanc sur case blanche b3 · Pion blanc sur case noire e3 · Dame noire sur case noire g3 · Fou blanc sur case noire b2 · Dame blanche sur case noire d2 · Tour blanche sur case blanche e2 · Cavalier blanc sur case blanche b1 · Tour blanche sur case blanche d1 · Fou blanc sur case blanche f1 · Roi blanc sur case blanche h1 | Tour noire sur case blanche a8 · Fou noir sur case blanche c8 · Roi noir sur case blanche g8 · Pion noir sur case noire a7 · Pion noir sur case blanche b7 · Pion noir sur case blanche h7 · Pion noir sur case blanche c6 · Fou noir sur case noire d6 · Pion noir sur case blanche e6 · Pion noir sur case blanche d5 · Cavalier noir sur case blanche h5 · Pion blanc sur case blanche c4 · Pion blanc sur case noire d4 · Pion noir sur case blanche e4 · Pion noir sur case blanche g4 · Pion blanc sur case noire a3 · Pion blanc sur case blanche b3 · Pion blanc sur case noire e3 · Dame noire sur case noire g3 · Fou blanc sur case noire b2 · Dame blanche sur case noire d2 · Tour blanche sur case blanche e2 · Cavalier blanc sur case blanche b1 · Tour blanche sur case blanche d1 · Fou blanc sur case blanche f1 · Roi blanc sur case blanche h1 | Tour noire sur case blanche a8 · Fou noir sur case blanche c8 · Roi noir sur case blanche g8 · Pion noir sur case noire a7 · Pion noir sur case blanche b7 · Pion noir sur case blanche h7 · Pion noir sur case blanche c6 · Fou noir sur case noire d6 · Pion noir sur case blanche e6 · Pion noir sur case blanche d5 · Cavalier noir sur case blanche h5 · Pion blanc sur case blanche c4 · Pion blanc sur case noire d4 · Pion noir sur case blanche e4 · Pion noir sur case blanche g4 · Pion blanc sur case noire a3 · Pion blanc sur case blanche b3 · Pion blanc sur case noire e3 · Dame noire sur case noire g3 · Fou blanc sur case noire b2 · Dame blanche sur case noire d2 · Tour blanche sur case blanche e2 · Cavalier blanc sur case blanche b1 · Tour blanche sur case blanche d1 · Fou blanc sur case blanche f1 · Roi blanc sur case blanche h1 | Tour noire sur case blanche a8 · Fou noir sur case blanche c8 · Roi noir sur case blanche g8 · Pion noir sur case noire a7 · Pion noir sur case blanche b7 · Pion noir sur case blanche h7 · Pion noir sur case blanche c6 · Fou noir sur case noire d6 · Pion noir sur case blanche e6 · Pion noir sur case blanche d5 · Cavalier noir sur case blanche h5 · Pion blanc sur case blanche c4 · Pion blanc sur case noire d4 · Pion noir sur case blanche e4 · Pion noir sur case blanche g4 · Pion blanc sur case noire a3 · Pion blanc sur case blanche b3 · Pion blanc sur case noire e3 · Dame noire sur case noire g3 · Fou blanc sur case noire b2 · Dame blanche sur case noire d2 · Tour blanche sur case blanche e2 · Cavalier blanc sur case blanche b1 · Tour blanche sur case blanche d1 · Fou blanc sur case blanche f1 · Roi blanc sur case blanche h1 | Tour noire sur case blanche a8 · Fou noir sur case blanche c8 · Roi noir sur case blanche g8 · Pion noir sur case noire a7 · Pion noir sur case blanche b7 · Pion noir sur case blanche h7 · Pion noir sur case blanche c6 · Fou noir sur case noire d6 · Pion noir sur case blanche e6 · Pion noir sur case blanche d5 · Cavalier noir sur case blanche h5 · Pion blanc sur case blanche c4 · Pion blanc sur case noire d4 · Pion noir sur case blanche e4 · Pion noir sur case blanche g4 · Pion blanc sur case noire a3 · Pion blanc sur case blanche b3 · Pion blanc sur case noire e3 · Dame noire sur case noire g3 · Fou blanc sur case noire b2 · Dame blanche sur case noire d2 · Tour blanche sur case blanche e2 · Cavalier blanc sur case blanche b1 · Tour blanche sur case blanche d1 · Fou blanc sur case blanche f1 · Roi blanc sur case blanche h1 | Tour noire sur case blanche a8 · Fou noir sur case blanche c8 · Roi noir sur case blanche g8 · Pion noir sur case noire a7 · Pion noir sur case blanche b7 · Pion noir sur case blanche h7 · Pion noir sur case blanche c6 · Fou noir sur case noire d6 · Pion noir sur case blanche e6 · Pion noir sur case blanche d5 · Cavalier noir sur case blanche h5 · Pion blanc sur case blanche c4 · Pion blanc sur case noire d4 · Pion noir sur case blanche e4 · Pion noir sur case blanche g4 · Pion blanc sur case noire a3 · Pion blanc sur case blanche b3 · Pion blanc sur case noire e3 · Dame noire sur case noire g3 · Fou blanc sur case noire b2 · Dame blanche sur case noire d2 · Tour blanche sur case blanche e2 · Cavalier blanc sur case blanche b1 · Tour blanche sur case blanche d1 · Fou blanc sur case blanche f1 · Roi blanc sur case blanche h1 | Tour noire sur case blanche a8 · Fou noir sur case blanche c8 · Roi noir sur case blanche g8 · Pion noir sur case noire a7 · Pion noir sur case blanche b7 · Pion noir sur case blanche h7 · Pion noir sur case blanche c6 · Fou noir sur case noire d6 · Pion noir sur case blanche e6 · Pion noir sur case blanche d5 · Cavalier noir sur case blanche h5 · Pion blanc sur case blanche c4 · Pion blanc sur case noire d4 · Pion noir sur case blanche e4 · Pion noir sur case blanche g4 · Pion blanc sur case noire a3 · Pion blanc sur case blanche b3 · Pion blanc sur case noire e3 · Dame noire sur case noire g3 · Fou blanc sur case noire b2 · Dame blanche sur case noire d2 · Tour blanche sur case blanche e2 · Cavalier blanc sur case blanche b1 · Tour blanche sur case blanche d1 · Fou blanc sur case blanche f1 · Roi blanc sur case blanche h1 | Tour noire sur case blanche a8 · Fou noir sur case blanche c8 · Roi noir sur case blanche g8 · Pion noir sur case noire a7 · Pion noir sur case blanche b7 · Pion noir sur case blanche h7 · Pion noir sur case blanche c6 · Fou noir sur case noire d6 · Pion noir sur case blanche e6 · Pion noir sur case blanche d5 · Cavalier noir sur case blanche h5 · Pion blanc sur case blanche c4 · Pion blanc sur case noire d4 · Pion noir sur case blanche e4 · Pion noir sur case blanche g4 · Pion blanc sur case noire a3 · Pion blanc sur case blanche b3 · Pion blanc sur case noire e3 · Dame noire sur case noire g3 · Fou blanc sur case noire b2 · Dame blanche sur case noire d2 · Tour blanche sur case blanche e2 · Cavalier blanc sur case blanche b1 · Tour blanche sur case blanche d1 · Fou blanc sur case blanche f1 · Roi blanc sur case blanche h1 | 3 |
| 2 | Tour noire sur case blanche a8 · Fou noir sur case blanche c8 · Roi noir sur case blanche g8 · Pion noir sur case noire a7 · Pion noir sur case blanche b7 · Pion noir sur case blanche h7 · Pion noir sur case blanche c6 · Fou noir sur case noire d6 · Pion noir sur case blanche e6 · Pion noir sur case blanche d5 · Cavalier noir sur case blanche h5 · Pion blanc sur case blanche c4 · Pion blanc sur case noire d4 · Pion noir sur case blanche e4 · Pion noir sur case blanche g4 · Pion blanc sur case noire a3 · Pion blanc sur case blanche b3 · Pion blanc sur case noire e3 · Dame noire sur case noire g3 · Fou blanc sur case noire b2 · Dame blanche sur case noire d2 · Tour blanche sur case blanche e2 · Cavalier blanc sur case blanche b1 · Tour blanche sur case blanche d1 · Fou blanc sur case blanche f1 · Roi blanc sur case blanche h1 | Tour noire sur case blanche a8 · Fou noir sur case blanche c8 · Roi noir sur case blanche g8 · Pion noir sur case noire a7 · Pion noir sur case blanche b7 · Pion noir sur case blanche h7 · Pion noir sur case blanche c6 · Fou noir sur case noire d6 · Pion noir sur case blanche e6 · Pion noir sur case blanche d5 · Cavalier noir sur case blanche h5 · Pion blanc sur case blanche c4 · Pion blanc sur case noire d4 · Pion noir sur case blanche e4 · Pion noir sur case blanche g4 · Pion blanc sur case noire a3 · Pion blanc sur case blanche b3 · Pion blanc sur case noire e3 · Dame noire sur case noire g3 · Fou blanc sur case noire b2 · Dame blanche sur case noire d2 · Tour blanche sur case blanche e2 · Cavalier blanc sur case blanche b1 · Tour blanche sur case blanche d1 · Fou blanc sur case blanche f1 · Roi blanc sur case blanche h1 | Tour noire sur case blanche a8 · Fou noir sur case blanche c8 · Roi noir sur case blanche g8 · Pion noir sur case noire a7 · Pion noir sur case blanche b7 · Pion noir sur case blanche h7 · Pion noir sur case blanche c6 · Fou noir sur case noire d6 · Pion noir sur case blanche e6 · Pion noir sur case blanche d5 · Cavalier noir sur case blanche h5 · Pion blanc sur case blanche c4 · Pion blanc sur case noire d4 · Pion noir sur case blanche e4 · Pion noir sur case blanche g4 · Pion blanc sur case noire a3 · Pion blanc sur case blanche b3 · Pion blanc sur case noire e3 · Dame noire sur case noire g3 · Fou blanc sur case noire b2 · Dame blanche sur case noire d2 · Tour blanche sur case blanche e2 · Cavalier blanc sur case blanche b1 · Tour blanche sur case blanche d1 · Fou blanc sur case blanche f1 · Roi blanc sur case blanche h1 | Tour noire sur case blanche a8 · Fou noir sur case blanche c8 · Roi noir sur case blanche g8 · Pion noir sur case noire a7 · Pion noir sur case blanche b7 · Pion noir sur case blanche h7 · Pion noir sur case blanche c6 · Fou noir sur case noire d6 · Pion noir sur case blanche e6 · Pion noir sur case blanche d5 · Cavalier noir sur case blanche h5 · Pion blanc sur case blanche c4 · Pion blanc sur case noire d4 · Pion noir sur case blanche e4 · Pion noir sur case blanche g4 · Pion blanc sur case noire a3 · Pion blanc sur case blanche b3 · Pion blanc sur case noire e3 · Dame noire sur case noire g3 · Fou blanc sur case noire b2 · Dame blanche sur case noire d2 · Tour blanche sur case blanche e2 · Cavalier blanc sur case blanche b1 · Tour blanche sur case blanche d1 · Fou blanc sur case blanche f1 · Roi blanc sur case blanche h1 | Tour noire sur case blanche a8 · Fou noir sur case blanche c8 · Roi noir sur case blanche g8 · Pion noir sur case noire a7 · Pion noir sur case blanche b7 · Pion noir sur case blanche h7 · Pion noir sur case blanche c6 · Fou noir sur case noire d6 · Pion noir sur case blanche e6 · Pion noir sur case blanche d5 · Cavalier noir sur case blanche h5 · Pion blanc sur case blanche c4 · Pion blanc sur case noire d4 · Pion noir sur case blanche e4 · Pion noir sur case blanche g4 · Pion blanc sur case noire a3 · Pion blanc sur case blanche b3 · Pion blanc sur case noire e3 · Dame noire sur case noire g3 · Fou blanc sur case noire b2 · Dame blanche sur case noire d2 · Tour blanche sur case blanche e2 · Cavalier blanc sur case blanche b1 · Tour blanche sur case blanche d1 · Fou blanc sur case blanche f1 · Roi blanc sur case blanche h1 | Tour noire sur case blanche a8 · Fou noir sur case blanche c8 · Roi noir sur case blanche g8 · Pion noir sur case noire a7 · Pion noir sur case blanche b7 · Pion noir sur case blanche h7 · Pion noir sur case blanche c6 · Fou noir sur case noire d6 · Pion noir sur case blanche e6 · Pion noir sur case blanche d5 · Cavalier noir sur case blanche h5 · Pion blanc sur case blanche c4 · Pion blanc sur case noire d4 · Pion noir sur case blanche e4 · Pion noir sur case blanche g4 · Pion blanc sur case noire a3 · Pion blanc sur case blanche b3 · Pion blanc sur case noire e3 · Dame noire sur case noire g3 · Fou blanc sur case noire b2 · Dame blanche sur case noire d2 · Tour blanche sur case blanche e2 · Cavalier blanc sur case blanche b1 · Tour blanche sur case blanche d1 · Fou blanc sur case blanche f1 · Roi blanc sur case blanche h1 | Tour noire sur case blanche a8 · Fou noir sur case blanche c8 · Roi noir sur case blanche g8 · Pion noir sur case noire a7 · Pion noir sur case blanche b7 · Pion noir sur case blanche h7 · Pion noir sur case blanche c6 · Fou noir sur case noire d6 · Pion noir sur case blanche e6 · Pion noir sur case blanche d5 · Cavalier noir sur case blanche h5 · Pion blanc sur case blanche c4 · Pion blanc sur case noire d4 · Pion noir sur case blanche e4 · Pion noir sur case blanche g4 · Pion blanc sur case noire a3 · Pion blanc sur case blanche b3 · Pion blanc sur case noire e3 · Dame noire sur case noire g3 · Fou blanc sur case noire b2 · Dame blanche sur case noire d2 · Tour blanche sur case blanche e2 · Cavalier blanc sur case blanche b1 · Tour blanche sur case blanche d1 · Fou blanc sur case blanche f1 · Roi blanc sur case blanche h1 | Tour noire sur case blanche a8 · Fou noir sur case blanche c8 · Roi noir sur case blanche g8 · Pion noir sur case noire a7 · Pion noir sur case blanche b7 · Pion noir sur case blanche h7 · Pion noir sur case blanche c6 · Fou noir sur case noire d6 · Pion noir sur case blanche e6 · Pion noir sur case blanche d5 · Cavalier noir sur case blanche h5 · Pion blanc sur case blanche c4 · Pion blanc sur case noire d4 · Pion noir sur case blanche e4 · Pion noir sur case blanche g4 · Pion blanc sur case noire a3 · Pion blanc sur case blanche b3 · Pion blanc sur case noire e3 · Dame noire sur case noire g3 · Fou blanc sur case noire b2 · Dame blanche sur case noire d2 · Tour blanche sur case blanche e2 · Cavalier blanc sur case blanche b1 · Tour blanche sur case blanche d1 · Fou blanc sur case blanche f1 · Roi blanc sur case blanche h1 | 2 |
| 1 | Tour noire sur case blanche a8 · Fou noir sur case blanche c8 · Roi noir sur case blanche g8 · Pion noir sur case noire a7 · Pion noir sur case blanche b7 · Pion noir sur case blanche h7 · Pion noir sur case blanche c6 · Fou noir sur case noire d6 · Pion noir sur case blanche e6 · Pion noir sur case blanche d5 · Cavalier noir sur case blanche h5 · Pion blanc sur case blanche c4 · Pion blanc sur case noire d4 · Pion noir sur case blanche e4 · Pion noir sur case blanche g4 · Pion blanc sur case noire a3 · Pion blanc sur case blanche b3 · Pion blanc sur case noire e3 · Dame noire sur case noire g3 · Fou blanc sur case noire b2 · Dame blanche sur case noire d2 · Tour blanche sur case blanche e2 · Cavalier blanc sur case blanche b1 · Tour blanche sur case blanche d1 · Fou blanc sur case blanche f1 · Roi blanc sur case blanche h1 | Tour noire sur case blanche a8 · Fou noir sur case blanche c8 · Roi noir sur case blanche g8 · Pion noir sur case noire a7 · Pion noir sur case blanche b7 · Pion noir sur case blanche h7 · Pion noir sur case blanche c6 · Fou noir sur case noire d6 · Pion noir sur case blanche e6 · Pion noir sur case blanche d5 · Cavalier noir sur case blanche h5 · Pion blanc sur case blanche c4 · Pion blanc sur case noire d4 · Pion noir sur case blanche e4 · Pion noir sur case blanche g4 · Pion blanc sur case noire a3 · Pion blanc sur case blanche b3 · Pion blanc sur case noire e3 · Dame noire sur case noire g3 · Fou blanc sur case noire b2 · Dame blanche sur case noire d2 · Tour blanche sur case blanche e2 · Cavalier blanc sur case blanche b1 · Tour blanche sur case blanche d1 · Fou blanc sur case blanche f1 · Roi blanc sur case blanche h1 | Tour noire sur case blanche a8 · Fou noir sur case blanche c8 · Roi noir sur case blanche g8 · Pion noir sur case noire a7 · Pion noir sur case blanche b7 · Pion noir sur case blanche h7 · Pion noir sur case blanche c6 · Fou noir sur case noire d6 · Pion noir sur case blanche e6 · Pion noir sur case blanche d5 · Cavalier noir sur case blanche h5 · Pion blanc sur case blanche c4 · Pion blanc sur case noire d4 · Pion noir sur case blanche e4 · Pion noir sur case blanche g4 · Pion blanc sur case noire a3 · Pion blanc sur case blanche b3 · Pion blanc sur case noire e3 · Dame noire sur case noire g3 · Fou blanc sur case noire b2 · Dame blanche sur case noire d2 · Tour blanche sur case blanche e2 · Cavalier blanc sur case blanche b1 · Tour blanche sur case blanche d1 · Fou blanc sur case blanche f1 · Roi blanc sur case blanche h1 | Tour noire sur case blanche a8 · Fou noir sur case blanche c8 · Roi noir sur case blanche g8 · Pion noir sur case noire a7 · Pion noir sur case blanche b7 · Pion noir sur case blanche h7 · Pion noir sur case blanche c6 · Fou noir sur case noire d6 · Pion noir sur case blanche e6 · Pion noir sur case blanche d5 · Cavalier noir sur case blanche h5 · Pion blanc sur case blanche c4 · Pion blanc sur case noire d4 · Pion noir sur case blanche e4 · Pion noir sur case blanche g4 · Pion blanc sur case noire a3 · Pion blanc sur case blanche b3 · Pion blanc sur case noire e3 · Dame noire sur case noire g3 · Fou blanc sur case noire b2 · Dame blanche sur case noire d2 · Tour blanche sur case blanche e2 · Cavalier blanc sur case blanche b1 · Tour blanche sur case blanche d1 · Fou blanc sur case blanche f1 · Roi blanc sur case blanche h1 | Tour noire sur case blanche a8 · Fou noir sur case blanche c8 · Roi noir sur case blanche g8 · Pion noir sur case noire a7 · Pion noir sur case blanche b7 · Pion noir sur case blanche h7 · Pion noir sur case blanche c6 · Fou noir sur case noire d6 · Pion noir sur case blanche e6 · Pion noir sur case blanche d5 · Cavalier noir sur case blanche h5 · Pion blanc sur case blanche c4 · Pion blanc sur case noire d4 · Pion noir sur case blanche e4 · Pion noir sur case blanche g4 · Pion blanc sur case noire a3 · Pion blanc sur case blanche b3 · Pion blanc sur case noire e3 · Dame noire sur case noire g3 · Fou blanc sur case noire b2 · Dame blanche sur case noire d2 · Tour blanche sur case blanche e2 · Cavalier blanc sur case blanche b1 · Tour blanche sur case blanche d1 · Fou blanc sur case blanche f1 · Roi blanc sur case blanche h1 | Tour noire sur case blanche a8 · Fou noir sur case blanche c8 · Roi noir sur case blanche g8 · Pion noir sur case noire a7 · Pion noir sur case blanche b7 · Pion noir sur case blanche h7 · Pion noir sur case blanche c6 · Fou noir sur case noire d6 · Pion noir sur case blanche e6 · Pion noir sur case blanche d5 · Cavalier noir sur case blanche h5 · Pion blanc sur case blanche c4 · Pion blanc sur case noire d4 · Pion noir sur case blanche e4 · Pion noir sur case blanche g4 · Pion blanc sur case noire a3 · Pion blanc sur case blanche b3 · Pion blanc sur case noire e3 · Dame noire sur case noire g3 · Fou blanc sur case noire b2 · Dame blanche sur case noire d2 · Tour blanche sur case blanche e2 · Cavalier blanc sur case blanche b1 · Tour blanche sur case blanche d1 · Fou blanc sur case blanche f1 · Roi blanc sur case blanche h1 | Tour noire sur case blanche a8 · Fou noir sur case blanche c8 · Roi noir sur case blanche g8 · Pion noir sur case noire a7 · Pion noir sur case blanche b7 · Pion noir sur case blanche h7 · Pion noir sur case blanche c6 · Fou noir sur case noire d6 · Pion noir sur case blanche e6 · Pion noir sur case blanche d5 · Cavalier noir sur case blanche h5 · Pion blanc sur case blanche c4 · Pion blanc sur case noire d4 · Pion noir sur case blanche e4 · Pion noir sur case blanche g4 · Pion blanc sur case noire a3 · Pion blanc sur case blanche b3 · Pion blanc sur case noire e3 · Dame noire sur case noire g3 · Fou blanc sur case noire b2 · Dame blanche sur case noire d2 · Tour blanche sur case blanche e2 · Cavalier blanc sur case blanche b1 · Tour blanche sur case blanche d1 · Fou blanc sur case blanche f1 · Roi blanc sur case blanche h1 | Tour noire sur case blanche a8 · Fou noir sur case blanche c8 · Roi noir sur case blanche g8 · Pion noir sur case noire a7 · Pion noir sur case blanche b7 · Pion noir sur case blanche h7 · Pion noir sur case blanche c6 · Fou noir sur case noire d6 · Pion noir sur case blanche e6 · Pion noir sur case blanche d5 · Cavalier noir sur case blanche h5 · Pion blanc sur case blanche c4 · Pion blanc sur case noire d4 · Pion noir sur case blanche e4 · Pion noir sur case blanche g4 · Pion blanc sur case noire a3 · Pion blanc sur case blanche b3 · Pion blanc sur case noire e3 · Dame noire sur case noire g3 · Fou blanc sur case noire b2 · Dame blanche sur case noire d2 · Tour blanche sur case blanche e2 · Cavalier blanc sur case blanche b1 · Tour blanche sur case blanche d1 · Fou blanc sur case blanche f1 · Roi blanc sur case blanche h1 | 1 |
|   | a | b | c | d | e | f | g | h |   |

22. ... Fd7!!
« Il est curieux qu'avec une tour de moins, les Noirs aient le temps de poursuivre leur développement. » (Tartakover, cité par Le Lionnais)
23. Tf2 Dh4+ 24. Rg1 Fg3!
Selon Réti, « il y a là une situation fantastique, dans laquelle les Blancs, malgré leur supériorité matérielle, sont complètement impuissants devant la menace ... Cg7, ... Cf5. »
25. Fc3 Fxf2+ 26. Dxf2 g3 27. Dg2 Tf8 28. Fe1
Les noirs ont complété leur développement, alors que les blancs préparent leur défense.
|   | a | b | c | d | e | f | g | h |   |
| 8 | Tour noire sur case noire f8 · Roi noir sur case blanche g8 · Pion noir sur case noire a7 · Pion noir sur case blanche b7 · Fou noir sur case blanche d7 · Pion noir sur case blanche h7 · Pion noir sur case blanche c6 · Pion noir sur case blanche e6 · Pion noir sur case blanche d5 · Cavalier noir sur case blanche h5 · Pion blanc sur case blanche c4 · Pion blanc sur case noire d4 · Pion noir sur case blanche e4 · Dame noire sur case noire h4 · Pion blanc sur case noire a3 · Pion blanc sur case blanche b3 · Pion blanc sur case noire e3 · Pion noir sur case noire g3 · Dame blanche sur case blanche g2 · Cavalier blanc sur case blanche b1 · Tour blanche sur case blanche d1 · Fou blanc sur case noire e1 · Fou blanc sur case blanche f1 · Roi blanc sur case noire g1 | Tour noire sur case noire f8 · Roi noir sur case blanche g8 · Pion noir sur case noire a7 · Pion noir sur case blanche b7 · Fou noir sur case blanche d7 · Pion noir sur case blanche h7 · Pion noir sur case blanche c6 · Pion noir sur case blanche e6 · Pion noir sur case blanche d5 · Cavalier noir sur case blanche h5 · Pion blanc sur case blanche c4 · Pion blanc sur case noire d4 · Pion noir sur case blanche e4 · Dame noire sur case noire h4 · Pion blanc sur case noire a3 · Pion blanc sur case blanche b3 · Pion blanc sur case noire e3 · Pion noir sur case noire g3 · Dame blanche sur case blanche g2 · Cavalier blanc sur case blanche b1 · Tour blanche sur case blanche d1 · Fou blanc sur case noire e1 · Fou blanc sur case blanche f1 · Roi blanc sur case noire g1 | Tour noire sur case noire f8 · Roi noir sur case blanche g8 · Pion noir sur case noire a7 · Pion noir sur case blanche b7 · Fou noir sur case blanche d7 · Pion noir sur case blanche h7 · Pion noir sur case blanche c6 · Pion noir sur case blanche e6 · Pion noir sur case blanche d5 · Cavalier noir sur case blanche h5 · Pion blanc sur case blanche c4 · Pion blanc sur case noire d4 · Pion noir sur case blanche e4 · Dame noire sur case noire h4 · Pion blanc sur case noire a3 · Pion blanc sur case blanche b3 · Pion blanc sur case noire e3 · Pion noir sur case noire g3 · Dame blanche sur case blanche g2 · Cavalier blanc sur case blanche b1 · Tour blanche sur case blanche d1 · Fou blanc sur case noire e1 · Fou blanc sur case blanche f1 · Roi blanc sur case noire g1 | Tour noire sur case noire f8 · Roi noir sur case blanche g8 · Pion noir sur case noire a7 · Pion noir sur case blanche b7 · Fou noir sur case blanche d7 · Pion noir sur case blanche h7 · Pion noir sur case blanche c6 · Pion noir sur case blanche e6 · Pion noir sur case blanche d5 · Cavalier noir sur case blanche h5 · Pion blanc sur case blanche c4 · Pion blanc sur case noire d4 · Pion noir sur case blanche e4 · Dame noire sur case noire h4 · Pion blanc sur case noire a3 · Pion blanc sur case blanche b3 · Pion blanc sur case noire e3 · Pion noir sur case noire g3 · Dame blanche sur case blanche g2 · Cavalier blanc sur case blanche b1 · Tour blanche sur case blanche d1 · Fou blanc sur case noire e1 · Fou blanc sur case blanche f1 · Roi blanc sur case noire g1 | Tour noire sur case noire f8 · Roi noir sur case blanche g8 · Pion noir sur case noire a7 · Pion noir sur case blanche b7 · Fou noir sur case blanche d7 · Pion noir sur case blanche h7 · Pion noir sur case blanche c6 · Pion noir sur case blanche e6 · Pion noir sur case blanche d5 · Cavalier noir sur case blanche h5 · Pion blanc sur case blanche c4 · Pion blanc sur case noire d4 · Pion noir sur case blanche e4 · Dame noire sur case noire h4 · Pion blanc sur case noire a3 · Pion blanc sur case blanche b3 · Pion blanc sur case noire e3 · Pion noir sur case noire g3 · Dame blanche sur case blanche g2 · Cavalier blanc sur case blanche b1 · Tour blanche sur case blanche d1 · Fou blanc sur case noire e1 · Fou blanc sur case blanche f1 · Roi blanc sur case noire g1 | Tour noire sur case noire f8 · Roi noir sur case blanche g8 · Pion noir sur case noire a7 · Pion noir sur case blanche b7 · Fou noir sur case blanche d7 · Pion noir sur case blanche h7 · Pion noir sur case blanche c6 · Pion noir sur case blanche e6 · Pion noir sur case blanche d5 · Cavalier noir sur case blanche h5 · Pion blanc sur case blanche c4 · Pion blanc sur case noire d4 · Pion noir sur case blanche e4 · Dame noire sur case noire h4 · Pion blanc sur case noire a3 · Pion blanc sur case blanche b3 · Pion blanc sur case noire e3 · Pion noir sur case noire g3 · Dame blanche sur case blanche g2 · Cavalier blanc sur case blanche b1 · Tour blanche sur case blanche d1 · Fou blanc sur case noire e1 · Fou blanc sur case blanche f1 · Roi blanc sur case noire g1 | Tour noire sur case noire f8 · Roi noir sur case blanche g8 · Pion noir sur case noire a7 · Pion noir sur case blanche b7 · Fou noir sur case blanche d7 · Pion noir sur case blanche h7 · Pion noir sur case blanche c6 · Pion noir sur case blanche e6 · Pion noir sur case blanche d5 · Cavalier noir sur case blanche h5 · Pion blanc sur case blanche c4 · Pion blanc sur case noire d4 · Pion noir sur case blanche e4 · Dame noire sur case noire h4 · Pion blanc sur case noire a3 · Pion blanc sur case blanche b3 · Pion blanc sur case noire e3 · Pion noir sur case noire g3 · Dame blanche sur case blanche g2 · Cavalier blanc sur case blanche b1 · Tour blanche sur case blanche d1 · Fou blanc sur case noire e1 · Fou blanc sur case blanche f1 · Roi blanc sur case noire g1 | Tour noire sur case noire f8 · Roi noir sur case blanche g8 · Pion noir sur case noire a7 · Pion noir sur case blanche b7 · Fou noir sur case blanche d7 · Pion noir sur case blanche h7 · Pion noir sur case blanche c6 · Pion noir sur case blanche e6 · Pion noir sur case blanche d5 · Cavalier noir sur case blanche h5 · Pion blanc sur case blanche c4 · Pion blanc sur case noire d4 · Pion noir sur case blanche e4 · Dame noire sur case noire h4 · Pion blanc sur case noire a3 · Pion blanc sur case blanche b3 · Pion blanc sur case noire e3 · Pion noir sur case noire g3 · Dame blanche sur case blanche g2 · Cavalier blanc sur case blanche b1 · Tour blanche sur case blanche d1 · Fou blanc sur case noire e1 · Fou blanc sur case blanche f1 · Roi blanc sur case noire g1 | 8 |
| 7 | Tour noire sur case noire f8 · Roi noir sur case blanche g8 · Pion noir sur case noire a7 · Pion noir sur case blanche b7 · Fou noir sur case blanche d7 · Pion noir sur case blanche h7 · Pion noir sur case blanche c6 · Pion noir sur case blanche e6 · Pion noir sur case blanche d5 · Cavalier noir sur case blanche h5 · Pion blanc sur case blanche c4 · Pion blanc sur case noire d4 · Pion noir sur case blanche e4 · Dame noire sur case noire h4 · Pion blanc sur case noire a3 · Pion blanc sur case blanche b3 · Pion blanc sur case noire e3 · Pion noir sur case noire g3 · Dame blanche sur case blanche g2 · Cavalier blanc sur case blanche b1 · Tour blanche sur case blanche d1 · Fou blanc sur case noire e1 · Fou blanc sur case blanche f1 · Roi blanc sur case noire g1 | Tour noire sur case noire f8 · Roi noir sur case blanche g8 · Pion noir sur case noire a7 · Pion noir sur case blanche b7 · Fou noir sur case blanche d7 · Pion noir sur case blanche h7 · Pion noir sur case blanche c6 · Pion noir sur case blanche e6 · Pion noir sur case blanche d5 · Cavalier noir sur case blanche h5 · Pion blanc sur case blanche c4 · Pion blanc sur case noire d4 · Pion noir sur case blanche e4 · Dame noire sur case noire h4 · Pion blanc sur case noire a3 · Pion blanc sur case blanche b3 · Pion blanc sur case noire e3 · Pion noir sur case noire g3 · Dame blanche sur case blanche g2 · Cavalier blanc sur case blanche b1 · Tour blanche sur case blanche d1 · Fou blanc sur case noire e1 · Fou blanc sur case blanche f1 · Roi blanc sur case noire g1 | Tour noire sur case noire f8 · Roi noir sur case blanche g8 · Pion noir sur case noire a7 · Pion noir sur case blanche b7 · Fou noir sur case blanche d7 · Pion noir sur case blanche h7 · Pion noir sur case blanche c6 · Pion noir sur case blanche e6 · Pion noir sur case blanche d5 · Cavalier noir sur case blanche h5 · Pion blanc sur case blanche c4 · Pion blanc sur case noire d4 · Pion noir sur case blanche e4 · Dame noire sur case noire h4 · Pion blanc sur case noire a3 · Pion blanc sur case blanche b3 · Pion blanc sur case noire e3 · Pion noir sur case noire g3 · Dame blanche sur case blanche g2 · Cavalier blanc sur case blanche b1 · Tour blanche sur case blanche d1 · Fou blanc sur case noire e1 · Fou blanc sur case blanche f1 · Roi blanc sur case noire g1 | Tour noire sur case noire f8 · Roi noir sur case blanche g8 · Pion noir sur case noire a7 · Pion noir sur case blanche b7 · Fou noir sur case blanche d7 · Pion noir sur case blanche h7 · Pion noir sur case blanche c6 · Pion noir sur case blanche e6 · Pion noir sur case blanche d5 · Cavalier noir sur case blanche h5 · Pion blanc sur case blanche c4 · Pion blanc sur case noire d4 · Pion noir sur case blanche e4 · Dame noire sur case noire h4 · Pion blanc sur case noire a3 · Pion blanc sur case blanche b3 · Pion blanc sur case noire e3 · Pion noir sur case noire g3 · Dame blanche sur case blanche g2 · Cavalier blanc sur case blanche b1 · Tour blanche sur case blanche d1 · Fou blanc sur case noire e1 · Fou blanc sur case blanche f1 · Roi blanc sur case noire g1 | Tour noire sur case noire f8 · Roi noir sur case blanche g8 · Pion noir sur case noire a7 · Pion noir sur case blanche b7 · Fou noir sur case blanche d7 · Pion noir sur case blanche h7 · Pion noir sur case blanche c6 · Pion noir sur case blanche e6 · Pion noir sur case blanche d5 · Cavalier noir sur case blanche h5 · Pion blanc sur case blanche c4 · Pion blanc sur case noire d4 · Pion noir sur case blanche e4 · Dame noire sur case noire h4 · Pion blanc sur case noire a3 · Pion blanc sur case blanche b3 · Pion blanc sur case noire e3 · Pion noir sur case noire g3 · Dame blanche sur case blanche g2 · Cavalier blanc sur case blanche b1 · Tour blanche sur case blanche d1 · Fou blanc sur case noire e1 · Fou blanc sur case blanche f1 · Roi blanc sur case noire g1 | Tour noire sur case noire f8 · Roi noir sur case blanche g8 · Pion noir sur case noire a7 · Pion noir sur case blanche b7 · Fou noir sur case blanche d7 · Pion noir sur case blanche h7 · Pion noir sur case blanche c6 · Pion noir sur case blanche e6 · Pion noir sur case blanche d5 · Cavalier noir sur case blanche h5 · Pion blanc sur case blanche c4 · Pion blanc sur case noire d4 · Pion noir sur case blanche e4 · Dame noire sur case noire h4 · Pion blanc sur case noire a3 · Pion blanc sur case blanche b3 · Pion blanc sur case noire e3 · Pion noir sur case noire g3 · Dame blanche sur case blanche g2 · Cavalier blanc sur case blanche b1 · Tour blanche sur case blanche d1 · Fou blanc sur case noire e1 · Fou blanc sur case blanche f1 · Roi blanc sur case noire g1 | Tour noire sur case noire f8 · Roi noir sur case blanche g8 · Pion noir sur case noire a7 · Pion noir sur case blanche b7 · Fou noir sur case blanche d7 · Pion noir sur case blanche h7 · Pion noir sur case blanche c6 · Pion noir sur case blanche e6 · Pion noir sur case blanche d5 · Cavalier noir sur case blanche h5 · Pion blanc sur case blanche c4 · Pion blanc sur case noire d4 · Pion noir sur case blanche e4 · Dame noire sur case noire h4 · Pion blanc sur case noire a3 · Pion blanc sur case blanche b3 · Pion blanc sur case noire e3 · Pion noir sur case noire g3 · Dame blanche sur case blanche g2 · Cavalier blanc sur case blanche b1 · Tour blanche sur case blanche d1 · Fou blanc sur case noire e1 · Fou blanc sur case blanche f1 · Roi blanc sur case noire g1 | Tour noire sur case noire f8 · Roi noir sur case blanche g8 · Pion noir sur case noire a7 · Pion noir sur case blanche b7 · Fou noir sur case blanche d7 · Pion noir sur case blanche h7 · Pion noir sur case blanche c6 · Pion noir sur case blanche e6 · Pion noir sur case blanche d5 · Cavalier noir sur case blanche h5 · Pion blanc sur case blanche c4 · Pion blanc sur case noire d4 · Pion noir sur case blanche e4 · Dame noire sur case noire h4 · Pion blanc sur case noire a3 · Pion blanc sur case blanche b3 · Pion blanc sur case noire e3 · Pion noir sur case noire g3 · Dame blanche sur case blanche g2 · Cavalier blanc sur case blanche b1 · Tour blanche sur case blanche d1 · Fou blanc sur case noire e1 · Fou blanc sur case blanche f1 · Roi blanc sur case noire g1 | 7 |
| 6 | Tour noire sur case noire f8 · Roi noir sur case blanche g8 · Pion noir sur case noire a7 · Pion noir sur case blanche b7 · Fou noir sur case blanche d7 · Pion noir sur case blanche h7 · Pion noir sur case blanche c6 · Pion noir sur case blanche e6 · Pion noir sur case blanche d5 · Cavalier noir sur case blanche h5 · Pion blanc sur case blanche c4 · Pion blanc sur case noire d4 · Pion noir sur case blanche e4 · Dame noire sur case noire h4 · Pion blanc sur case noire a3 · Pion blanc sur case blanche b3 · Pion blanc sur case noire e3 · Pion noir sur case noire g3 · Dame blanche sur case blanche g2 · Cavalier blanc sur case blanche b1 · Tour blanche sur case blanche d1 · Fou blanc sur case noire e1 · Fou blanc sur case blanche f1 · Roi blanc sur case noire g1 | Tour noire sur case noire f8 · Roi noir sur case blanche g8 · Pion noir sur case noire a7 · Pion noir sur case blanche b7 · Fou noir sur case blanche d7 · Pion noir sur case blanche h7 · Pion noir sur case blanche c6 · Pion noir sur case blanche e6 · Pion noir sur case blanche d5 · Cavalier noir sur case blanche h5 · Pion blanc sur case blanche c4 · Pion blanc sur case noire d4 · Pion noir sur case blanche e4 · Dame noire sur case noire h4 · Pion blanc sur case noire a3 · Pion blanc sur case blanche b3 · Pion blanc sur case noire e3 · Pion noir sur case noire g3 · Dame blanche sur case blanche g2 · Cavalier blanc sur case blanche b1 · Tour blanche sur case blanche d1 · Fou blanc sur case noire e1 · Fou blanc sur case blanche f1 · Roi blanc sur case noire g1 | Tour noire sur case noire f8 · Roi noir sur case blanche g8 · Pion noir sur case noire a7 · Pion noir sur case blanche b7 · Fou noir sur case blanche d7 · Pion noir sur case blanche h7 · Pion noir sur case blanche c6 · Pion noir sur case blanche e6 · Pion noir sur case blanche d5 · Cavalier noir sur case blanche h5 · Pion blanc sur case blanche c4 · Pion blanc sur case noire d4 · Pion noir sur case blanche e4 · Dame noire sur case noire h4 · Pion blanc sur case noire a3 · Pion blanc sur case blanche b3 · Pion blanc sur case noire e3 · Pion noir sur case noire g3 · Dame blanche sur case blanche g2 · Cavalier blanc sur case blanche b1 · Tour blanche sur case blanche d1 · Fou blanc sur case noire e1 · Fou blanc sur case blanche f1 · Roi blanc sur case noire g1 | Tour noire sur case noire f8 · Roi noir sur case blanche g8 · Pion noir sur case noire a7 · Pion noir sur case blanche b7 · Fou noir sur case blanche d7 · Pion noir sur case blanche h7 · Pion noir sur case blanche c6 · Pion noir sur case blanche e6 · Pion noir sur case blanche d5 · Cavalier noir sur case blanche h5 · Pion blanc sur case blanche c4 · Pion blanc sur case noire d4 · Pion noir sur case blanche e4 · Dame noire sur case noire h4 · Pion blanc sur case noire a3 · Pion blanc sur case blanche b3 · Pion blanc sur case noire e3 · Pion noir sur case noire g3 · Dame blanche sur case blanche g2 · Cavalier blanc sur case blanche b1 · Tour blanche sur case blanche d1 · Fou blanc sur case noire e1 · Fou blanc sur case blanche f1 · Roi blanc sur case noire g1 | Tour noire sur case noire f8 · Roi noir sur case blanche g8 · Pion noir sur case noire a7 · Pion noir sur case blanche b7 · Fou noir sur case blanche d7 · Pion noir sur case blanche h7 · Pion noir sur case blanche c6 · Pion noir sur case blanche e6 · Pion noir sur case blanche d5 · Cavalier noir sur case blanche h5 · Pion blanc sur case blanche c4 · Pion blanc sur case noire d4 · Pion noir sur case blanche e4 · Dame noire sur case noire h4 · Pion blanc sur case noire a3 · Pion blanc sur case blanche b3 · Pion blanc sur case noire e3 · Pion noir sur case noire g3 · Dame blanche sur case blanche g2 · Cavalier blanc sur case blanche b1 · Tour blanche sur case blanche d1 · Fou blanc sur case noire e1 · Fou blanc sur case blanche f1 · Roi blanc sur case noire g1 | Tour noire sur case noire f8 · Roi noir sur case blanche g8 · Pion noir sur case noire a7 · Pion noir sur case blanche b7 · Fou noir sur case blanche d7 · Pion noir sur case blanche h7 · Pion noir sur case blanche c6 · Pion noir sur case blanche e6 · Pion noir sur case blanche d5 · Cavalier noir sur case blanche h5 · Pion blanc sur case blanche c4 · Pion blanc sur case noire d4 · Pion noir sur case blanche e4 · Dame noire sur case noire h4 · Pion blanc sur case noire a3 · Pion blanc sur case blanche b3 · Pion blanc sur case noire e3 · Pion noir sur case noire g3 · Dame blanche sur case blanche g2 · Cavalier blanc sur case blanche b1 · Tour blanche sur case blanche d1 · Fou blanc sur case noire e1 · Fou blanc sur case blanche f1 · Roi blanc sur case noire g1 | Tour noire sur case noire f8 · Roi noir sur case blanche g8 · Pion noir sur case noire a7 · Pion noir sur case blanche b7 · Fou noir sur case blanche d7 · Pion noir sur case blanche h7 · Pion noir sur case blanche c6 · Pion noir sur case blanche e6 · Pion noir sur case blanche d5 · Cavalier noir sur case blanche h5 · Pion blanc sur case blanche c4 · Pion blanc sur case noire d4 · Pion noir sur case blanche e4 · Dame noire sur case noire h4 · Pion blanc sur case noire a3 · Pion blanc sur case blanche b3 · Pion blanc sur case noire e3 · Pion noir sur case noire g3 · Dame blanche sur case blanche g2 · Cavalier blanc sur case blanche b1 · Tour blanche sur case blanche d1 · Fou blanc sur case noire e1 · Fou blanc sur case blanche f1 · Roi blanc sur case noire g1 | Tour noire sur case noire f8 · Roi noir sur case blanche g8 · Pion noir sur case noire a7 · Pion noir sur case blanche b7 · Fou noir sur case blanche d7 · Pion noir sur case blanche h7 · Pion noir sur case blanche c6 · Pion noir sur case blanche e6 · Pion noir sur case blanche d5 · Cavalier noir sur case blanche h5 · Pion blanc sur case blanche c4 · Pion blanc sur case noire d4 · Pion noir sur case blanche e4 · Dame noire sur case noire h4 · Pion blanc sur case noire a3 · Pion blanc sur case blanche b3 · Pion blanc sur case noire e3 · Pion noir sur case noire g3 · Dame blanche sur case blanche g2 · Cavalier blanc sur case blanche b1 · Tour blanche sur case blanche d1 · Fou blanc sur case noire e1 · Fou blanc sur case blanche f1 · Roi blanc sur case noire g1 | 6 |
| 5 | Tour noire sur case noire f8 · Roi noir sur case blanche g8 · Pion noir sur case noire a7 · Pion noir sur case blanche b7 · Fou noir sur case blanche d7 · Pion noir sur case blanche h7 · Pion noir sur case blanche c6 · Pion noir sur case blanche e6 · Pion noir sur case blanche d5 · Cavalier noir sur case blanche h5 · Pion blanc sur case blanche c4 · Pion blanc sur case noire d4 · Pion noir sur case blanche e4 · Dame noire sur case noire h4 · Pion blanc sur case noire a3 · Pion blanc sur case blanche b3 · Pion blanc sur case noire e3 · Pion noir sur case noire g3 · Dame blanche sur case blanche g2 · Cavalier blanc sur case blanche b1 · Tour blanche sur case blanche d1 · Fou blanc sur case noire e1 · Fou blanc sur case blanche f1 · Roi blanc sur case noire g1 | Tour noire sur case noire f8 · Roi noir sur case blanche g8 · Pion noir sur case noire a7 · Pion noir sur case blanche b7 · Fou noir sur case blanche d7 · Pion noir sur case blanche h7 · Pion noir sur case blanche c6 · Pion noir sur case blanche e6 · Pion noir sur case blanche d5 · Cavalier noir sur case blanche h5 · Pion blanc sur case blanche c4 · Pion blanc sur case noire d4 · Pion noir sur case blanche e4 · Dame noire sur case noire h4 · Pion blanc sur case noire a3 · Pion blanc sur case blanche b3 · Pion blanc sur case noire e3 · Pion noir sur case noire g3 · Dame blanche sur case blanche g2 · Cavalier blanc sur case blanche b1 · Tour blanche sur case blanche d1 · Fou blanc sur case noire e1 · Fou blanc sur case blanche f1 · Roi blanc sur case noire g1 | Tour noire sur case noire f8 · Roi noir sur case blanche g8 · Pion noir sur case noire a7 · Pion noir sur case blanche b7 · Fou noir sur case blanche d7 · Pion noir sur case blanche h7 · Pion noir sur case blanche c6 · Pion noir sur case blanche e6 · Pion noir sur case blanche d5 · Cavalier noir sur case blanche h5 · Pion blanc sur case blanche c4 · Pion blanc sur case noire d4 · Pion noir sur case blanche e4 · Dame noire sur case noire h4 · Pion blanc sur case noire a3 · Pion blanc sur case blanche b3 · Pion blanc sur case noire e3 · Pion noir sur case noire g3 · Dame blanche sur case blanche g2 · Cavalier blanc sur case blanche b1 · Tour blanche sur case blanche d1 · Fou blanc sur case noire e1 · Fou blanc sur case blanche f1 · Roi blanc sur case noire g1 | Tour noire sur case noire f8 · Roi noir sur case blanche g8 · Pion noir sur case noire a7 · Pion noir sur case blanche b7 · Fou noir sur case blanche d7 · Pion noir sur case blanche h7 · Pion noir sur case blanche c6 · Pion noir sur case blanche e6 · Pion noir sur case blanche d5 · Cavalier noir sur case blanche h5 · Pion blanc sur case blanche c4 · Pion blanc sur case noire d4 · Pion noir sur case blanche e4 · Dame noire sur case noire h4 · Pion blanc sur case noire a3 · Pion blanc sur case blanche b3 · Pion blanc sur case noire e3 · Pion noir sur case noire g3 · Dame blanche sur case blanche g2 · Cavalier blanc sur case blanche b1 · Tour blanche sur case blanche d1 · Fou blanc sur case noire e1 · Fou blanc sur case blanche f1 · Roi blanc sur case noire g1 | Tour noire sur case noire f8 · Roi noir sur case blanche g8 · Pion noir sur case noire a7 · Pion noir sur case blanche b7 · Fou noir sur case blanche d7 · Pion noir sur case blanche h7 · Pion noir sur case blanche c6 · Pion noir sur case blanche e6 · Pion noir sur case blanche d5 · Cavalier noir sur case blanche h5 · Pion blanc sur case blanche c4 · Pion blanc sur case noire d4 · Pion noir sur case blanche e4 · Dame noire sur case noire h4 · Pion blanc sur case noire a3 · Pion blanc sur case blanche b3 · Pion blanc sur case noire e3 · Pion noir sur case noire g3 · Dame blanche sur case blanche g2 · Cavalier blanc sur case blanche b1 · Tour blanche sur case blanche d1 · Fou blanc sur case noire e1 · Fou blanc sur case blanche f1 · Roi blanc sur case noire g1 | Tour noire sur case noire f8 · Roi noir sur case blanche g8 · Pion noir sur case noire a7 · Pion noir sur case blanche b7 · Fou noir sur case blanche d7 · Pion noir sur case blanche h7 · Pion noir sur case blanche c6 · Pion noir sur case blanche e6 · Pion noir sur case blanche d5 · Cavalier noir sur case blanche h5 · Pion blanc sur case blanche c4 · Pion blanc sur case noire d4 · Pion noir sur case blanche e4 · Dame noire sur case noire h4 · Pion blanc sur case noire a3 · Pion blanc sur case blanche b3 · Pion blanc sur case noire e3 · Pion noir sur case noire g3 · Dame blanche sur case blanche g2 · Cavalier blanc sur case blanche b1 · Tour blanche sur case blanche d1 · Fou blanc sur case noire e1 · Fou blanc sur case blanche f1 · Roi blanc sur case noire g1 | Tour noire sur case noire f8 · Roi noir sur case blanche g8 · Pion noir sur case noire a7 · Pion noir sur case blanche b7 · Fou noir sur case blanche d7 · Pion noir sur case blanche h7 · Pion noir sur case blanche c6 · Pion noir sur case blanche e6 · Pion noir sur case blanche d5 · Cavalier noir sur case blanche h5 · Pion blanc sur case blanche c4 · Pion blanc sur case noire d4 · Pion noir sur case blanche e4 · Dame noire sur case noire h4 · Pion blanc sur case noire a3 · Pion blanc sur case blanche b3 · Pion blanc sur case noire e3 · Pion noir sur case noire g3 · Dame blanche sur case blanche g2 · Cavalier blanc sur case blanche b1 · Tour blanche sur case blanche d1 · Fou blanc sur case noire e1 · Fou blanc sur case blanche f1 · Roi blanc sur case noire g1 | Tour noire sur case noire f8 · Roi noir sur case blanche g8 · Pion noir sur case noire a7 · Pion noir sur case blanche b7 · Fou noir sur case blanche d7 · Pion noir sur case blanche h7 · Pion noir sur case blanche c6 · Pion noir sur case blanche e6 · Pion noir sur case blanche d5 · Cavalier noir sur case blanche h5 · Pion blanc sur case blanche c4 · Pion blanc sur case noire d4 · Pion noir sur case blanche e4 · Dame noire sur case noire h4 · Pion blanc sur case noire a3 · Pion blanc sur case blanche b3 · Pion blanc sur case noire e3 · Pion noir sur case noire g3 · Dame blanche sur case blanche g2 · Cavalier blanc sur case blanche b1 · Tour blanche sur case blanche d1 · Fou blanc sur case noire e1 · Fou blanc sur case blanche f1 · Roi blanc sur case noire g1 | 5 |
| 4 | Tour noire sur case noire f8 · Roi noir sur case blanche g8 · Pion noir sur case noire a7 · Pion noir sur case blanche b7 · Fou noir sur case blanche d7 · Pion noir sur case blanche h7 · Pion noir sur case blanche c6 · Pion noir sur case blanche e6 · Pion noir sur case blanche d5 · Cavalier noir sur case blanche h5 · Pion blanc sur case blanche c4 · Pion blanc sur case noire d4 · Pion noir sur case blanche e4 · Dame noire sur case noire h4 · Pion blanc sur case noire a3 · Pion blanc sur case blanche b3 · Pion blanc sur case noire e3 · Pion noir sur case noire g3 · Dame blanche sur case blanche g2 · Cavalier blanc sur case blanche b1 · Tour blanche sur case blanche d1 · Fou blanc sur case noire e1 · Fou blanc sur case blanche f1 · Roi blanc sur case noire g1 | Tour noire sur case noire f8 · Roi noir sur case blanche g8 · Pion noir sur case noire a7 · Pion noir sur case blanche b7 · Fou noir sur case blanche d7 · Pion noir sur case blanche h7 · Pion noir sur case blanche c6 · Pion noir sur case blanche e6 · Pion noir sur case blanche d5 · Cavalier noir sur case blanche h5 · Pion blanc sur case blanche c4 · Pion blanc sur case noire d4 · Pion noir sur case blanche e4 · Dame noire sur case noire h4 · Pion blanc sur case noire a3 · Pion blanc sur case blanche b3 · Pion blanc sur case noire e3 · Pion noir sur case noire g3 · Dame blanche sur case blanche g2 · Cavalier blanc sur case blanche b1 · Tour blanche sur case blanche d1 · Fou blanc sur case noire e1 · Fou blanc sur case blanche f1 · Roi blanc sur case noire g1 | Tour noire sur case noire f8 · Roi noir sur case blanche g8 · Pion noir sur case noire a7 · Pion noir sur case blanche b7 · Fou noir sur case blanche d7 · Pion noir sur case blanche h7 · Pion noir sur case blanche c6 · Pion noir sur case blanche e6 · Pion noir sur case blanche d5 · Cavalier noir sur case blanche h5 · Pion blanc sur case blanche c4 · Pion blanc sur case noire d4 · Pion noir sur case blanche e4 · Dame noire sur case noire h4 · Pion blanc sur case noire a3 · Pion blanc sur case blanche b3 · Pion blanc sur case noire e3 · Pion noir sur case noire g3 · Dame blanche sur case blanche g2 · Cavalier blanc sur case blanche b1 · Tour blanche sur case blanche d1 · Fou blanc sur case noire e1 · Fou blanc sur case blanche f1 · Roi blanc sur case noire g1 | Tour noire sur case noire f8 · Roi noir sur case blanche g8 · Pion noir sur case noire a7 · Pion noir sur case blanche b7 · Fou noir sur case blanche d7 · Pion noir sur case blanche h7 · Pion noir sur case blanche c6 · Pion noir sur case blanche e6 · Pion noir sur case blanche d5 · Cavalier noir sur case blanche h5 · Pion blanc sur case blanche c4 · Pion blanc sur case noire d4 · Pion noir sur case blanche e4 · Dame noire sur case noire h4 · Pion blanc sur case noire a3 · Pion blanc sur case blanche b3 · Pion blanc sur case noire e3 · Pion noir sur case noire g3 · Dame blanche sur case blanche g2 · Cavalier blanc sur case blanche b1 · Tour blanche sur case blanche d1 · Fou blanc sur case noire e1 · Fou blanc sur case blanche f1 · Roi blanc sur case noire g1 | Tour noire sur case noire f8 · Roi noir sur case blanche g8 · Pion noir sur case noire a7 · Pion noir sur case blanche b7 · Fou noir sur case blanche d7 · Pion noir sur case blanche h7 · Pion noir sur case blanche c6 · Pion noir sur case blanche e6 · Pion noir sur case blanche d5 · Cavalier noir sur case blanche h5 · Pion blanc sur case blanche c4 · Pion blanc sur case noire d4 · Pion noir sur case blanche e4 · Dame noire sur case noire h4 · Pion blanc sur case noire a3 · Pion blanc sur case blanche b3 · Pion blanc sur case noire e3 · Pion noir sur case noire g3 · Dame blanche sur case blanche g2 · Cavalier blanc sur case blanche b1 · Tour blanche sur case blanche d1 · Fou blanc sur case noire e1 · Fou blanc sur case blanche f1 · Roi blanc sur case noire g1 | Tour noire sur case noire f8 · Roi noir sur case blanche g8 · Pion noir sur case noire a7 · Pion noir sur case blanche b7 · Fou noir sur case blanche d7 · Pion noir sur case blanche h7 · Pion noir sur case blanche c6 · Pion noir sur case blanche e6 · Pion noir sur case blanche d5 · Cavalier noir sur case blanche h5 · Pion blanc sur case blanche c4 · Pion blanc sur case noire d4 · Pion noir sur case blanche e4 · Dame noire sur case noire h4 · Pion blanc sur case noire a3 · Pion blanc sur case blanche b3 · Pion blanc sur case noire e3 · Pion noir sur case noire g3 · Dame blanche sur case blanche g2 · Cavalier blanc sur case blanche b1 · Tour blanche sur case blanche d1 · Fou blanc sur case noire e1 · Fou blanc sur case blanche f1 · Roi blanc sur case noire g1 | Tour noire sur case noire f8 · Roi noir sur case blanche g8 · Pion noir sur case noire a7 · Pion noir sur case blanche b7 · Fou noir sur case blanche d7 · Pion noir sur case blanche h7 · Pion noir sur case blanche c6 · Pion noir sur case blanche e6 · Pion noir sur case blanche d5 · Cavalier noir sur case blanche h5 · Pion blanc sur case blanche c4 · Pion blanc sur case noire d4 · Pion noir sur case blanche e4 · Dame noire sur case noire h4 · Pion blanc sur case noire a3 · Pion blanc sur case blanche b3 · Pion blanc sur case noire e3 · Pion noir sur case noire g3 · Dame blanche sur case blanche g2 · Cavalier blanc sur case blanche b1 · Tour blanche sur case blanche d1 · Fou blanc sur case noire e1 · Fou blanc sur case blanche f1 · Roi blanc sur case noire g1 | Tour noire sur case noire f8 · Roi noir sur case blanche g8 · Pion noir sur case noire a7 · Pion noir sur case blanche b7 · Fou noir sur case blanche d7 · Pion noir sur case blanche h7 · Pion noir sur case blanche c6 · Pion noir sur case blanche e6 · Pion noir sur case blanche d5 · Cavalier noir sur case blanche h5 · Pion blanc sur case blanche c4 · Pion blanc sur case noire d4 · Pion noir sur case blanche e4 · Dame noire sur case noire h4 · Pion blanc sur case noire a3 · Pion blanc sur case blanche b3 · Pion blanc sur case noire e3 · Pion noir sur case noire g3 · Dame blanche sur case blanche g2 · Cavalier blanc sur case blanche b1 · Tour blanche sur case blanche d1 · Fou blanc sur case noire e1 · Fou blanc sur case blanche f1 · Roi blanc sur case noire g1 | 4 |
| 3 | Tour noire sur case noire f8 · Roi noir sur case blanche g8 · Pion noir sur case noire a7 · Pion noir sur case blanche b7 · Fou noir sur case blanche d7 · Pion noir sur case blanche h7 · Pion noir sur case blanche c6 · Pion noir sur case blanche e6 · Pion noir sur case blanche d5 · Cavalier noir sur case blanche h5 · Pion blanc sur case blanche c4 · Pion blanc sur case noire d4 · Pion noir sur case blanche e4 · Dame noire sur case noire h4 · Pion blanc sur case noire a3 · Pion blanc sur case blanche b3 · Pion blanc sur case noire e3 · Pion noir sur case noire g3 · Dame blanche sur case blanche g2 · Cavalier blanc sur case blanche b1 · Tour blanche sur case blanche d1 · Fou blanc sur case noire e1 · Fou blanc sur case blanche f1 · Roi blanc sur case noire g1 | Tour noire sur case noire f8 · Roi noir sur case blanche g8 · Pion noir sur case noire a7 · Pion noir sur case blanche b7 · Fou noir sur case blanche d7 · Pion noir sur case blanche h7 · Pion noir sur case blanche c6 · Pion noir sur case blanche e6 · Pion noir sur case blanche d5 · Cavalier noir sur case blanche h5 · Pion blanc sur case blanche c4 · Pion blanc sur case noire d4 · Pion noir sur case blanche e4 · Dame noire sur case noire h4 · Pion blanc sur case noire a3 · Pion blanc sur case blanche b3 · Pion blanc sur case noire e3 · Pion noir sur case noire g3 · Dame blanche sur case blanche g2 · Cavalier blanc sur case blanche b1 · Tour blanche sur case blanche d1 · Fou blanc sur case noire e1 · Fou blanc sur case blanche f1 · Roi blanc sur case noire g1 | Tour noire sur case noire f8 · Roi noir sur case blanche g8 · Pion noir sur case noire a7 · Pion noir sur case blanche b7 · Fou noir sur case blanche d7 · Pion noir sur case blanche h7 · Pion noir sur case blanche c6 · Pion noir sur case blanche e6 · Pion noir sur case blanche d5 · Cavalier noir sur case blanche h5 · Pion blanc sur case blanche c4 · Pion blanc sur case noire d4 · Pion noir sur case blanche e4 · Dame noire sur case noire h4 · Pion blanc sur case noire a3 · Pion blanc sur case blanche b3 · Pion blanc sur case noire e3 · Pion noir sur case noire g3 · Dame blanche sur case blanche g2 · Cavalier blanc sur case blanche b1 · Tour blanche sur case blanche d1 · Fou blanc sur case noire e1 · Fou blanc sur case blanche f1 · Roi blanc sur case noire g1 | Tour noire sur case noire f8 · Roi noir sur case blanche g8 · Pion noir sur case noire a7 · Pion noir sur case blanche b7 · Fou noir sur case blanche d7 · Pion noir sur case blanche h7 · Pion noir sur case blanche c6 · Pion noir sur case blanche e6 · Pion noir sur case blanche d5 · Cavalier noir sur case blanche h5 · Pion blanc sur case blanche c4 · Pion blanc sur case noire d4 · Pion noir sur case blanche e4 · Dame noire sur case noire h4 · Pion blanc sur case noire a3 · Pion blanc sur case blanche b3 · Pion blanc sur case noire e3 · Pion noir sur case noire g3 · Dame blanche sur case blanche g2 · Cavalier blanc sur case blanche b1 · Tour blanche sur case blanche d1 · Fou blanc sur case noire e1 · Fou blanc sur case blanche f1 · Roi blanc sur case noire g1 | Tour noire sur case noire f8 · Roi noir sur case blanche g8 · Pion noir sur case noire a7 · Pion noir sur case blanche b7 · Fou noir sur case blanche d7 · Pion noir sur case blanche h7 · Pion noir sur case blanche c6 · Pion noir sur case blanche e6 · Pion noir sur case blanche d5 · Cavalier noir sur case blanche h5 · Pion blanc sur case blanche c4 · Pion blanc sur case noire d4 · Pion noir sur case blanche e4 · Dame noire sur case noire h4 · Pion blanc sur case noire a3 · Pion blanc sur case blanche b3 · Pion blanc sur case noire e3 · Pion noir sur case noire g3 · Dame blanche sur case blanche g2 · Cavalier blanc sur case blanche b1 · Tour blanche sur case blanche d1 · Fou blanc sur case noire e1 · Fou blanc sur case blanche f1 · Roi blanc sur case noire g1 | Tour noire sur case noire f8 · Roi noir sur case blanche g8 · Pion noir sur case noire a7 · Pion noir sur case blanche b7 · Fou noir sur case blanche d7 · Pion noir sur case blanche h7 · Pion noir sur case blanche c6 · Pion noir sur case blanche e6 · Pion noir sur case blanche d5 · Cavalier noir sur case blanche h5 · Pion blanc sur case blanche c4 · Pion blanc sur case noire d4 · Pion noir sur case blanche e4 · Dame noire sur case noire h4 · Pion blanc sur case noire a3 · Pion blanc sur case blanche b3 · Pion blanc sur case noire e3 · Pion noir sur case noire g3 · Dame blanche sur case blanche g2 · Cavalier blanc sur case blanche b1 · Tour blanche sur case blanche d1 · Fou blanc sur case noire e1 · Fou blanc sur case blanche f1 · Roi blanc sur case noire g1 | Tour noire sur case noire f8 · Roi noir sur case blanche g8 · Pion noir sur case noire a7 · Pion noir sur case blanche b7 · Fou noir sur case blanche d7 · Pion noir sur case blanche h7 · Pion noir sur case blanche c6 · Pion noir sur case blanche e6 · Pion noir sur case blanche d5 · Cavalier noir sur case blanche h5 · Pion blanc sur case blanche c4 · Pion blanc sur case noire d4 · Pion noir sur case blanche e4 · Dame noire sur case noire h4 · Pion blanc sur case noire a3 · Pion blanc sur case blanche b3 · Pion blanc sur case noire e3 · Pion noir sur case noire g3 · Dame blanche sur case blanche g2 · Cavalier blanc sur case blanche b1 · Tour blanche sur case blanche d1 · Fou blanc sur case noire e1 · Fou blanc sur case blanche f1 · Roi blanc sur case noire g1 | Tour noire sur case noire f8 · Roi noir sur case blanche g8 · Pion noir sur case noire a7 · Pion noir sur case blanche b7 · Fou noir sur case blanche d7 · Pion noir sur case blanche h7 · Pion noir sur case blanche c6 · Pion noir sur case blanche e6 · Pion noir sur case blanche d5 · Cavalier noir sur case blanche h5 · Pion blanc sur case blanche c4 · Pion blanc sur case noire d4 · Pion noir sur case blanche e4 · Dame noire sur case noire h4 · Pion blanc sur case noire a3 · Pion blanc sur case blanche b3 · Pion blanc sur case noire e3 · Pion noir sur case noire g3 · Dame blanche sur case blanche g2 · Cavalier blanc sur case blanche b1 · Tour blanche sur case blanche d1 · Fou blanc sur case noire e1 · Fou blanc sur case blanche f1 · Roi blanc sur case noire g1 | 3 |
| 2 | Tour noire sur case noire f8 · Roi noir sur case blanche g8 · Pion noir sur case noire a7 · Pion noir sur case blanche b7 · Fou noir sur case blanche d7 · Pion noir sur case blanche h7 · Pion noir sur case blanche c6 · Pion noir sur case blanche e6 · Pion noir sur case blanche d5 · Cavalier noir sur case blanche h5 · Pion blanc sur case blanche c4 · Pion blanc sur case noire d4 · Pion noir sur case blanche e4 · Dame noire sur case noire h4 · Pion blanc sur case noire a3 · Pion blanc sur case blanche b3 · Pion blanc sur case noire e3 · Pion noir sur case noire g3 · Dame blanche sur case blanche g2 · Cavalier blanc sur case blanche b1 · Tour blanche sur case blanche d1 · Fou blanc sur case noire e1 · Fou blanc sur case blanche f1 · Roi blanc sur case noire g1 | Tour noire sur case noire f8 · Roi noir sur case blanche g8 · Pion noir sur case noire a7 · Pion noir sur case blanche b7 · Fou noir sur case blanche d7 · Pion noir sur case blanche h7 · Pion noir sur case blanche c6 · Pion noir sur case blanche e6 · Pion noir sur case blanche d5 · Cavalier noir sur case blanche h5 · Pion blanc sur case blanche c4 · Pion blanc sur case noire d4 · Pion noir sur case blanche e4 · Dame noire sur case noire h4 · Pion blanc sur case noire a3 · Pion blanc sur case blanche b3 · Pion blanc sur case noire e3 · Pion noir sur case noire g3 · Dame blanche sur case blanche g2 · Cavalier blanc sur case blanche b1 · Tour blanche sur case blanche d1 · Fou blanc sur case noire e1 · Fou blanc sur case blanche f1 · Roi blanc sur case noire g1 | Tour noire sur case noire f8 · Roi noir sur case blanche g8 · Pion noir sur case noire a7 · Pion noir sur case blanche b7 · Fou noir sur case blanche d7 · Pion noir sur case blanche h7 · Pion noir sur case blanche c6 · Pion noir sur case blanche e6 · Pion noir sur case blanche d5 · Cavalier noir sur case blanche h5 · Pion blanc sur case blanche c4 · Pion blanc sur case noire d4 · Pion noir sur case blanche e4 · Dame noire sur case noire h4 · Pion blanc sur case noire a3 · Pion blanc sur case blanche b3 · Pion blanc sur case noire e3 · Pion noir sur case noire g3 · Dame blanche sur case blanche g2 · Cavalier blanc sur case blanche b1 · Tour blanche sur case blanche d1 · Fou blanc sur case noire e1 · Fou blanc sur case blanche f1 · Roi blanc sur case noire g1 | Tour noire sur case noire f8 · Roi noir sur case blanche g8 · Pion noir sur case noire a7 · Pion noir sur case blanche b7 · Fou noir sur case blanche d7 · Pion noir sur case blanche h7 · Pion noir sur case blanche c6 · Pion noir sur case blanche e6 · Pion noir sur case blanche d5 · Cavalier noir sur case blanche h5 · Pion blanc sur case blanche c4 · Pion blanc sur case noire d4 · Pion noir sur case blanche e4 · Dame noire sur case noire h4 · Pion blanc sur case noire a3 · Pion blanc sur case blanche b3 · Pion blanc sur case noire e3 · Pion noir sur case noire g3 · Dame blanche sur case blanche g2 · Cavalier blanc sur case blanche b1 · Tour blanche sur case blanche d1 · Fou blanc sur case noire e1 · Fou blanc sur case blanche f1 · Roi blanc sur case noire g1 | Tour noire sur case noire f8 · Roi noir sur case blanche g8 · Pion noir sur case noire a7 · Pion noir sur case blanche b7 · Fou noir sur case blanche d7 · Pion noir sur case blanche h7 · Pion noir sur case blanche c6 · Pion noir sur case blanche e6 · Pion noir sur case blanche d5 · Cavalier noir sur case blanche h5 · Pion blanc sur case blanche c4 · Pion blanc sur case noire d4 · Pion noir sur case blanche e4 · Dame noire sur case noire h4 · Pion blanc sur case noire a3 · Pion blanc sur case blanche b3 · Pion blanc sur case noire e3 · Pion noir sur case noire g3 · Dame blanche sur case blanche g2 · Cavalier blanc sur case blanche b1 · Tour blanche sur case blanche d1 · Fou blanc sur case noire e1 · Fou blanc sur case blanche f1 · Roi blanc sur case noire g1 | Tour noire sur case noire f8 · Roi noir sur case blanche g8 · Pion noir sur case noire a7 · Pion noir sur case blanche b7 · Fou noir sur case blanche d7 · Pion noir sur case blanche h7 · Pion noir sur case blanche c6 · Pion noir sur case blanche e6 · Pion noir sur case blanche d5 · Cavalier noir sur case blanche h5 · Pion blanc sur case blanche c4 · Pion blanc sur case noire d4 · Pion noir sur case blanche e4 · Dame noire sur case noire h4 · Pion blanc sur case noire a3 · Pion blanc sur case blanche b3 · Pion blanc sur case noire e3 · Pion noir sur case noire g3 · Dame blanche sur case blanche g2 · Cavalier blanc sur case blanche b1 · Tour blanche sur case blanche d1 · Fou blanc sur case noire e1 · Fou blanc sur case blanche f1 · Roi blanc sur case noire g1 | Tour noire sur case noire f8 · Roi noir sur case blanche g8 · Pion noir sur case noire a7 · Pion noir sur case blanche b7 · Fou noir sur case blanche d7 · Pion noir sur case blanche h7 · Pion noir sur case blanche c6 · Pion noir sur case blanche e6 · Pion noir sur case blanche d5 · Cavalier noir sur case blanche h5 · Pion blanc sur case blanche c4 · Pion blanc sur case noire d4 · Pion noir sur case blanche e4 · Dame noire sur case noire h4 · Pion blanc sur case noire a3 · Pion blanc sur case blanche b3 · Pion blanc sur case noire e3 · Pion noir sur case noire g3 · Dame blanche sur case blanche g2 · Cavalier blanc sur case blanche b1 · Tour blanche sur case blanche d1 · Fou blanc sur case noire e1 · Fou blanc sur case blanche f1 · Roi blanc sur case noire g1 | Tour noire sur case noire f8 · Roi noir sur case blanche g8 · Pion noir sur case noire a7 · Pion noir sur case blanche b7 · Fou noir sur case blanche d7 · Pion noir sur case blanche h7 · Pion noir sur case blanche c6 · Pion noir sur case blanche e6 · Pion noir sur case blanche d5 · Cavalier noir sur case blanche h5 · Pion blanc sur case blanche c4 · Pion blanc sur case noire d4 · Pion noir sur case blanche e4 · Dame noire sur case noire h4 · Pion blanc sur case noire a3 · Pion blanc sur case blanche b3 · Pion blanc sur case noire e3 · Pion noir sur case noire g3 · Dame blanche sur case blanche g2 · Cavalier blanc sur case blanche b1 · Tour blanche sur case blanche d1 · Fou blanc sur case noire e1 · Fou blanc sur case blanche f1 · Roi blanc sur case noire g1 | 2 |
| 1 | Tour noire sur case noire f8 · Roi noir sur case blanche g8 · Pion noir sur case noire a7 · Pion noir sur case blanche b7 · Fou noir sur case blanche d7 · Pion noir sur case blanche h7 · Pion noir sur case blanche c6 · Pion noir sur case blanche e6 · Pion noir sur case blanche d5 · Cavalier noir sur case blanche h5 · Pion blanc sur case blanche c4 · Pion blanc sur case noire d4 · Pion noir sur case blanche e4 · Dame noire sur case noire h4 · Pion blanc sur case noire a3 · Pion blanc sur case blanche b3 · Pion blanc sur case noire e3 · Pion noir sur case noire g3 · Dame blanche sur case blanche g2 · Cavalier blanc sur case blanche b1 · Tour blanche sur case blanche d1 · Fou blanc sur case noire e1 · Fou blanc sur case blanche f1 · Roi blanc sur case noire g1 | Tour noire sur case noire f8 · Roi noir sur case blanche g8 · Pion noir sur case noire a7 · Pion noir sur case blanche b7 · Fou noir sur case blanche d7 · Pion noir sur case blanche h7 · Pion noir sur case blanche c6 · Pion noir sur case blanche e6 · Pion noir sur case blanche d5 · Cavalier noir sur case blanche h5 · Pion blanc sur case blanche c4 · Pion blanc sur case noire d4 · Pion noir sur case blanche e4 · Dame noire sur case noire h4 · Pion blanc sur case noire a3 · Pion blanc sur case blanche b3 · Pion blanc sur case noire e3 · Pion noir sur case noire g3 · Dame blanche sur case blanche g2 · Cavalier blanc sur case blanche b1 · Tour blanche sur case blanche d1 · Fou blanc sur case noire e1 · Fou blanc sur case blanche f1 · Roi blanc sur case noire g1 | Tour noire sur case noire f8 · Roi noir sur case blanche g8 · Pion noir sur case noire a7 · Pion noir sur case blanche b7 · Fou noir sur case blanche d7 · Pion noir sur case blanche h7 · Pion noir sur case blanche c6 · Pion noir sur case blanche e6 · Pion noir sur case blanche d5 · Cavalier noir sur case blanche h5 · Pion blanc sur case blanche c4 · Pion blanc sur case noire d4 · Pion noir sur case blanche e4 · Dame noire sur case noire h4 · Pion blanc sur case noire a3 · Pion blanc sur case blanche b3 · Pion blanc sur case noire e3 · Pion noir sur case noire g3 · Dame blanche sur case blanche g2 · Cavalier blanc sur case blanche b1 · Tour blanche sur case blanche d1 · Fou blanc sur case noire e1 · Fou blanc sur case blanche f1 · Roi blanc sur case noire g1 | Tour noire sur case noire f8 · Roi noir sur case blanche g8 · Pion noir sur case noire a7 · Pion noir sur case blanche b7 · Fou noir sur case blanche d7 · Pion noir sur case blanche h7 · Pion noir sur case blanche c6 · Pion noir sur case blanche e6 · Pion noir sur case blanche d5 · Cavalier noir sur case blanche h5 · Pion blanc sur case blanche c4 · Pion blanc sur case noire d4 · Pion noir sur case blanche e4 · Dame noire sur case noire h4 · Pion blanc sur case noire a3 · Pion blanc sur case blanche b3 · Pion blanc sur case noire e3 · Pion noir sur case noire g3 · Dame blanche sur case blanche g2 · Cavalier blanc sur case blanche b1 · Tour blanche sur case blanche d1 · Fou blanc sur case noire e1 · Fou blanc sur case blanche f1 · Roi blanc sur case noire g1 | Tour noire sur case noire f8 · Roi noir sur case blanche g8 · Pion noir sur case noire a7 · Pion noir sur case blanche b7 · Fou noir sur case blanche d7 · Pion noir sur case blanche h7 · Pion noir sur case blanche c6 · Pion noir sur case blanche e6 · Pion noir sur case blanche d5 · Cavalier noir sur case blanche h5 · Pion blanc sur case blanche c4 · Pion blanc sur case noire d4 · Pion noir sur case blanche e4 · Dame noire sur case noire h4 · Pion blanc sur case noire a3 · Pion blanc sur case blanche b3 · Pion blanc sur case noire e3 · Pion noir sur case noire g3 · Dame blanche sur case blanche g2 · Cavalier blanc sur case blanche b1 · Tour blanche sur case blanche d1 · Fou blanc sur case noire e1 · Fou blanc sur case blanche f1 · Roi blanc sur case noire g1 | Tour noire sur case noire f8 · Roi noir sur case blanche g8 · Pion noir sur case noire a7 · Pion noir sur case blanche b7 · Fou noir sur case blanche d7 · Pion noir sur case blanche h7 · Pion noir sur case blanche c6 · Pion noir sur case blanche e6 · Pion noir sur case blanche d5 · Cavalier noir sur case blanche h5 · Pion blanc sur case blanche c4 · Pion blanc sur case noire d4 · Pion noir sur case blanche e4 · Dame noire sur case noire h4 · Pion blanc sur case noire a3 · Pion blanc sur case blanche b3 · Pion blanc sur case noire e3 · Pion noir sur case noire g3 · Dame blanche sur case blanche g2 · Cavalier blanc sur case blanche b1 · Tour blanche sur case blanche d1 · Fou blanc sur case noire e1 · Fou blanc sur case blanche f1 · Roi blanc sur case noire g1 | Tour noire sur case noire f8 · Roi noir sur case blanche g8 · Pion noir sur case noire a7 · Pion noir sur case blanche b7 · Fou noir sur case blanche d7 · Pion noir sur case blanche h7 · Pion noir sur case blanche c6 · Pion noir sur case blanche e6 · Pion noir sur case blanche d5 · Cavalier noir sur case blanche h5 · Pion blanc sur case blanche c4 · Pion blanc sur case noire d4 · Pion noir sur case blanche e4 · Dame noire sur case noire h4 · Pion blanc sur case noire a3 · Pion blanc sur case blanche b3 · Pion blanc sur case noire e3 · Pion noir sur case noire g3 · Dame blanche sur case blanche g2 · Cavalier blanc sur case blanche b1 · Tour blanche sur case blanche d1 · Fou blanc sur case noire e1 · Fou blanc sur case blanche f1 · Roi blanc sur case noire g1 | Tour noire sur case noire f8 · Roi noir sur case blanche g8 · Pion noir sur case noire a7 · Pion noir sur case blanche b7 · Fou noir sur case blanche d7 · Pion noir sur case blanche h7 · Pion noir sur case blanche c6 · Pion noir sur case blanche e6 · Pion noir sur case blanche d5 · Cavalier noir sur case blanche h5 · Pion blanc sur case blanche c4 · Pion blanc sur case noire d4 · Pion noir sur case blanche e4 · Dame noire sur case noire h4 · Pion blanc sur case noire a3 · Pion blanc sur case blanche b3 · Pion blanc sur case noire e3 · Pion noir sur case noire g3 · Dame blanche sur case blanche g2 · Cavalier blanc sur case blanche b1 · Tour blanche sur case blanche d1 · Fou blanc sur case noire e1 · Fou blanc sur case blanche f1 · Roi blanc sur case noire g1 | 1 |
|   | a | b | c | d | e | f | g | h |   |

28. ... Txf1+!!
Deuxième sacrifice de tour, tout aussi correct que le premier ! Comme le fait remarquer Le Lionnais, les noirs pouvaient gagner de façon certaine le fou, mais l'initiative passait aux mains des blancs par 28. ... Dh2+ 29. Dxh2 gxh2+ 30. Rxh2 Txf1 31. Cd2, suivi de 32. Fh4. Selon Tartakover, « Ce nouveau sacrifice brise la résistance. Le coup préparatoire 28. ... e5 serait insuffisant, car les blancs répondraient par 29. Td2. » (cité dans le livre de Le Lionnais)
29. Rxf1 e5 30. Rg1 Fg4 31. Fxg3 Cxg3 32. Te1 Cf5 33. Df2 Dg5 34. dxe5
Les blancs ne résistent plus guère. Il fallait jouer 34. Rf1, mais la partie est gagnée par les noirs qui joueraient soit 34... Dh5 ou 34... h5.
34. ... Ff3+ 35. Rf1 Cg3+
0-1